# Belgrade
Vous lisez un « article de qualité » labellisé en 2008.
Pour les articles homonymes, voir Belgrade (homonymie).
Belgrade (en serbe cyrillique : Београд ; en serbe latin : Beograd) est la plus grande ville et la capitale de la Serbie. Au recensement de 2011, la ville intra muros comptait 1 233 796 habitants et, avec le district dont elle est le centre, appelé ville de Belgrade (Град Београд/Grad Beograd), 1 687 132 habitants en 2017, cela représente 24 % de la population totale de Serbie.
Belgrade est l'une des plus anciennes cités d'Europe, avec une histoire qui s’étend sur plus de 7 000 ans. Selon les historiens, on évalue la destruction de la ville entre 28 et 33 fois, sa position stratégique en Europe étant son bonheur et son malheur, d'où les vers du XVe siècle de Constantin le philosophe, « Pleure ville blanche, le noir de tes deuils ». Les premières traces de présence humaine dans la région remontent à la Préhistoire et à la culture de Vinča. Historiquement, Belgrade est l’antique cité de Singidunum, colonie romaine située dans la province de Mésie. Le nom slave Beograd apparaît pour la première fois le 16 avril 878, dans une épître envoyée par le pape Jean VIII au prince Boris Ier de Bulgarie. Il a pour signification la « ville blanche ». Au fil de son histoire mouvementée, Belgrade a été conquise par 40 armées : elle a été romaine et alors surnommée « La colline aux méditations », byzantine, hongroise, serbe, autrichienne, ottomane, serbe, yougoslave puis de nouveau capitale de la Serbie indépendante depuis 2006.
Aujourd'hui, Belgrade dispose d'un statut qui la dote d'une assemblée et d'un gouvernement particuliers, à l'instar des districts de Serbie. Sa zone métropolitaine, appelée « district de Belgrade » ou « ville de Belgrade », est divisée en 17 municipalités qui possèdent toutes leur propre conseil local. Le district de Belgrade couvre ainsi 3,6 % du territoire de la Serbie et abrite 21 % de la population du pays (hors Kosovo). Belgrade est le centre économique de la Serbie, mais aussi la capitale de la culture serbe et celui de l'éducation et des sciences du pays.

## Géographie

### Données générales

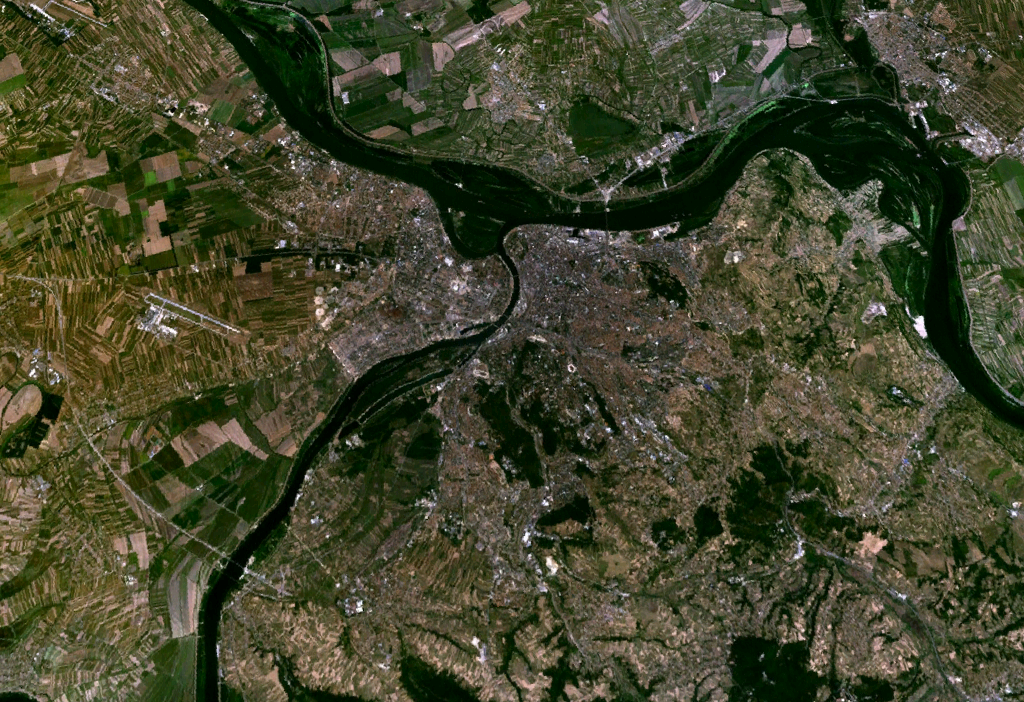
Vue satellite de Belgrade.

Belgrade se situe à 44° 49′ 14″ N, 20° 27′ 44″ E. Construite au nord de la Serbie centrale, au confluent d'une rivière, la Save, et d'un fleuve, le Danube ; la capitale de la Serbie se trouve ainsi à la limite entre deux espaces géographiques : la plaine pannonienne, qui fait partie de l’Europe de l'Est, et la péninsule des Balkans.
La ville proprement dite, dans ses limites actuelles, couvre une superficie de 359,96 km2, et, si l’on y ajoute l’ensemble de sa zone métropolitaine, c'est-à-dire le district de Belgrade, 3 222,68 km2. L'altitude moyenne y est de 116,75 m. Sur la rive droite de la Save, le centre de la ville est constitué d'un certain nombre de collines, dont la plus élevée, celle de Torlak, dans la municipalité de Voždovac, culmine à 303 m ; le point le plus bas de la capitale, soit 70 m, se trouve dans l'île fluviale d'Ada Huja. Les monts Avala et Kosmaj, respectivement situés à 511 m et à 628 m, s'élèvent au sud de la ville. Sur les rives gauches de la Save et du Danube, le terrain, généralement plat, est constitué de plaines alluviales et de plateaux de lœss. Le district de Belgrade conserve de nombreuses forêts, dont les plus importantes sont celles des monts Kosmaj et Avala, de Trešnja, Lipovica, Topčider, Obrenovački zabran et Bojčin.
Le centre historique de la capitale, aujourd'hui constitué par la forteresse de Belgrade et le parc de Kalemgdan (dans la municipalité de Stari grad, la « vieille ville »), se trouve sur la rive droite des deux cours d'eau. Depuis le XIXe siècle, la ville s'est étendue en direction du sud et de l'est. Après la Seconde Guerre mondiale, le quartier de Novi Beograd, la « Nouvelle Belgrade », a été construit sur la rive gauche de la Save, réunissant ainsi Belgrade à l'ancienne ville de Zemun. Des localités résidentielles, de l'autre côté du Danube, comme Krnjača et Ovča, ont également été intégrées dans la zone métropolitaine de la capitale serbe.

### Climat

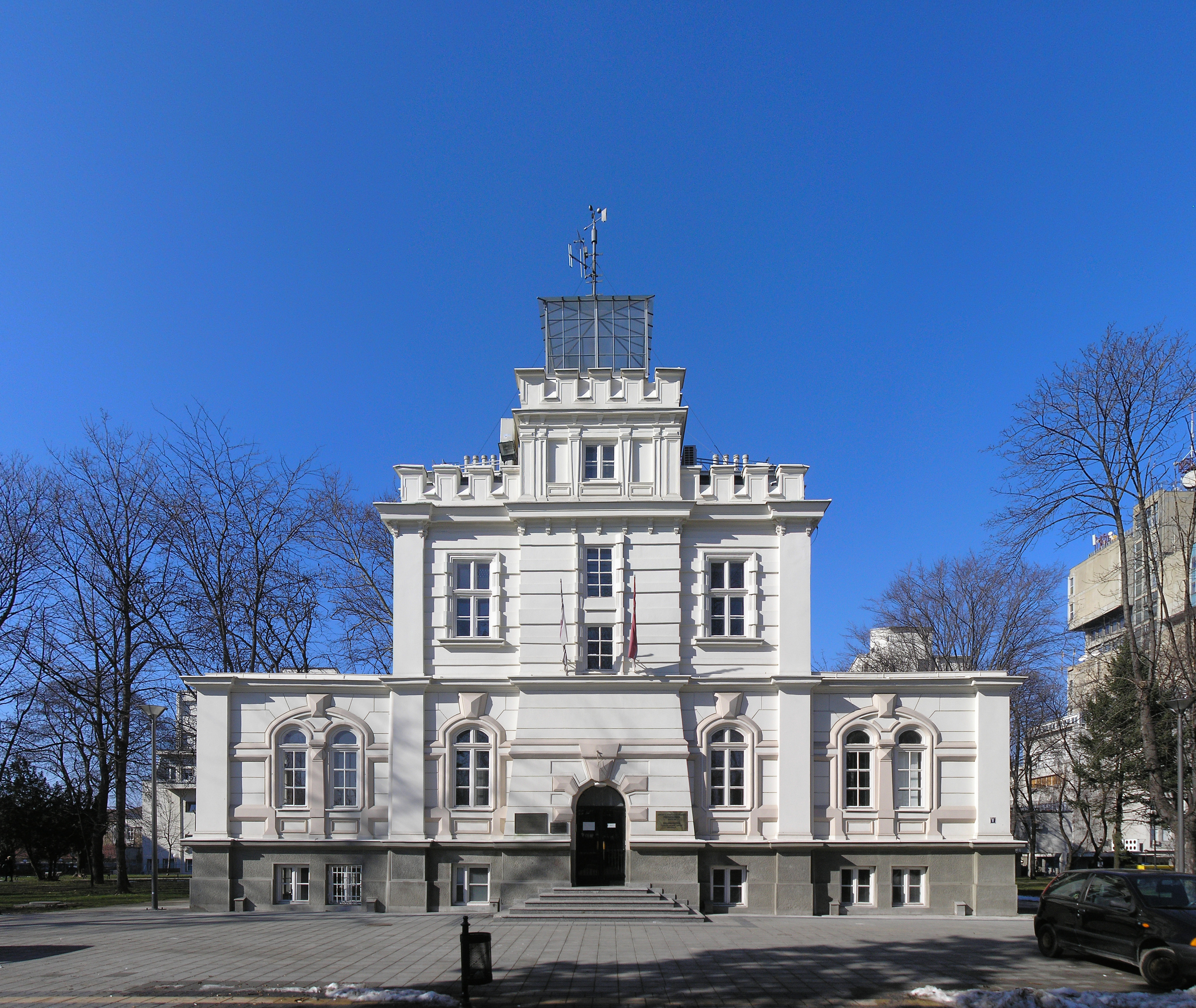
L'observatoire météorologique de Belgrade-Vračar.

Depuis 1887, le climat de Belgrade est étudié par l'observatoire météorologique de Vračar, situé à 132 m d'altitude, coordonnées 44° 48′ N, 20° 28′ E. Belgrade possède un climat continental modéré. Pour la période de 1961 à 1990, la température moyenne annuelle s’est élevée à 11,9 °C. Le mois le plus chaud a été juillet, avec une température moyenne de 21,8 °C. Pour la période de 1991 à 2010, la température a connu une moyenne de 12,8 °C. La ville connaît une température supérieure à 30 °C pendant trente jours par an et une température supérieure à 25 °C pendant 95 jours. La température la plus basse jamais enregistrée à l'observatoire a été de −26,2 °C, le 10 janvier 1893 et le 8 janvier 1947 ; la température la plus élevée a été de 43,6 °C, le 24 juillet 2007.
Dans la période de 1961 à 1990, Belgrade a reçu environ 684,3 mm de précipitations par an ; la moyenne a été de 661,9 mm entre 1991 et 2010. La ville connaît en moyenne 2 096 h d’ensoleillement. Les mois les plus ensoleillés sont juillet et août, avec une moyenne de 10 heures de soleil par jour. Au contraire, décembre et janvier sont les mois qui reçoivent le moins de soleil, avec une moyenne de 2 à 2,3 heures d’ensoleillement par jour. Le jour le plus pluvieux fut le 14 juin 1994, avec 94 mm enregistrés en une seule journée ; les chutes de neige les plus importantes jamais enregistrées en une seule journée ont eu lieu le 3 février 1962, avec une couverture neigeuse de 80 cm.
| Mois                                   | Janv | Fév  | Mars | Avr  | Mai  | Juin | Juil | Août | Sept | Oct  | Nov  | Déc  | Année |
| -------------------------------------- | ---- | ---- | ---- | ---- | ---- | ---- | ---- | ---- | ---- | ---- | ---- | ---- | ----- |
| Températures moyennes 1961-1990 (°C)   | 0,4  | 2,8  | 7,2  | 12,4 | 17,2 | 20,1 | 21,8 | 21,4 | 17,7 | 12,5 | 7,0  | 2,3  | 11,9  |
| Températures moyennes 1991-2010 (°C)   | 1,7  | 3,5  | 7,9  | 13,0 | 18,2 | 21,4 | 23,3 | 23,2 | 17,9 | 13,2 | 7,9  | 2,5  | 12,8  |
| Précipitations moyennes 1961-1990 (mm) | 49,3 | 44,4 | 49,5 | 58,8 | 70,7 | 90,4 | 66,5 | 51,2 | 51,4 | 40,3 | 54,3 | 57,5 | 684,3 |
| Précipitations moyennes 1991-2007 (mm) | 38,2 | 37,4 | 40,6 | 49,5 | 47,9 | 94,0 | 62,5 | 66,2 | 61,8 | 56,1 | 52,4 | 55,4 | 661,9 |

### Danube et Save

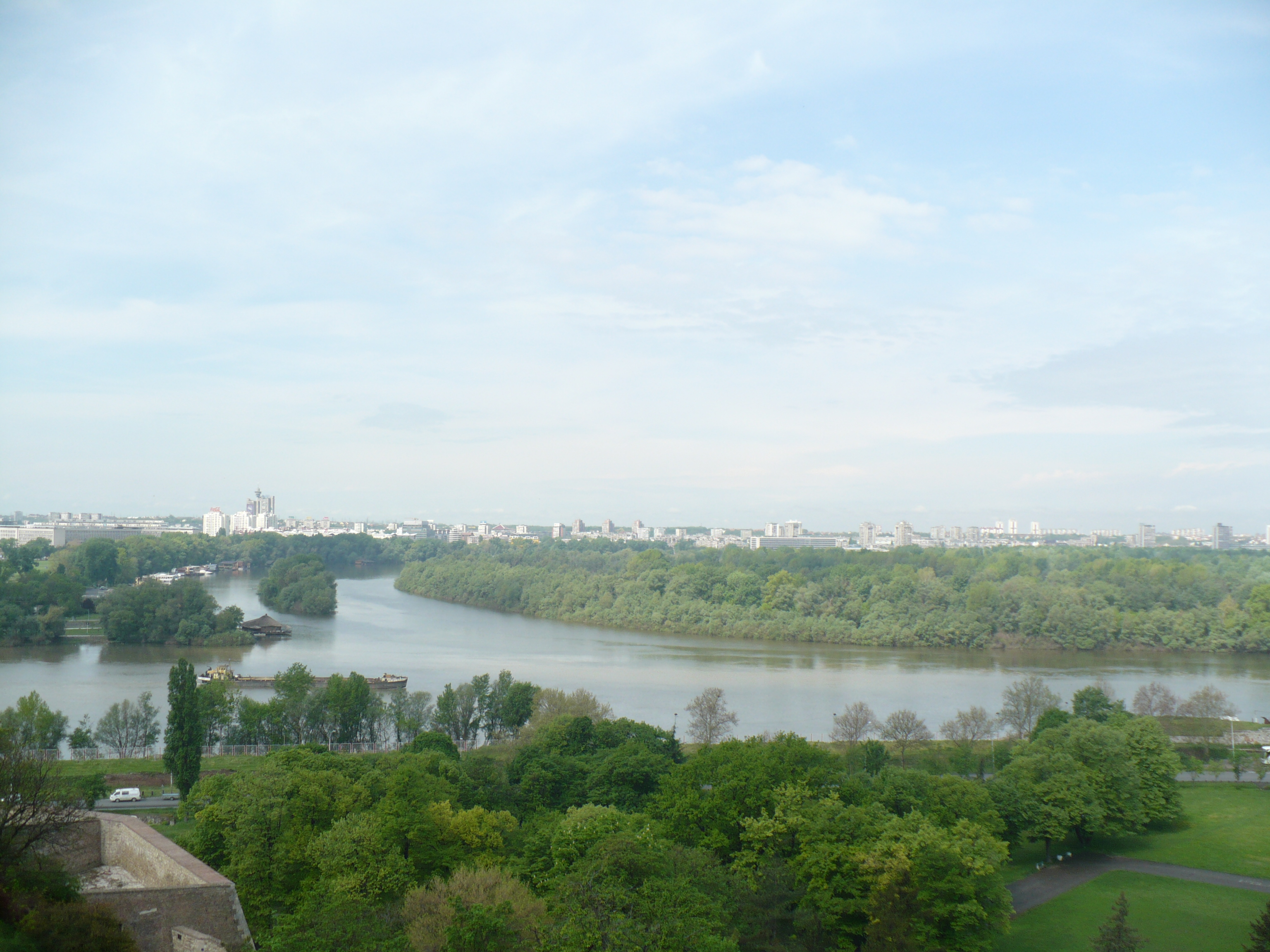
Le confluent de la Save et du Danube vu depuis la forteresse de Belgrade.

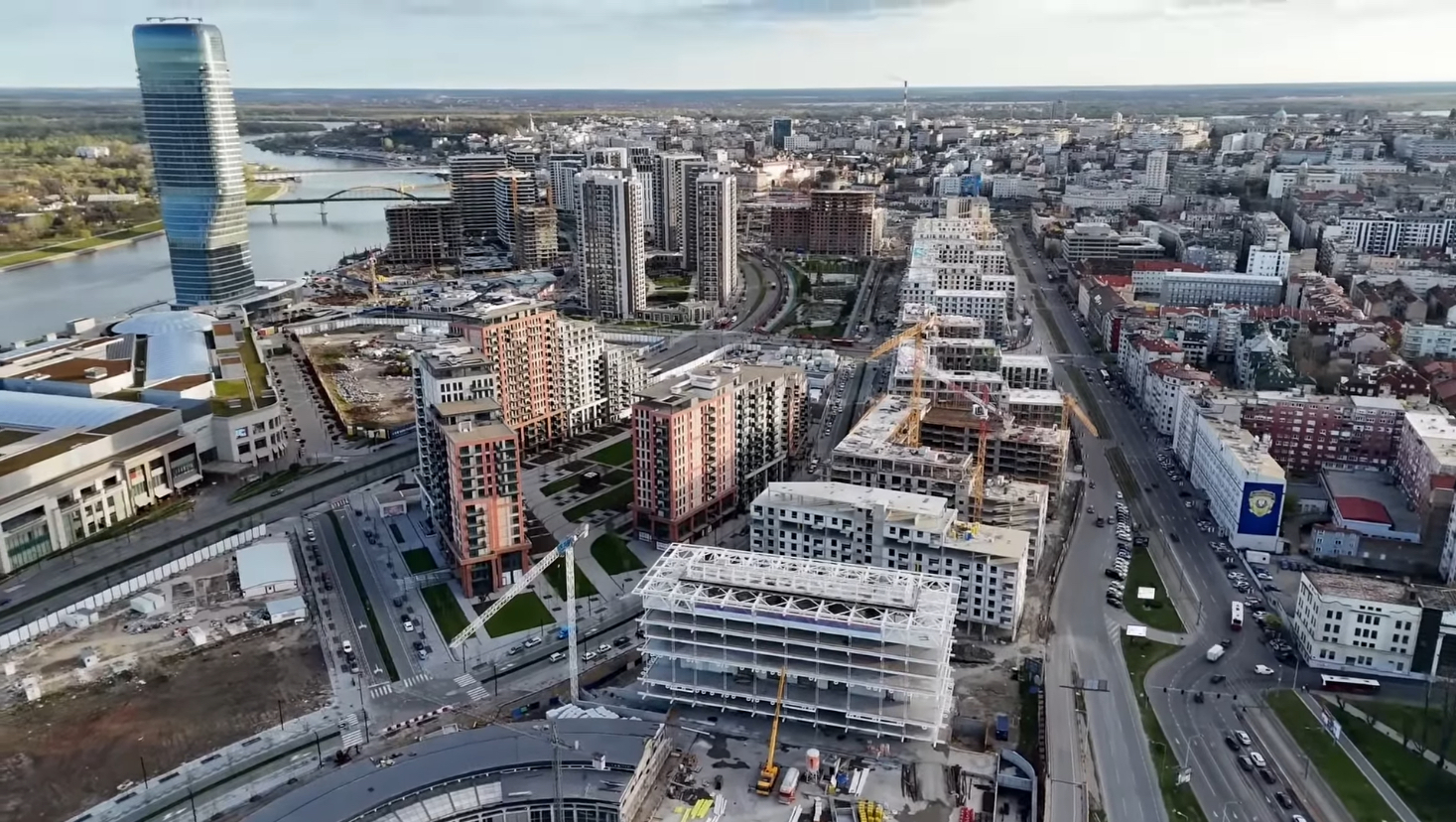
Vue aérienne de Belgrade, en 2024.

Belgrade est située au confluent de la Save et du Danube. Cette position a souvent impressionné les voyageurs. C’est ainsi qu’en septembre 1833 le poète Alphonse de Lamartine, de retour d’une visite au prince Miloš Obrenović et évoquant le Danube, écrit dans son carnet de voyage : « Le fleuve, large et profond, a des vagues comme la mer ». On trouve aussi, en 1888, sous la plume du comte d’Haussonville, cette description du fleuve observé depuis la hauteur de Kalemegdan : « Après avoir promené son ruban de lumière autour de Semlin (Zemun), il décrit dans la plaine une courbe parfaite et cueille au passage les eaux plus vertes de la Save ; puis, grossi de son tributaire, emportant avec lui la fortune de vingt peuples souverains, il reprend sa course vers l’Orient ».

### Belgrade entre l’Orient et l’Occident
Comme beaucoup d’autres villes, Belgrade est considérée comme un carrefour entre l’Orient et l’Occident. Par son histoire, Belgrade, au moins depuis la présence romaine et particulièrement du fait de la longue présence ottomane, a souvent joué un rôle de ville frontière et de lieu de rencontre entre les civilisations.
Encore une fois, ce sentiment a souvent été exprimé par les voyageurs, notamment au XIXe siècle. Alphonse de Lamartine, toujours dans son Voyage en Orient, décrit le contraste qu’il observe entre Belgrade et Zemun : « La ville (Belgrade), semblable à toutes les villes turques, descend en rues étroites et tortueuses vers le fleuve. Semlin (Zemun), première ville de la Hongrie, brille de l’autre côté du Danube avec toute la magnificence d’une ville d’Europe ; les clochers s’élèvent en face des minarets ». Ce contraste était également exprimé par Victor Hugo dans « Le Danube en colère » :

« Belgrade et Semlin sont en guerre. (...)
Allons, la turque et la chrétienne !
Semlin, Belgrade, qu’avez-vous ? (...)
Quoi ! ne pouvez-vous vivre ensemble,
 Mes filles ? faut-il que je tremble
Du destin qui ne vous rassemble
Que pour vous haïr de plus près,
Quand vous pourriez, sœurs pacifiques,
Mirer dans mes eaux magnifiques
Semlin tes noirs clochers gothiques,
Belgrade, tes blancs minarets ».
Par rapport à l’époque de Lamartine et de Hugo, le contraste s’est amoindri entre ce qui constitue aujourd’hui les divers quartiers de Belgrade ; à partir du XIXe siècle, notamment par la volonté des différents souverains serbes, la ville s’est occidentalisée et, si Zemun conserve nombre de ses bâtiments de l’époque autrichienne, Belgrade ne dispose plus que d’une seule mosquée.

## Histoire

### Préhistoire

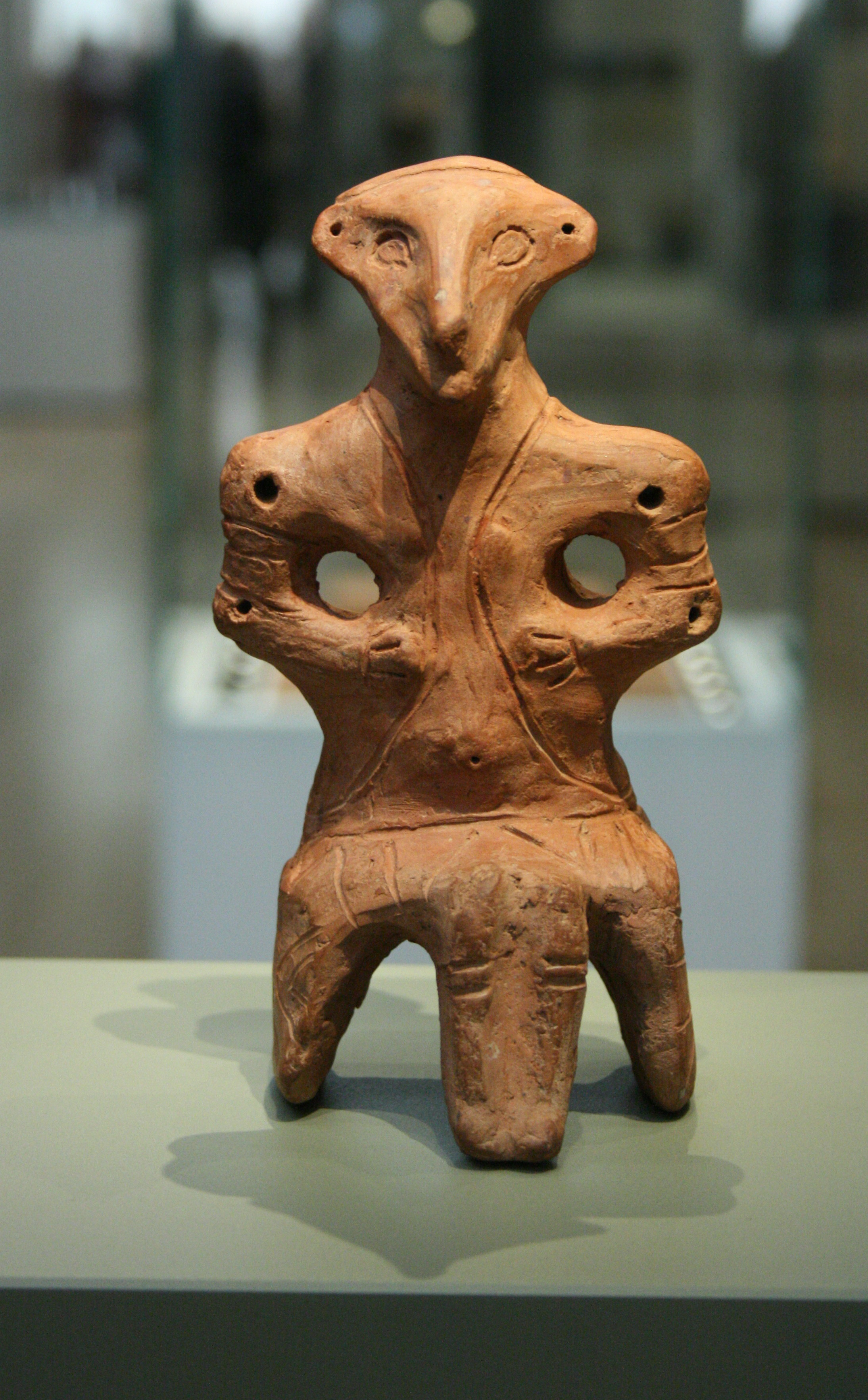
Figurine en argile retrouvée sur le site de Vinča-Belo brdo, British Museum.

La région située aux confluents de la Save et du Danube a été occupée depuis le Paléolithique moyen : les anthropologues y ont exhumé des squelettes de Néandertaliens et d’Homo sapiens.
En 1908, une équipe d’archéologues dirigée par Miloje Vasić a effectué des fouilles à Vinča sur le site de Belo brdo, dans la municipalité de Grocka. Ont alors été mis au jour d’importants vestiges datant de la période néolithique ; compte tenu de l’importance de ces découvertes, le site a donné son nom à une culture qui s’est développée le long du Danube entre -6 000 et -3 000 : la culture de Vinča,. Belo brdo est aujourd'hui inscrit sur la liste des sites archéologiques d'importance exceptionnelle de la république de Serbie.

### Fondation mythologique de Belgrade
Les origines mythologiques de Belgrade font intervenir les Argonautes, qui de la mer Noire (le Pont-Euxin) devaient rejoindre le nord de l'Italie. Ayant décidé de passer par l'Istro (le Danube), ils remontèrent son cours à bord de l'Argo. Lorsqu'ils arrivèrent devant le promontoire où Belgrade est bâtie, ils s’installèrent au bord du Danube là où les eaux de la Save et du Danube se confondent pour fonder la Ville.

### Période celto-thrace
Vers 600 av. J.-C., des tribus cimmériennes puis des Scythes traversèrent la région de l’actuelle Belgrade sans s'y installer. Au IIIe siècle av. J.-C., les Scordisques, un peuple celte, s’établirent au confluent de la Save et du Danube et y bâtirent une ville fortifiée appelée Singidūn (ces derniers sont un des trois groupes d'une armée gauloise conduite par Brennos, dans le but de piller Delphes, en octobre 278 av. J.-C.) ; cette cité, fondée en 298 av. J.-C., est mentionnée pour la première fois en 279 av. J.-C.. La première partie du nom, Singi-, signifierait « rond », tandis que dun désigne la « forteresse » ou la « ville ». Selon une autre interprétation, Singi renverrait aux Sings, un peuple thrace installé à cet endroit avant l’arrivée des Scordisques. Une autre interprétation donne comme origine à Singi- un mot celte signifiant le « faucon » et Singidūn serait ainsi « la forteresse (ou la ville) du faucon ».

### Période romaine

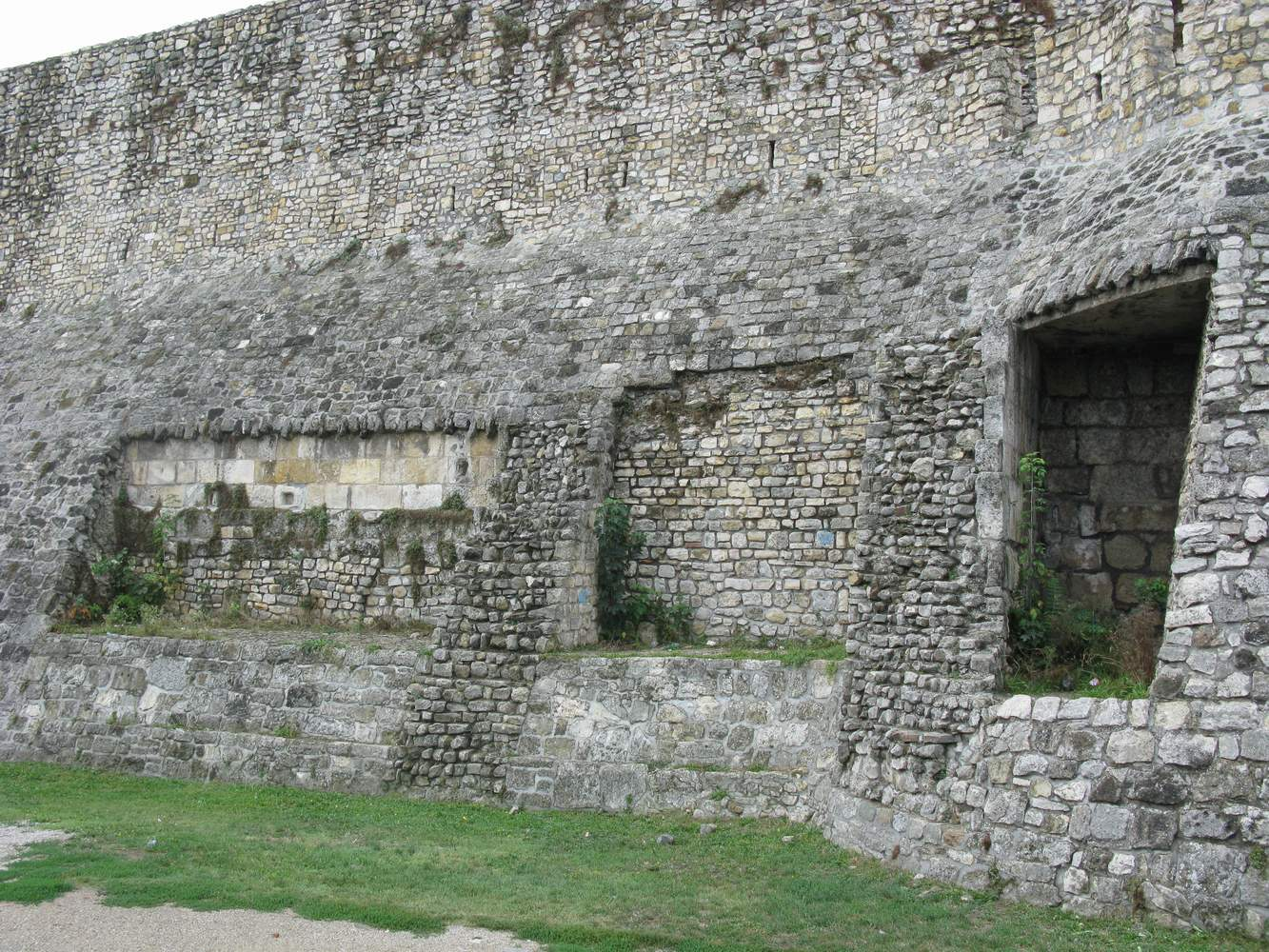
Vestige de mur romain dans la forteresse de Belgrade.

Les Romains s’emparèrent de Singidūn au début du Ier siècle de notre ère et ils latinisèrent le nom de la ville en Singidunum. La cité fut intégrée à la province de Mésie supérieure (capitale Viminacium, aujourd’hui Kostolac) et devint une ville de garnison située sur le limes. À proximité se trouvait la ville de Taurunum, aujourd’hui Zemun.
En 86, Domitien, dans le souci de renforcer les frontières de l’Empire contre les Daces, fit de Singidunum le lieu de cantonnement de la Legio IV Flauia Felix. Ce fut pour la ville le début d’une période de prospérité. Un castrum fut édifié à l’emplacement de l’actuelle forteresse de Belgrade. Singidunum et Taurunum furent reliées par un pont.
Au début du IIe siècle, en 105-106, les campagnes de l’empereur Trajan écartèrent la menace dace et la province romaine de Dacie fut créée. La ville de Singidunum connut alors une période de tranquillité. Au milieu du IIe siècle, l’empereur Hadrien lui conféra le statut de municipe (municipium), ce qui lui accordait une plus grande liberté d’administration.
Mais, à la suite des attaques des Carpes et des Goths, la province de Dacie fut perdue par les Romains sous l’empereur Gallien en 268. L’empereur Aurélien transféra alors les légions sur la rive sud du Danube et réorganisa la région en créant la province de Dacia Ripensis (la « Dacie de la rive »).
Le IVe siècle fut encore une période de prospérité pour la ville : elle obtint le statut de colonie de droit romain, qui renforçait encore son autonomie. Le futur empereur Jovien y naquit vers 332. Et, en 395, lors du partage de l’Empire romain par Théodose, Singidunum fut rattaché à l’Empire romain d'Orient, qui allait devenir l’Empire byzantin.
Sous l’Empire romain, Singidunum se trouva intégré à un important réseau défensif. La ville et son castrum étaient situés sur une via militaris qui, d’est en ouest allait de Sirmium (Sremska Mitrovica) à Viminacium (Kostolac), Trimontium (Plovdiv) jusqu’à Byzance. Cette voie militaire était défendue par des forts, dont il reste des vestiges dans la région de l’actuelle Belgrade, comme ceux de Mutatio ad Sextum (Mali Mokri Lug), Castra Tricornia (Ritopek) et Mutatio ad Sextum Militare (Grocka). Une route reliait également les exploitations minières des monts Avala, Kosmaj et Rudnik.
Ville militaire, Singidunum/Belgrade connut un important développement. Les vétérans des légions, notamment, s’installèrent dans la basse ville, créant une véritable cité romaine. De nombreuses traces de cette période impériale ont été retrouvées un peu partout dans les environs (tombes, monuments, sculptures, céramiques, pièces de monnaie). La ville actuelle conserve encore en partie l’empreinte de l’urbanisme antique, comme on peut l’observer dans l’orientation des rues Uzun Mirkova, Dušanova et Kralja Petra. Le Studentski trg (« place des Étudiants ») garde de l’ancien forum qu’il remplace sa forme rectangulaire ; des vestiges de thermes y ont été mis au jour dans les années 1970.

### Moyen Âge

#### Période byzantine

La Serbie à l’époque de l’empereur Stefan Dušan - Belgrade est une ville hongroise située à la frontière avec l’Empire serbe.

Le Ve siècle, qui vit la disparition de l’Empire romain d'Occident (476), inaugura pour Singidunum/Belgrade une période d’invasions successives. En 441, Attila, à la tête de ses Huns s’empara de la ville et la détruisit. Puis, en 450, les Sarmates, à leur tour, occupèrent la ville. Singidunum réintégra l’Empire en 454 mais, en 470, elle fut conquise par les Ostrogoths, avant d’être prise par les Gépides (488) et par les Goths (504). En 510, un traité fut signé, qui restitua la ville à l’Empire byzantin.
En 512, l’empereur Anastase Ier établit dans la région la tribu germanique des Hérules pour protéger la région de Belgrade contre les Gépides. En 535, sous Justinien, Singidunum fut entouré d’une puissante muraille qui lui assura quelques décennies de relative tranquillité.
En 584, la ville fut prise et pillée par les Avars, un peuple mongol allié des Slaves (et notamment des Serbes) qui s’étaient progressivement installés dans la plaine pannonienne depuis le milieu du Ve siècle. En 630, sous le règne de l’empereur Héraclius, les Serbes, appuyés par les Avars, s’emparèrent à leur tour de Singidunum/Belgrade. La prise de la ville est mentionnée dans les chroniques byzantines mais on perd ensuite toute trace écrite de Singidunum pendant deux siècles et demi. Par la suite, l'Empereur devient l'allié des Serbes et avec leur soutien, il libéra les territoires byzantins des Avars, Belgrade compris,. Les fouilles archéologiques, de leur côté, montrent une slavisation progressive de la région.
En 827, les Bulgares contrôlèrent la forteresse. La ville fut alors connue sous le nom d’Alba Bulgarica. Le 16 avril 878, le nom slave de Beograd apparaît pour la première fois dans une épître envoyée par le pape Jean VIII au prince Boris Ier de Bulgarie. Pendant quatre siècles, l’Empire byzantin, le royaume de Hongrie et le premier empire bulgare se disputèrent la ville qui changea constamment de maître.
Quelques dates marquent cette période agitée. En 896, les Magyars s’emparèrent de Belgrade. En 971, l’Empire byzantin reprit la ville. Vers 976, elle fut conquise par Samuel de Bulgarie. En 1018, l’empereur Basile II réintégra Belgrade dans l’Empire byzantin. En 1096, Belgrade fut détruite par les Hongrois, mais les Byzantins en gardèrent le contrôle.
En 1076, Jérusalem était tombée entre les mains des Turcs. En 1096 et en 1147, les Croisés, en partance pour la Terre sainte, passèrent à Belgrade. En 1127, le roi Étienne II de Hongrie détruisit la ville et en récupéra les pierres pour construire une forteresse à Zemun. À son tour, en 1154, l’empereur byzantin Manuel Ier Comnène détruisit Zemun et en récupéra les pierres pour reconstruire Belgrade ; le géographe et cartographe arabe Al Idrissi, de passage dans la cité, décrit Belgrade comme une ville « bien peuplée et animée »,. En 1182, les Hongrois, de nouveau, saccagèrent la ville mais, dès 1185, les Byzantins la récupérèrent par la négociation. En 1189, l’empereur romain germanique Frédéric Barberousse, un des chefs de la troisième croisade, passa lui aussi à Belgrade à la tête de 190 000 pèlerins ; la ville était devenue un champ de ruines. En 1230, Belgrade fut rattachée à la Bulgarie puis, en 1232, la ville passa à la Hongrie.

#### Période serbe

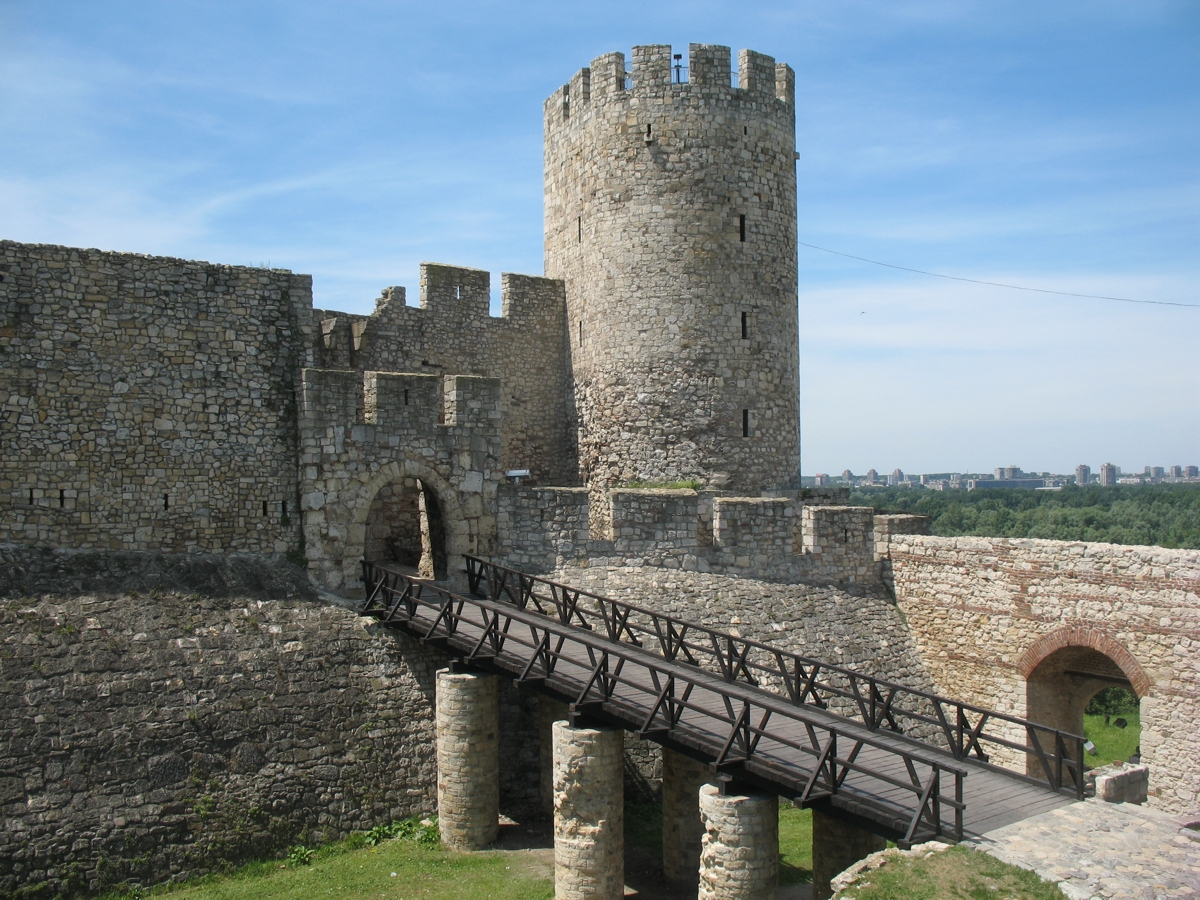
La tour du despote Stefan Lazarević, aujourd’hui dans le parc de Kalemegdan.

En 1284, le premier souverain serbe à régner sur Belgrade fut Stefan Dragutin, qui avait été roi de Serbie entre 1276 et 1282. Il reçut la ville en cadeau de son beau-père le roi Ladislas IV de Hongrie. La cité intégra ainsi le royaume de Syrmie (Srem). Dragutin tenait sa cour à Belgrade ; il fit construire une cathédrale orthodoxe, symbole de la puissance et de la prospérité du nouvel État serbe.
À sa mort en 1316, son frère Stefan Milutin régna à son tour sur Belgrade. Mais dès 1319, les Hongrois s’emparèrent de nouveau de la ville et la détruisirent complètement. Belgrade devint une forteresse qui servait de tête de pont pour les Hongrois hostiles à l’expansion de l’État serbe situé plus au sud.

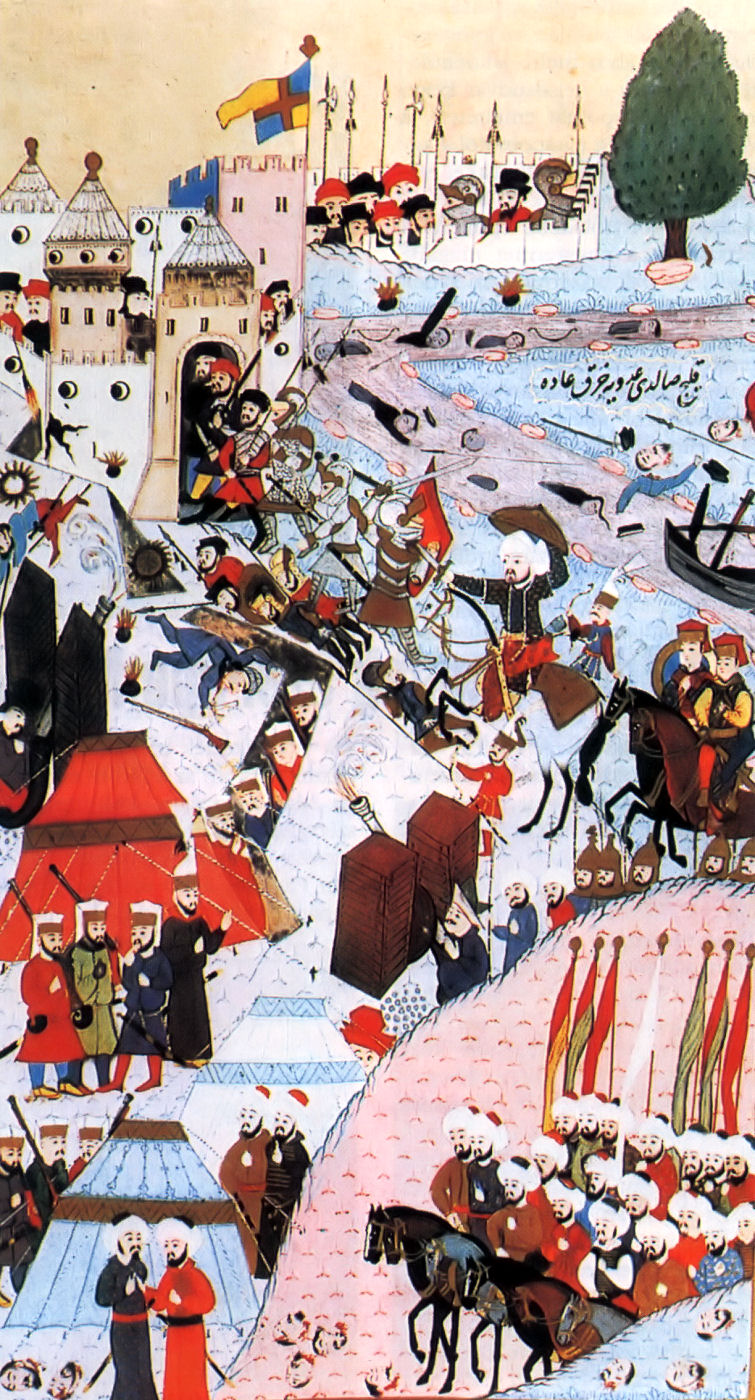
Le siège de Belgrade en 1456.

Au cours du XIVe siècle, les Turcs firent leur entrée dans cette partie des Balkans. Après la bataille de la Maritza en 1371 et celle de Kosovo Polje en 1389, ils conquirent le sud de la Serbie tandis que le nord résista sous la forme du despotat de Serbie. Conscient de la menace ottomane et du rempart que constituait le despotat, le roi de Hongrie Sigismond se rapprocha du despote serbe Stefan Lazarević. En 1403, Stefan Lazarević, le fils du prince Lazar, fut autorisé à faire de Belgrade la capitale du despotat. De 1403 à 1427, la ville connut une nouvelle ère de prospérité. Une citadelle y fut construite, dont il subsiste la tour du despote, encore visible dans la forteresse de Belgrade. De nombreux habitants, fuyant les Ottomans, vinrent se réfugier à Belgrade ; à cette époque, on considère que la ville comptait entre 40 000 et 50 000 habitants. L’historien Dušan T. Bataković commente ainsi la portée de cette période pour la ville : « La signification de Belgrade dans l’histoire serbe ne fit qu’augmenter à mesure que se rapprochait la chute du régime du despotat serbe. Belgrade devint le symbole des efforts conjugués afin d’empêcher les Turcs de pénétrer en Pannonie et jusqu’au centre du continent européen ».
À la mort de Stefan Lazarević en 1427, le nouveau despote Đurađ Branković, conformément aux accords passés en 1403, dut restituer la ville à la Hongrie. Smederevo, non loin de Belgrade, devint la nouvelle capitale du despotat ; Đurađ Branković y fit construire une nouvelle forteresse,. Néanmoins, sous son règne, le despotat tomba presque entièrement entre les mains des Ottomans.
En 1440, le sultan Mourad II, conscient de l’importance stratégique de Belgrade pour la conquête de l’Europe centrale, à la tête de plus de 100 000 Turcs, mit une première fois le siège devant la cité mais la ville résista,. En 1443, une armée fut levée et placée sous le commandement de Vladislas Ier Jagellon, roi de Pologne et de Hongrie, qui choisit pour le seconder Jean Hunyadi et Đurađ Branković ; l’armée se rassembla à Belgrade. Ses succès contre les forces ottomanes contraignirent Mourad II à temporiser. Mais son successeur, Mehmed II, reprit l’offensive. En 1453, il s’empara de Constantinople. Belgrade fut une nouvelle fois assiégée en 1456 mais la ville put encore résister, notamment grâce à Jean Hunyadi et au prêtre franciscain Jean de Capistran. Cependant, plus au sud, Smederevo tomba aux mains des Turcs en 1459 et peu après, le despotat de Serbie se retrouva sous leur domination

### Période turque

#### Empire ottoman

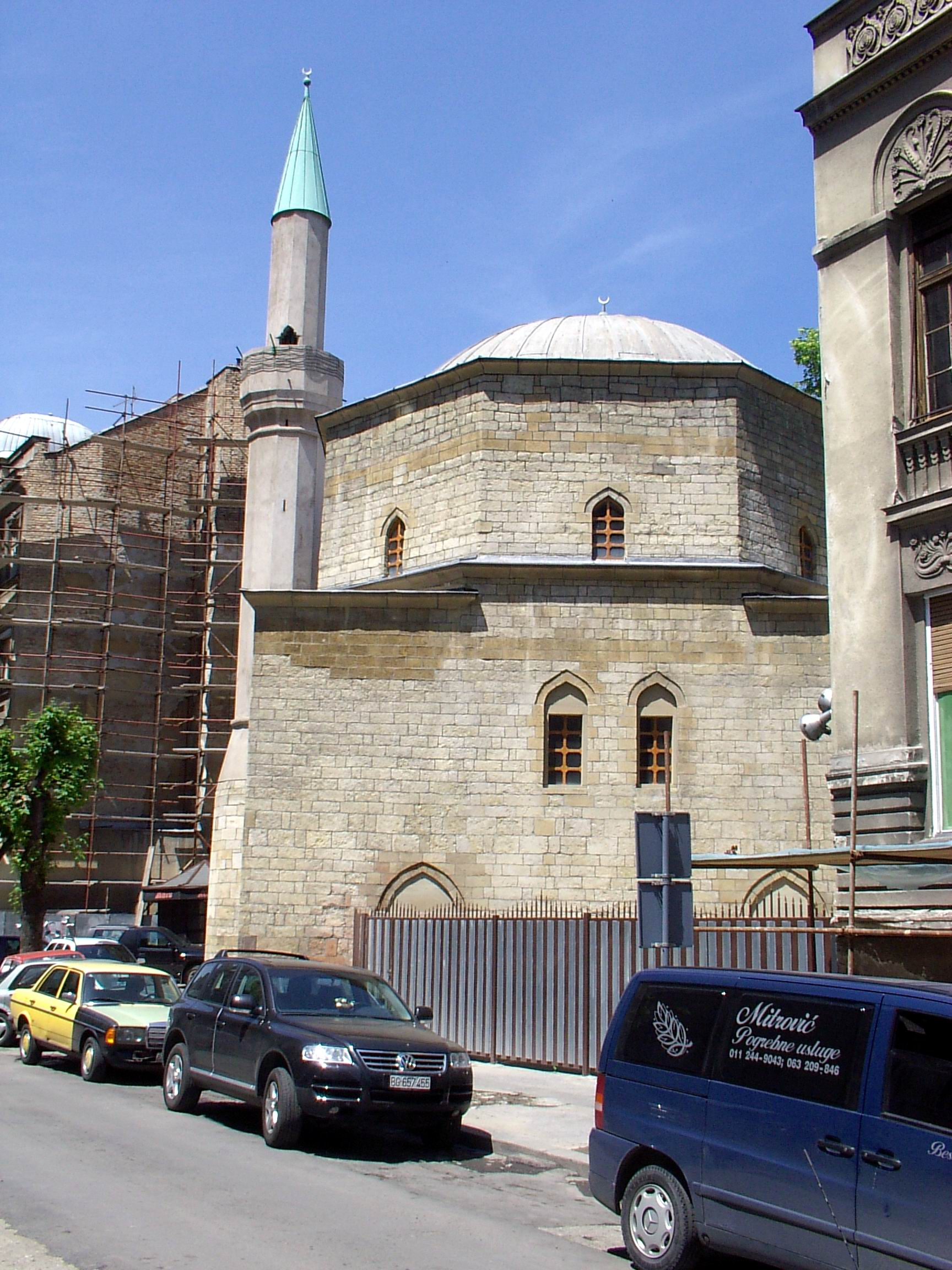
La mosquée Bajrakli, 1660-1688.

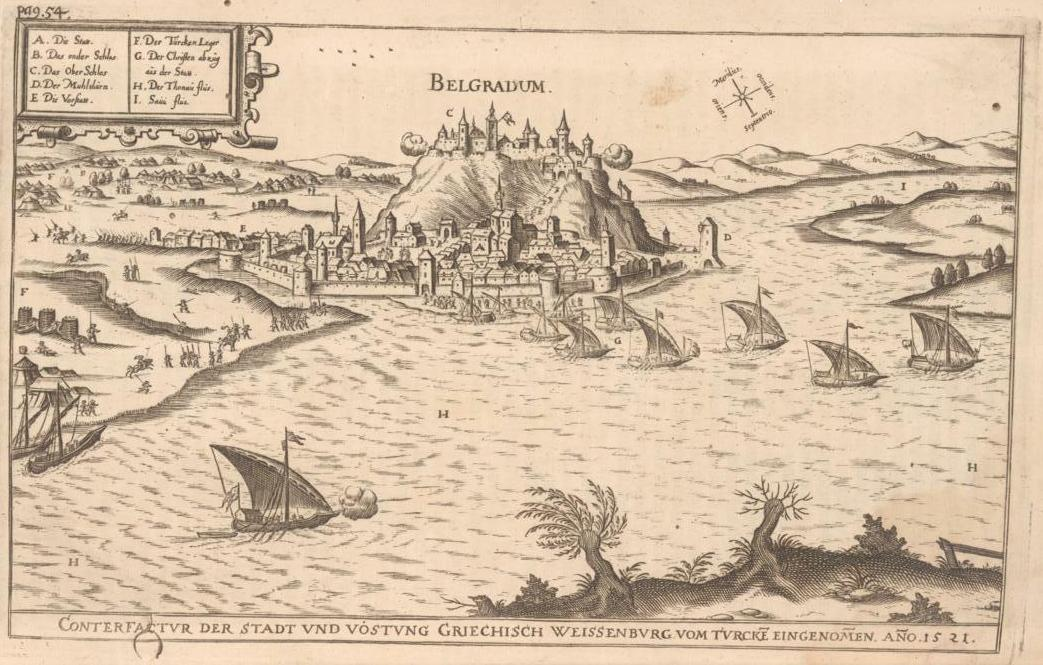
La forteresse de Belgrade au XVIe siècle.

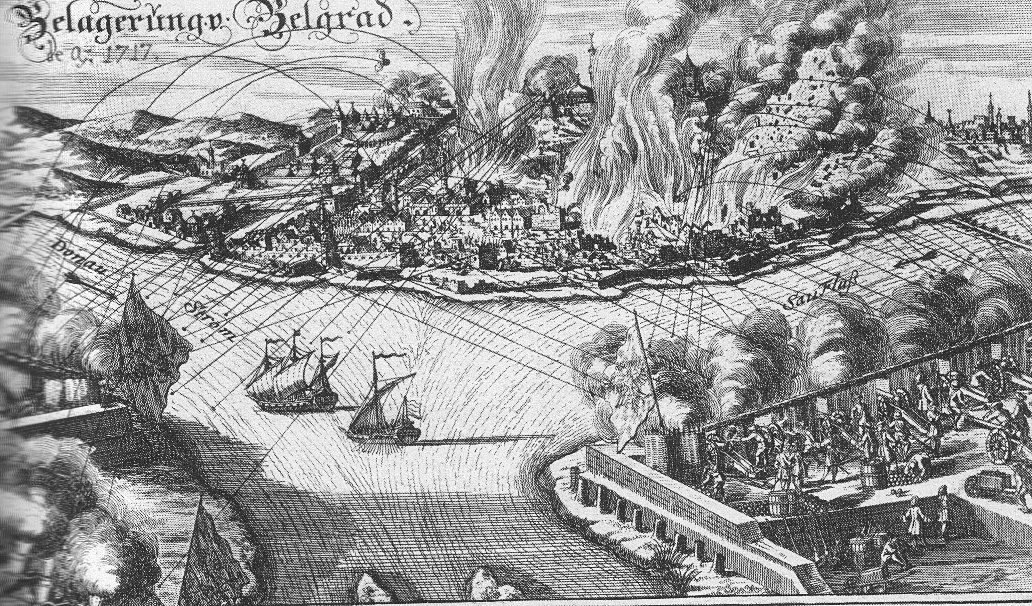
Le siège de Belgrade par Eugène de Savoie, 1717.

Le 25 juin 1521, Soliman le Magnifique mit à nouveau le siège devant Belgrade. Le 28 août, il réussit à s’emparer de la ville, qui fut rasée,. Conformément à ses attentes, cette conquête lui ouvrit les portes de l’Europe centrale : il réussit à mettre le siège devant la ville de Vienne en 1529. Pendant 150 ans, la ville fut le chef-lieu d’une raya (marche militaire) puis d’un sandjak (district civil) de l’Empire ottoman. Elle attira de nouveaux marchands et de nouveaux habitants turcs, arméniens et grecs, ainsi que des marchands venus de Raguse. On estime à 100 000 habitants la population de Belgrade au début du XVIIe siècle, ce qui en fit la deuxième ville de l’Empire ottoman après Constantinople. Elle prit progressivement l’allure d’une ville orientale, avec des bâtiments d’architecture ottomane et de nouvelles mosquées. Cet aspect oriental frappera encore les voyageurs du XIXe siècle.
La ville fut touchée par une révolte serbe majeure qui eut lieu en 1594, la révolte du Banat, et qui fut écrasée par les Turcs. Pour impressionner la population, le pacha de Belgrade ordonna que l’on fît venir les reliques de saint Sava qui reposaient au monastère de Mileševa ; le 24 avril 1594, elles furent brûlées en public sur le plateau de Vračar (aujourd’hui un quartier de Belgrade). À l’emplacement de ce bûcher s’élève l’actuelle église Saint-Sava. Pourtant, certains contestent cette version, et notamment Sreten Popović. D'après lui, l'endroit où les reliques de saint Sava ont été brûlées se trouve à l'emplacement actuel de Tašmajdan, derrière l'église de Saint-Marc, là où les Turcs effectuaient habituellement les exécutions. À l'époque des événements, c'était cet endroit, d'où on voyait toute la ville, qui s'appelait Vračar, tandis que l'actuel Vračar n'était encore qu'une petite colline très éloignée des enceintes de la ville.
Après l’échec des Ottomans devant Vienne en 1683, l'électeur Maximilien-Emmanuel de Bavière s’empara de Belgrade. Les Turcs reprirent la ville en 1690. En 1717, le prince Eugène de Savoie conquit la ville à nouveau. Entre 1723 et 1736, Nikola Doksat y construisit la forteresse du parc de Kalemegdan. Mais, par le traité de Belgrade, signé le 18 septembre 1739, les Habsbourg restituèrent la ville aux Turcs. Par deux fois, les Ottomans se vengèrent de la population de la ville en se livrant à des destructions,. Dans les deux cas, la reconquête par les Turcs s’accompagna d’une importante émigration serbe : des populations nombreuses, fuyant la région de Belgrade, vinrent s’installer en Autriche, en Voïvodine et en Slavonie,.
En 1789, lors de la guerre austro-turque de 1788-1791, le maréchal Ernst Gideon von Laudon s’empara à nouveau de la ville. Mais, par le traité de Sistova (1791), Belgrade fut une nouvelle fois restituée aux Ottomans. En échange, les janissaires durent quitter le pachalik de Belgrade.

#### Premier et second soulèvements serbes contre les Turcs

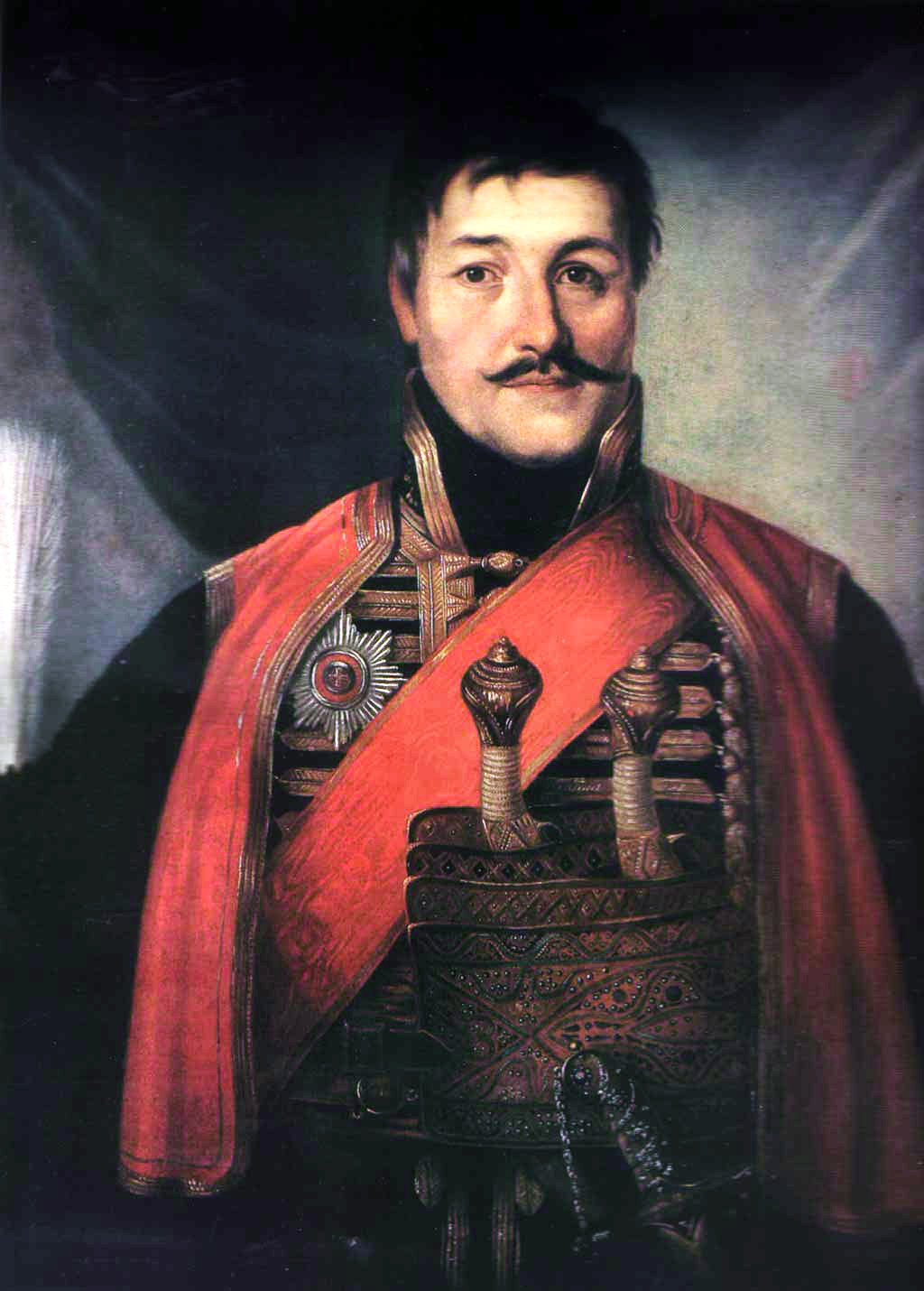
Đorđe Petrović, dit Karageorge.

En 1799, pour calmer l’agitation qui secouait son empire, le sultan Sélim III autorisa le retour des janissaires dans le pachalik de Belgrade. En 1801, de plus en plus indépendants, ces janissaires tuèrent le pacha Hadji Mustafa et multiplièrent les exactions. Pour réprimer les révoltes naissantes, le 4 février 1804, ils firent arrêter et tuer 70 notables serbes. Cet événement, connu sous le nom de Massacre des notables ou Massacre des Princes (en serbe : seča knezova), fut en fait à l’origine du premier soulèvement serbe contre les Turcs (1804-1813),. Le 8 janvier 1806, Belgrade fut libérée par les insurgés serbes commandés par Đorđe Petrović, plus connu sous le nom de Karageorges (Karađorđe, Georges le Noir). En 1807, le Praviteljstvujušči Sovjet (gouvernement serbe) se réunit à Belgrade et, en 1811, les ministres s’y établirent. En 1808, l’écrivain Dositej Obradović, y fonda la première Haute École, ébauche de ce qui allait devenir l’université de Belgrade. En revanche, après l’échec de cette première révolte, la ville fut reprise par les Tucs en 1813.
La répression qui s’ensuivit donna lieu en 1815 à un second soulèvement conduit par le prince Miloš Ier Obrenović. À l’issue des négociations, les Turcs conservèrent la forteresse du Kalemegdan, mais la Serbie devenait de facto une principauté autonome à l’intérieur de l’Empire ottoman,. En 1818, Kragujevac, et non Belgrade, fut choisie comme capitale de la nouvelle principauté de Serbie. Le sultan Mahmoud II reconnut officiellement l’autonomie de la Serbie en 1830.

### Nouvelle période serbe

#### Principauté et royaume de Serbie

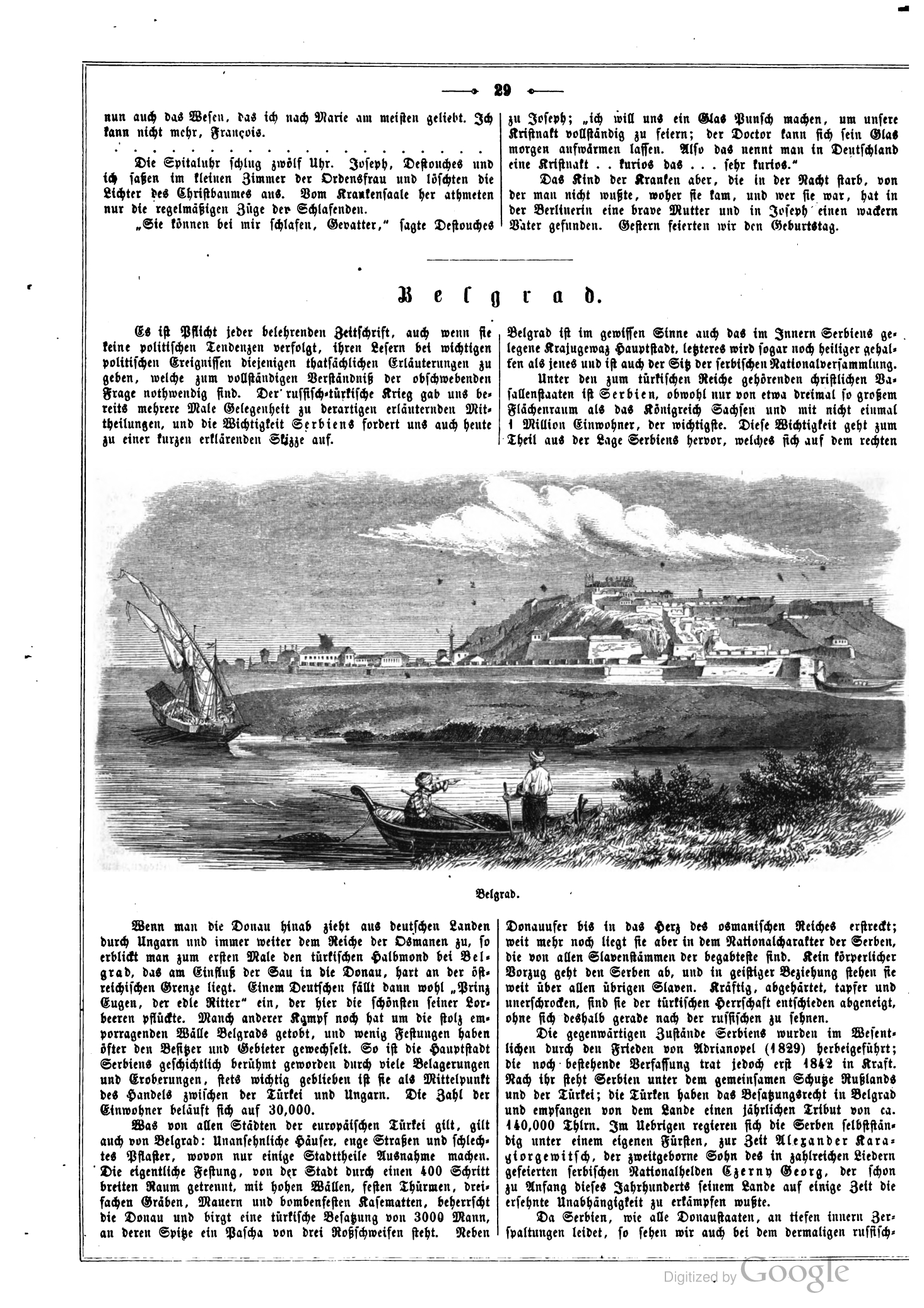
Belgrade, gravure allemande, Die Gartenlaube, 1854.

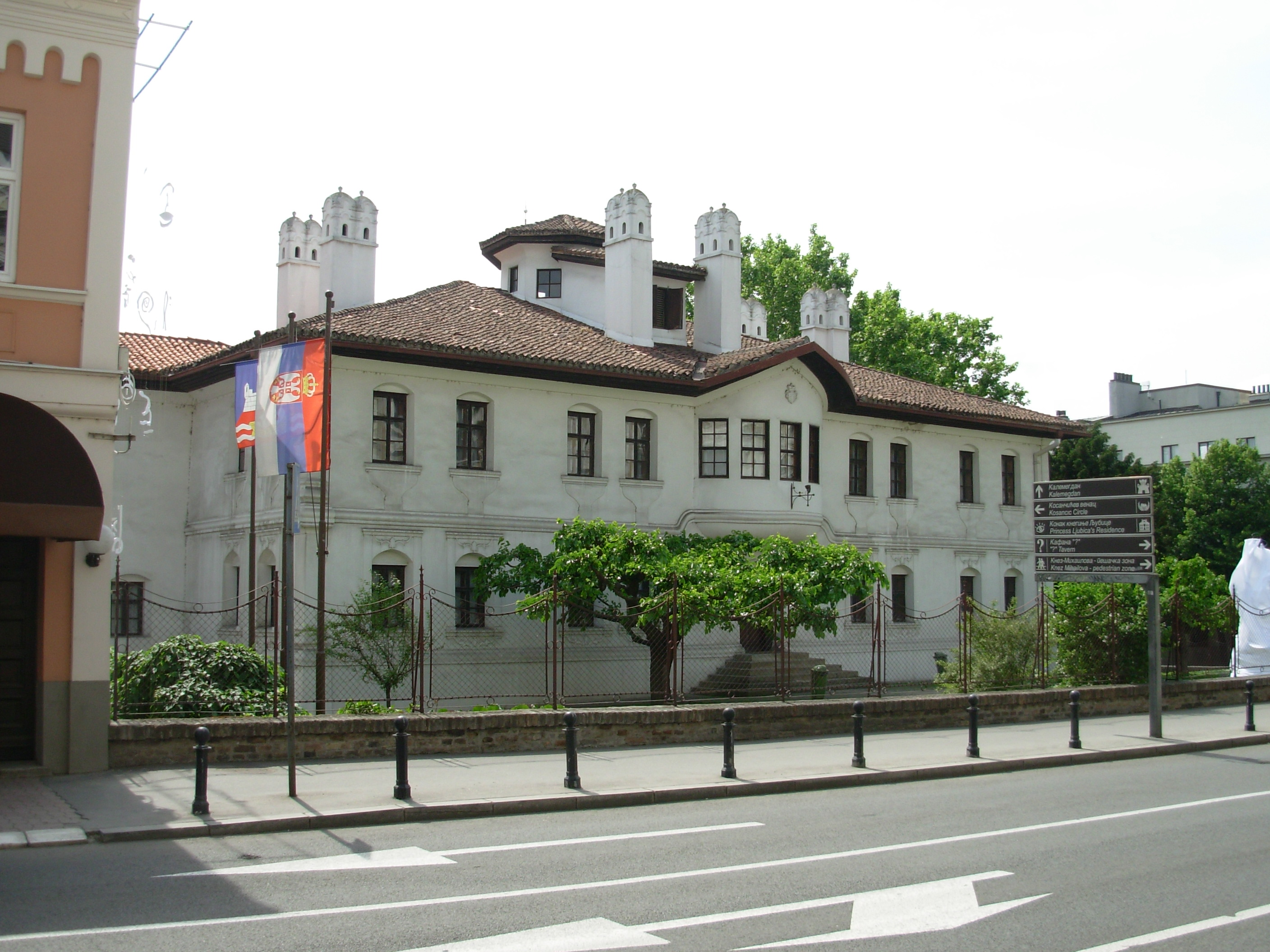
Le konak de la princesse Ljubica à Belgrade, 1829-1831.

L’autonomie de la Serbie ouvrit pour Belgrade une période de mutations. Des bâtiments importants y furent construits comme le konak de la princesse Ljubica (1829-1831), le konak du prince Miloš (1831-1834), dans le quartier de Topčider, ou encore la cathédrale Saint-Michel (1837-1840). Outre ses fonctions économiques, Belgrade devint un important centre culturel. En 1831, la première imprimerie y fut installée et, en 1835, le journal Novine Srpske commença à y paraître. La Faculté de Théologie et le premier Lycée y furent créés et la ville attira des intellectuels de premier plan comme Vuk Stefanović Karadžić, le grand réformateur de la langue serbe, Jovan Sterija Popović, un dramaturge célèbre, Joakim Vujić, lui aussi dramaturge et écrivain, ou encore Dimitrije Davidović, qui fut journaliste, ministre de Miloš Ier Obrenović et, dans ces fonctions, l’instigateur de la Bibliothèque nationale de Serbie.
En 1867, le prince Michel III Obrenović, le fils du prince Miloš, obtint le départ définitif des Turcs de la forteresse du Kalemegdan après 346 ans de domination et Belgrade devint officiellement la capitale de la Principauté. La Serbie devint indépendante au traité de Berlin de 1878 sous le règne du prince Milan IV Obrenović, qui devint roi de Serbie en 1882 sous le nom de Milan Ier.

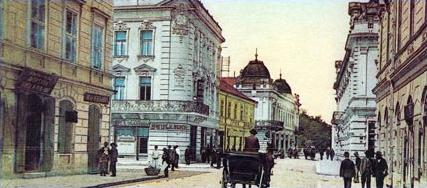
La rue Knez Mihailova au début du XXe siècle.

Le départ définitif des Turcs et l’indépendance accélérèrent l’occidentalisation de Belgrade, notamment sur le plan de l’urbanisme. La rue Knez Mihailova fut ouverte à la place d'anciennes rues tortueuses et elle relia le parc de Kalemegdan à la ville ; la place de la République (Trg Republike) fut créée en 1866. De nombreux bâtiments furent construits dans un style européen (banques, bâtiments officiels…). La ville connut un développement industriel important. En 1884, elle fut reliée par chemin de fer à Niš, la deuxième ville de Serbie par son importance ; l’électricité y fut installée. D’importantes institutions culturelles virent le jour comme le Musée National en 1844, le Théâtre national en 1869 ou encore l'Académie serbe des sciences et des arts en 1886. Auguste et Louis Lumière donnèrent à Belgrade la première séance de cinéma des Balkans et d’Europe centrale en juin 1896. Johann Strauss II y joua la même année.
En 1900, la capitale ne comptait que 69 100 habitants mais en 1905 elle en comptait déjà plus de 80 000 et, à la veille de la Première Guerre mondiale, elle dépassait déjà les 100 000 habitants, sans compter Zemun qui appartenait encore à l’Autriche-Hongrie,.

#### Première Guerre mondiale

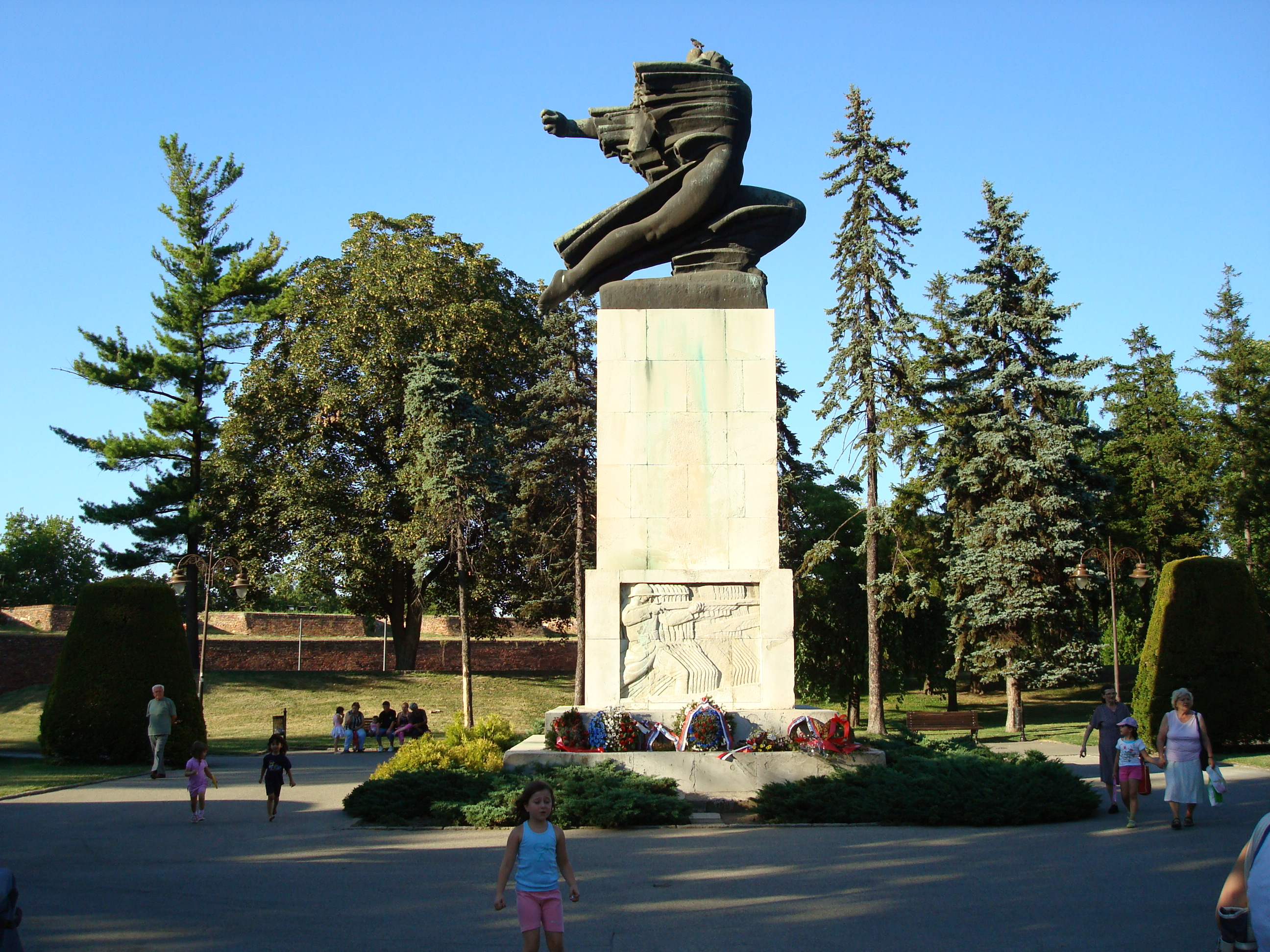
Le monument de la reconnaissance à la France, Kalemegdan.

Il existait un antagonisme important entre le royaume de Serbie, qui souhaitait réaliser l’unité de tous les peuples slaves des Balkans, et l’empire d'Autriche-Hongrie, présent dans la région, et souhaitant, notamment, poursuivre son avancée dans la vallée du Danube jusqu’à la mer Noire. Le 28 juin 1914, Gavrilo Princip, un anarchiste serbe né en Bosnie assassine à Sarajevo l’archiduc François-Ferdinand, héritier du trône impérial d’Autriche-Hongrie. La Serbie refusant d’ouvrir son territoire à des enquêteurs autrichiens, cet événement déclencha la Première Guerre mondiale.
Le 29 juillet 1914, des monitors de la marine austro-hongroise bombardèrent Belgrade et, le 30 novembre, la ville fut prise une première fois par le général Potiorek avant d’être libérée par le maréchal Putnik le 15 décembre. Le 9 octobre 1915, Belgrade fut prise une nouvelle fois par les troupes allemandes et autrichiennes commandées par August von Mackensen ; la bataille avait fait rage plusieurs jours et la ville avait subi de nombreuses destructions.

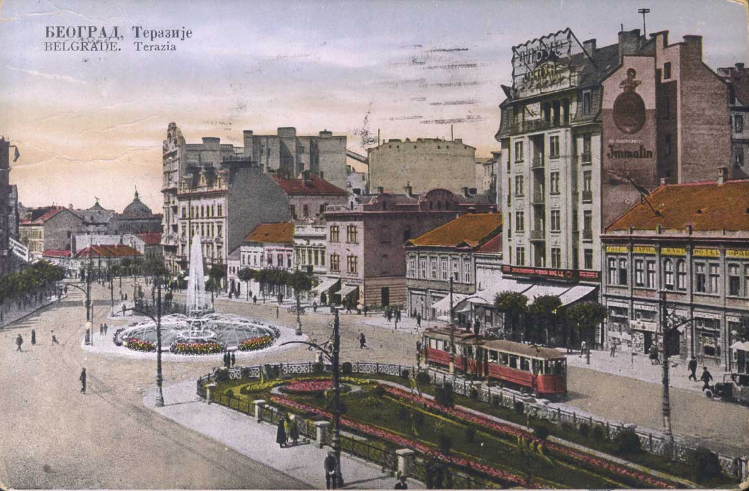
Terazije en 1934.

Belgrade fut finalement libérée le 1er novembre 1918, grâce à une armée franco-serbe commandée conjointement par le maréchal Louis Franchet d'Espèrey et le prince héritier Alexandre de Serbie. À la fin de la guerre, la Serbie avait perdu 28 % de sa population, tandis que Belgrade était la ville du pays qui avait subi le plus de destructions.

### Période yougoslave

#### Création de la Yougoslavie
En 1918, Belgrade devint la capitale du royaume des Serbes, Croates et Slovènes, qui fut proclamé sur la place de Terazije, puis, en 1929, celle du royaume de Yougoslavie. La ville se modernisa et connut une importante croissance démographique. Elle incorpora la ville de Zemun, qui était restée autrichienne jusqu’à la guerre ; en 1931, elle comptait 239 000 habitants et, en 1940, elle en comptait 320 000, la population augmentant en moyenne de 4,08 % entre 1921 et 1948. En 1927, fut ouvert le premier aéroport de Belgrade et, en 1929, sa première station de radio commença à émettre. Le pont de Pančevo, qui franchissait le Danube, fut ouvert à la circulation en 1935.

#### Seconde Guerre mondiale
Le 25 mars 1941, sous la pression d’Hitler, le président du Conseil Dragiša Cvetković et son ministre des Affaires étrangères signèrent à Vienne l’adhésion de la Yougoslavie au Pacte tripartite, rangeant ainsi le pays aux côtés des puissances de l’Axe ; par cet accord, le prince Paul, régent du royaume, espérait tenir le royaume à l’écart de la Seconde Guerre mondiale. À Belgrade, cette décision suscita immédiatement de nombreuses et importantes manifestations de rue ; et, le 27 mars, avec l’appui de la Grande-Bretagne, un coup d'État, conduit par le général Dušan Simović et organisé par le général Borivoje Mirković,, força le prince Paul à quitter le pouvoir et installa sur le trône le roi Pierre II avant sa majorité.

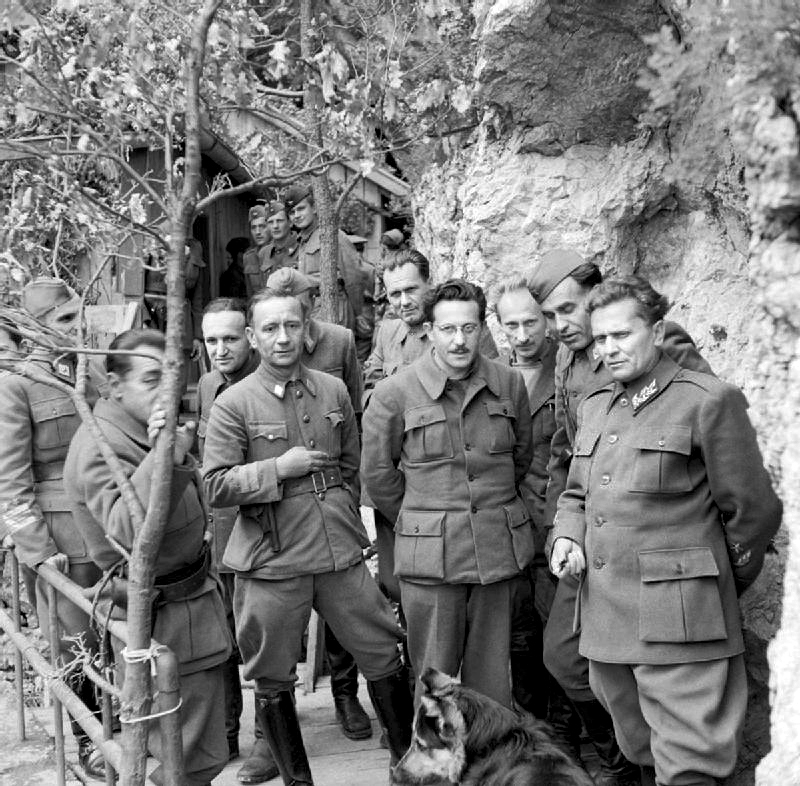
Le maréchal Tito et ses Partisans, en mai 1944.

Par voie de conséquence, le 6 avril 1941, Belgrade, pourtant déclarée ville ouverte, fut bombardée par la Luftwaffe, bombardement qui fit au moins 2 274 morts ; la Bibliothèque nationale de Serbie fut incendiée, ce qui provoqua la destruction de dizaines de milliers de livres rares parmi lesquels figuraient de précieux manuscrits du Moyen Âge,. La Yougoslavie fut envahie et, le 17 avril 1941, la capitulation du royaume fut signée à Belgrade. La Serbie centrale et le Banat furent placés sous l’autorité des nazis, l'État indépendant de Croatie satellite de l'Allemagne nazie fut créé, tandis que le reste du royaume fut partagé entre les diverses puissances de l’Axe ; le gouvernement royal partit en exil à Londres et un Gouvernement de salut national, dirigé par le général Milan Nedić, fut installé à Belgrade par les nazis.
Très vite la résistance s’organisa autour de deux hommes : Draža Mihailović, un fidèle partisan de la monarchie, coordonna l’action des tchetniks (à partir de mai 1941) ; Josip Broz Tito fut à la tête des partisans communistes (à partir de juillet 1941). En représailles à la guérilla qui s’installait, à l’automne et au cours de l’hiver 1941, le général Franz Böhme, le gouverneur militaire de la Serbie, fit arrêter et tuer de nombreux Belgradois et, en particulier, des membres de la communauté juive ; sa « règle » était d’exécuter 100 Serbes ou Juifs pour tout Allemand tué.
Le 6 avril 1944, les Alliés bombardèrent Belgrade, faisant environ 1 160 morts. La ville resta occupée par les nazis jusqu’au 20 octobre 1944, date à laquelle, avec l’accord de Churchill, elle fut libérée par les Partisans communistes et par l’Armée rouge. Pendant la guerre, Belgrade avait perdu environ 50 000 habitants et souffert d’importants dommages matériels.

#### Période communiste

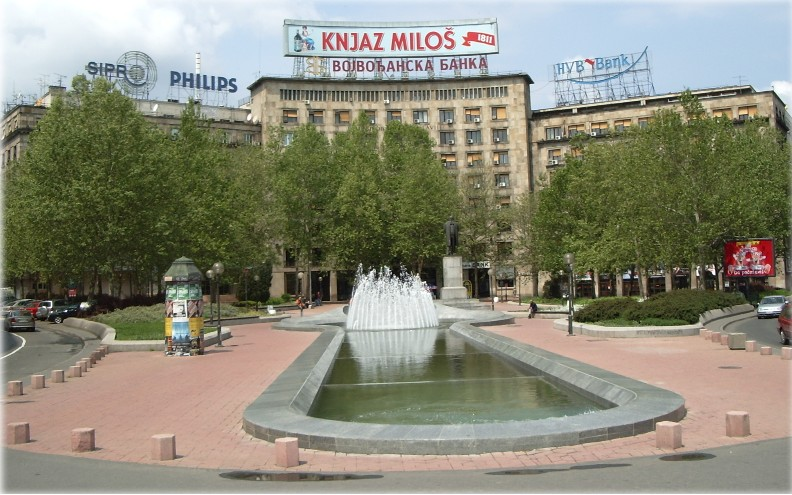
La Maison des syndicats, typique de l'époque titiste.

Le 29 novembre 1945, le maréchal Josip Broz Tito proclama à Belgrade l’abolition de la monarchie et la naissance de la république fédérative populaire de Yougoslavie (plus tard renommée république fédérative socialiste de Yougoslavie). En 1946, le général Draža Mihailović fut jugé et exécuté à Belgrade (Topčider).
En tant que capitale de cette nouvelle Yougoslavie, la ville connut un important développement industriel. En 1958, la première chaîne de télévision de Belgrade commença à diffuser ses programmes. Par sa relative indépendance à l’égard de Moscou, Tito fit aussi de la capitale de la Yougoslavie une importante ville internationale. En 1961, la première conférence des chefs de gouvernement des Pays non alignés se réunit à Belgrade sous la présidence du maréchal ; le pays tout entier en retirait un important prestige auprès des pays du Tiers-Monde. S’y tinrent aussi des assemblées de la Banque mondiale ou du Fonds monétaire international, ainsi que de nombreuses manifestations culturelles et sportives.
En revanche, l’année 1968 offrit un autre visage de Belgrade, avec de nombreuses manifestations contre Tito qui se soldèrent par de violents affrontements entre les étudiants et la police ; tout cela révélait l’existence d’un réel malaise politique et social dans le pays. En mars 1972, une épidémie de variole se déclara dans la ville, ce qui contraignit ses habitants à la quarantaine. Elle est cependant rapidement maitrisée.
Le problème des nationalités couvait également. En 1974, une nouvelle Constitution fut proclamée à Belgrade. L’historien Dušan T. Bataković l’analyse en ces termes : « Chaque république, ainsi que chaque province autonome, apparaissait non seulement comme le représentant unique d’un peuple déterminé, mais aussi comme un élément constituant de la fédération. Ainsi était instaurée une souveraineté double. (…) La désintégration de la Yougoslavie fut, de ce fait, facilitée ».
La ville offre un certain niveau de vie. L'éducation et le système de santé étaient gratuits, et les logements étudiants étaient bon marché.

#### Période post-communiste
Belgrade vécut les contrecoups de la crise que connut la Yougoslavie.
Le 9 mars 1991, la capitale fut le théâtre d’importantes manifestations de rue conduites par Vuk Drašković contre le pouvoir de Slobodan Milošević. Selon les médias, entre 100 000 et 150 000 personnes défilèrent dans les rues. Les chars furent déployés pour ramener le calme. Il y eut deux morts, 203 blessés et 108 personnes furent arrêtées.
En 1992, la ville devint la capitale de la république fédérale de Yougoslavie, formée de la république de Serbie et de la république du Monténégro et renommée en 2003 communauté d'États Serbie-et-Monténégro. Elle eut comme premier président l’écrivain Dobrica Ćosić, membre de l’Académie.
Après le retour au pouvoir de Slobodan Milošević, de nouvelles manifestations eurent lieu à Belgrade de novembre 1996 à février 1997 ; le gouvernement était accusé de fraude électorale. Ces manifestations conduisirent à l’élection de Zoran Đinđić, membre du Parti démocratique.
En 1999, pendant la guerre du Kosovo, Belgrade fut bombardée par l’OTAN, ce qui provoqua de nombreux dégâts dans la ville. Parmi les sites bombardés se trouvèrent plusieurs ministères, l’immeuble de la Radio-télévision de Serbie (RTS), plusieurs hôpitaux, l’hôtel Jugoslavija, la tour Ušće, l’émetteur de télévision du mont Avala, ainsi que l’ambassade de Chine.
Après les élections de 2000, Belgrade fut le théâtre de nouvelles manifestations qui amenèrent des centaines de milliers de personnes dans les rues (800 000 selon la police, plus d’1 000 000 selon le journaliste britannique Misha Glenny). Ces manifestations contre le régime contraignirent Milošević à démissionner le 5 octobre 2000. Cette démission mit un terme à ce qu’on appelle familièrement la révolution des bulldozers.

### Capitale de la nouvelle Serbie indépendante
Depuis 2006, à la suite de l'indépendance de la république du Monténégro, Belgrade est restée la capitale de la seule Serbie.
La ville connait au printemps 2016 d'importantes manifestations contre des projets immobiliers perçus comme destructeurs et visant à enrichir des hommes d'affaires proches du pouvoir. Le centre de la ville a été vidé de sa population et rasé pour laisser place à un luxueux complexe au bord du Danube. Les expulsions sont grandement facilitées par la loi serbe, en cas d'endettement, de loyers impayés ou pour restituer un bien à ses propriétaires d'avant 1945.

## District de Belgrade (ville de Belgrade)
Belgrade dispose d’un statut particulier qui fait de la capitale une unité territoriale à part entière. De fait, Belgrade est aussi le centre administratif d’un district appelé ville de Belgrade, en serbe cyrillique Град Београд. Ce district est divisé en 17 municipalités. Dix d’entre elles possèdent le statut de municipalité « urbaine » : elles sont partie intégrante de la ville-capitale. Les sept autres ont le statut de municipalité « périurbaine » : elles sont situées à proximité de la capitale.

### Municipalités de la ville de Belgrade
Les 17 municipalités de la ville de Belgrade sont les suivantes :
| \| Nom \| Superficie (en km2) \| Population 1991[81] \| Population 2002[81] \| Population 2011[3] \| Statut \| \| ------------ \| ------------------- \| ------------------------------------------- \| ------------------------------------------- \| ------------------ \| ----------- \| \| Barajevo \| 213 \| 20 846 \| 24 641 \| 27 036 \| Périurbaine \| \| Čukarica \| 156 \| 150 257 \| 168 508 \| 179 031 \| Urbaine \| \| Grocka \| 289 \| 65 735 \| 75 466 \| 83 398 \| Périurbaine \| \| Lazarevac \| 384 \| 57 848 \| 58 511 \| 58 224 \| Périurbaine \| \| Mladenovac \| 339 \| 54 517 \| 52 490 \| 53 050 \| Périurbaine \| \| Novi Beograd \| 41 \| 218 633 \| 217 773 \| 212 104 \| Urbaine \| \| Obrenovac \| 411 \| 67 654 \| 70 975 \| 71 419 \| Périurbaine \| \| Palilula \| 451 \| 150 208 \| 155 902 \| 170 593 \| Urbaine \| \| Rakovica \| 31 \| 96 300 \| 99 000 \| 108 413 \| Urbaine \| \| Savski venac \| 14 \| 45 961 \| 42 505 \| 38 660 \| Urbaine \| \| Sopot \| 271 \| 19 977 \| 20 390 \| 20 199 \| Périurbaine \| \| Stari grad \| 5 \| 68 552 \| 55 543 \| 48 061 \| Urbaine \| \| Surčin \| 285 \| Dans la municipalité de Zemun jusqu’en 2004 \| Dans la municipalité de Zemun jusqu’en 2004 \| 42 012 \| Périurbaine \| \| Voždovac \| 148 \| 156 373 \| 151 768 \| 157 152 \| Urbaine \| \| Vračar \| 3 \| 67 438 \| 58 386 \| 55 463 \| Urbaine \| \| Zemun \| 154 \| 176 158 \| 152 950 \| 166 292 \| Urbaine \| \| Zvezdara \| 32 \| 135 694 \| 132 621 \| 148 014 \| Urbaine \| \| Total \| 3227 \| 1 552 151 \| 1 576 124 \| 1 639 121 \| \| |                     | 1. Barajevo 2. Voždovac 3. Vračar 4. Grocka 5. Zvezdara 6. Zemun 7. Lazarevac 8. Mladenovac 9. Novi Beograd 10. Obrenovac 11. Palilula 12. Rakovica 13. Savski venac 14. Sopot 15. Stari grad 16. Surčin 17. Čukarica |                                             |                 |             |
| Nom | Superficie (en km2) | Population 1991 | Population 2002                             | Population 2011 | Statut      |
| Barajevo | 213                 | 20 846 | 24 641                                      | 27 036          | Périurbaine |
| Čukarica | 156                 | 150 257 | 168 508                                     | 179 031         | Urbaine     |
| Grocka | 289                 | 65 735 | 75 466                                      | 83 398          | Périurbaine |
| Lazarevac | 384                 | 57 848 | 58 511                                      | 58 224          | Périurbaine |
| Mladenovac | 339                 | 54 517 | 52 490                                      | 53 050          | Périurbaine |
| Novi Beograd | 41                  | 218 633 | 217 773                                     | 212 104         | Urbaine     |
| Obrenovac | 411                 | 67 654 | 70 975                                      | 71 419          | Périurbaine |
| Palilula | 451                 | 150 208 | 155 902                                     | 170 593         | Urbaine     |
| Rakovica | 31                  | 96 300 | 99 000                                      | 108 413         | Urbaine     |
| Savski venac | 14                  | 45 961 | 42 505                                      | 38 660          | Urbaine     |
| Sopot | 271                 | 19 977 | 20 390                                      | 20 199          | Périurbaine |
| Stari grad | 5                   | 68 552 | 55 543                                      | 48 061          | Urbaine     |
| Surčin | 285                 | Dans la municipalité de Zemun jusqu’en 2004 | Dans la municipalité de Zemun jusqu’en 2004 | 42 012          | Périurbaine |
| Voždovac | 148                 | 156 373 | 151 768                                     | 157 152         | Urbaine     |
| Vračar | 3                   | 67 438 | 58 386                                      | 55 463          | Urbaine     |
| Zemun | 154                 | 176 158 | 152 950                                     | 166 292         | Urbaine     |
| Zvezdara | 32                  | 135 694 | 132 621                                     | 148 014         | Urbaine     |
| Total | 3227                | 1 552 151 | 1 576 124                                   | 1 639 121       |             |

La plupart de ces municipalités sont situées au sud du Danube et de la Save dans la région de la Šumadija (Choumadie). Trois municipalités, Zemun, Novi Beograd et Surčin, sont situées au nord de la Save dans la région de Syrmie, la municipalité de Palilula est, elle, située sur les deux rives du Danube, dans la région de Šumadija et dans le Banat.

### Gouvernement local

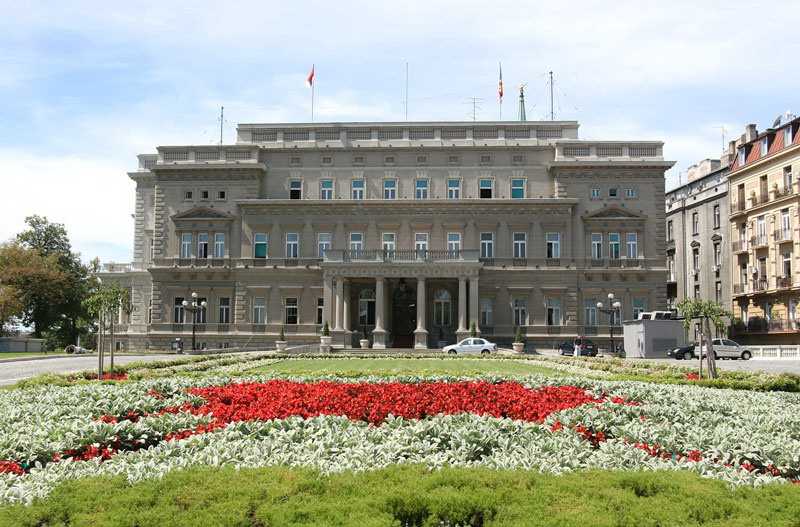
Le Stari dvor, siège de l’assemblée de la ville de Belgrade.

En tant qu’unité territoriale à part entière, la ville de Belgrade est dotée d’un gouvernement municipal autonome. Elle possède un maire élu pour quatre ans, qui exerce des fonctions représentatives et exécutives. Il est assisté par un maire adjoint. La ville de Belgrade possède aussi une Assemblée, composée de 110 membres. Cette assemblée, élue pour quatre ans en même temps que le maire, se réunit selon les circonstances et au moins une fois tous les trois mois ; elle représente le pouvoir législatif de la ville.
Dans la période récente, le premier maire de Belgrade à avoir été désigné démocratiquement est Zoran Đinđić, élu en 1996. Nenad Bogdanović fut maire de Belgrade à partir de 2004 et jusqu’au 27 septembre 2007, date de sa mort, ; il était membre du Parti démocratique. Zoran Alimpić lui a succédé en tant que maire par intérim.

### Assemblée de la ville

#### Élections locales de 2008
À la suite des élections locales serbes du 11 mai 2008, l’assemblée de la ville de Belgrade était composée de la manière suivante :
| Partis                                                                                          | Sièges |
| ----------------------------------------------------------------------------------------------- | ------ |
| Pour un Belgrade européen (ZEB)                                                                 | 45     |
| Parti radical serbe (SRS)                                                                       | 40     |
| Parti démocratique de Serbie (DSS) – Nouvelle Serbie (NS)                                       | 12     |
| Parti libéral-démocrate (LDL)                                                                   | 7      |
| Parti socialiste de Serbie (SPS) – Parti des retraités unis de Serbie (PUPS) – Serbie unie (JS) | 6      |

Le 8 août 2008, Dragan Đilas, membre du Parti démocratique du président Boris Tadić, est devenu le 73e maire de Belgrade, avec une majorité composée de la liste Pour un Belgrade européen (ZEB), prolongation de la liste Pour une Serbie européenne qui a remporté les élections législatives serbes de mai 2008, du Parti libéral-démocrate, du Parti socialiste de Serbie, du Parti socialiste de Serbie et de Serbie unie.

#### Élections locales de 2012

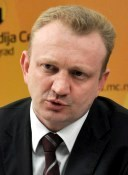
Dragan Đilas, ancien maire de Belgrade (2008-2013).

À la suite des élections locales serbes du 6 mai 2012, les 110 sièges de l’assemblée de la ville de Belgrade étaient répartis de la manière suivante :
| Partis                                                            | Sièges |
| ----------------------------------------------------------------- | ------ |
| Un choix pour un meilleur Belgrade (DS et alliés)                 | 48     |
| Donnons de l'élan à Belgrade (Parti progressiste serbe et alliés) | 37     |
| Parti démocratique de Serbie (DSS)                                | 12     |
| Parti socialiste de Serbie (SPS) – Serbie unie (JS)               | 9      |
| Parti des retraités unis de Serbie (PUPS)                         | 4      |

Dragan Đilas a été réélu maire de Belgrade.

### Autorités municipales
Les 17 municipalités de Belgrade, quant à elles, disposent d'un président et d'une assemblée et, comme dans le reste de la Serbie, elles sont elles-mêmes divisées en communautés locales (en serbe : Месна заједница et Mesna zajednica), qui dans Belgrade intra muros recoupent généralement (mais pas toujours) les quartiers de la ville et qui, dans les faubourgs, correspondent souvent à des villages ; ces communautés sont gouvernées par des « conseils » (en serbe : савети et saveti) élus tous les quatre ans aux élections locales et dotées d'un président.

### Quartiers et faubourgs de Belgrade

#### Municipalités urbaines et quartiers

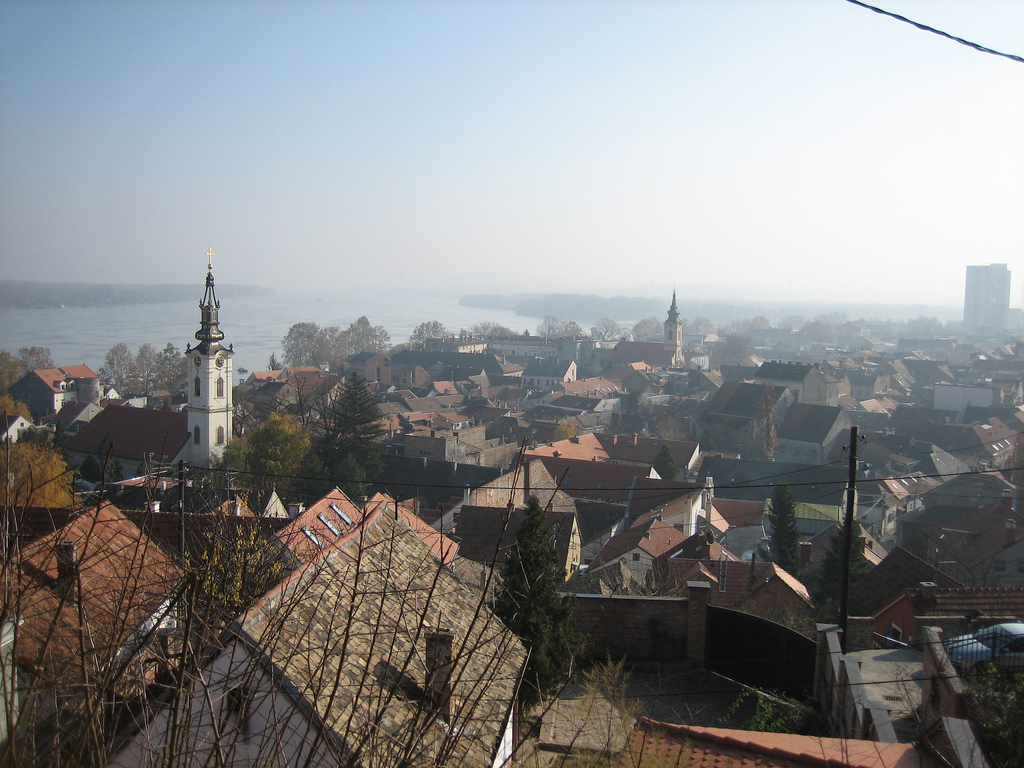
Le centre ancien de Zemun.

La ville de Belgrade s'est progressivement étendue aux XIXe et XXe siècles, englobant des localités autrefois indépendantes ; de ce fait la capitale serbe offre des quartiers architecturalement divers, conservant du passé leur centre historique. C'est particulièrement net dans le cas de l'ancienne ville de Zemun, autrichienne avant la Première Guerre mondiale, et devenue une municipalité urbaine : elle conserve un centre ancien et des bâtiments typiques de l'Europe centrale.
Le cœur ancien de la ville de Belgrade est constitué par la municipalité de Stari grad, qui, en 2011, comptait 48 061 habitants ; il est organisé autour de la place de la République et de Terazije. On y trouve, par exemple, la rue Knez Mihailova, une voie piétonne commerçante et animée qui conduit jusqu'au parc de Kalemegdan ainsi que le quartier bohème de Skadarlija, avec ses cafés et ses restaurants, ou celui de Dorćol, qui a gardé, dans certains endroits, l'aspect turc du vieux Belgrade. Dans le même Stari grad se trouvent aussi la place Nikola Pašić, avec les bâtiments du Parlement de Serbie et le Novi dvor, résidence officielle du président de la république de Serbie.

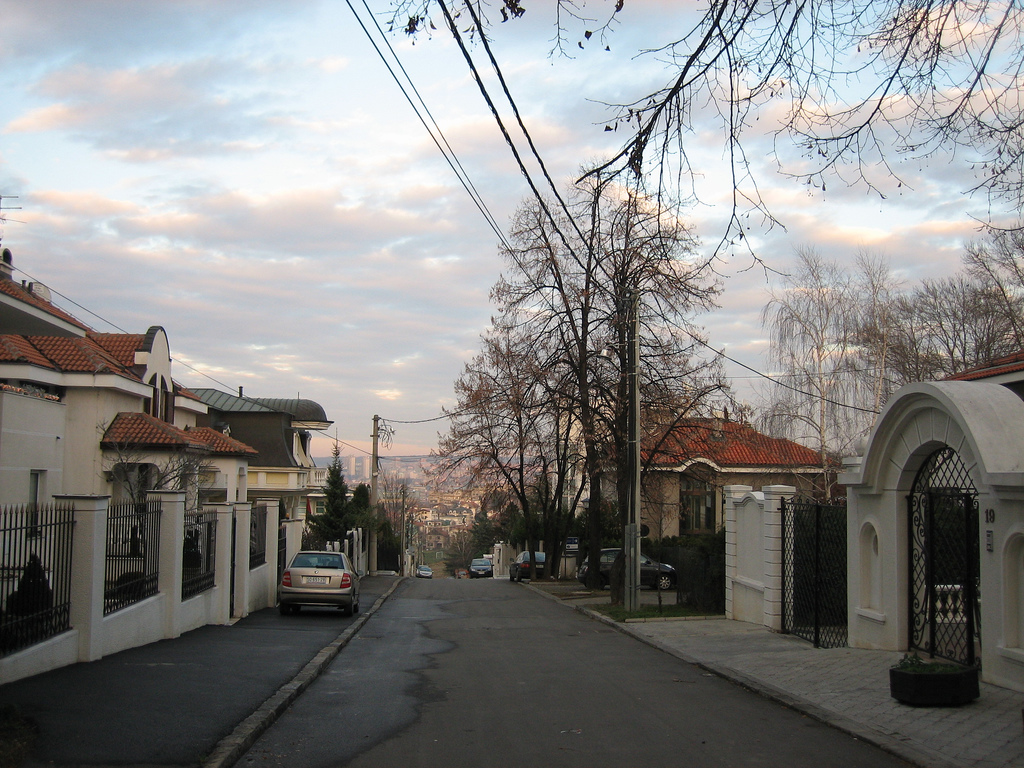
Rue dans le quartier de Dedinje.

Autour de ce premier centre, s'organisent d'autres quartiers, divers par leurs fonctions et l'origine sociale de leurs habitants. La municipalité la plus densément peuplée de Belgrade, juste à côté du centre, est celle de Vračar, à la fois résidentielle et commerçante ; en 2011, elle comptait 55 463 habitants, répartis sur 3 km2. On y trouve notamment l'église Saint-Sava et la Bibliothèque nationale de Serbie. À l'ouest de Stari grad, s'étend la municipalité de Savski venac, qui compte 38 660 habitants ; le secteur est à la fois résidentiel et administratif. La forêt-parc de Topčider y est située, ainsi que le quartier de Dedinje, souvent considéré comme le plus élégant de la capitale serbe, avec le domaine royal (en serbe : Краљевски комплекс et Kraljevski kompleks), de nombreuses résidences et ambassades.
La municipalité de Palilula est située au nord de Stari grad ; avec une superficie de 451 km2, elle est la plus vaste des municipalités de la ville de Belgrade ; en 2011, elle comptait 170 593 habitants. Palilula, mi-urbaine mi-faubourienne, se caractérise par sa diversité aussi bien géographique que fonctionnelle ou sociologique. Le quartier de Tašmajdan, qui est aussi un parc situé à 600 m de Terazije, abrite la zone naturelle protégée de Miocenski sprud-Tašmajdan, la « crête du miocène de Tašmajdan » ou l'aire de villégiature de Bela Stena ; on y trouve aussi un centre de loisirs, le siège de la Poste de Serbie et le bâtiment principal de la Radio Télévision de Serbie (RTS) ; l'église Saint-Marc y est située, qui abrite les reliques de l'empereur serbe Stefan Dušan ; tous ces secteurs sont résidentiels. En revanche, les quartiers de Ada Huja et de Dunvav City sont entièrement industriels, tandis que celui de Bogoslovija, qui abrite la Hala Pionir, est principalement administratif. Parallèlement, le quartier informel de Deponija est en fait un bidonville ; en serbe, son nom signifie « la décharge ».

##### Novi Beograd

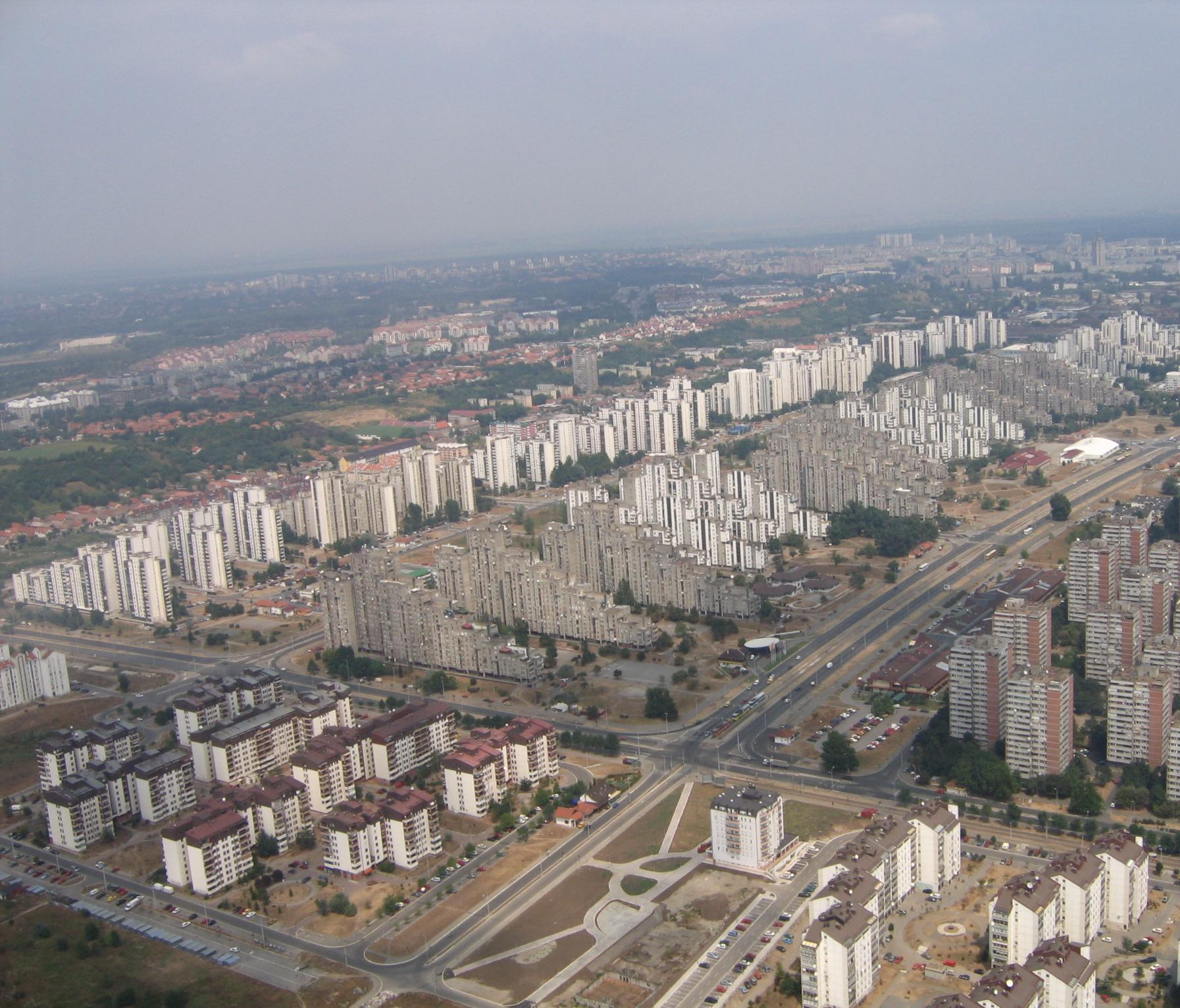
Le quartier des Bloks.

La municipalité la plus peuplée de Belgrade est celle de Novi Beograd, la « Nouvelle Belgrade », construite après la Seconde Guerre mondiale pour faire face à l'augmentation de la population urbaine. En 2011, elle comptait 212 104 habitants. Cet ensemble est l'un des plus récents de Belgrade, ainsi que l'un des plus contrastés. Il est relié à l'ancienne ville par cinq ponts : le Pont de Gazela, le Pont de Branko, l'Ancien pont de la Save, l'Ancien et le Nouveau pont ferroviaire. De toutes les municipalités urbaines de Belgrade, Novi Beograd est celle qui dispose des plus vastes espaces verts, couvrant au total 3,47 km2, soit 8,5 % de son territoire. Le plus important d'entre eux est le parc de Novi Beograd-Ušće et le dernier en date est le Park Republika Srpska, qui a ouvert en 2008. La construction de Novi Beograd a commencé en 1948 et, sur le plan architectural, typique de cette période est le quartier des Blokovi (les « blocs »), avec ses barres et ses immeubles de style brutaliste ; certains bloks ont développé une culture urbaine, véhiculée par des films serbes comme Rane (« Les Blessures ») de Srđan Dragojević (1998), Apsolutnih sto de Srđan Golubović (2001), Jedan na jedan (2002) de Mladen Matičević (2002), Sutra ujutru d'Oleg Novković (2006) et Sedam i po de Miroslav Momčilović (2006). Un graffiti du Blok 70 parodie une célèbre chanson serbe pour enfants : « Cveće je ukras bašte,/Leptir je ukras cveta,/A deca puna gandže,/Deca su ukras geta » (« La fleur est la parure du jardin, /Le papillon est la parure de la fleur, /Mais les enfants pleins d'herbe, /Les enfants sont la parure du ghetto »). Ce quartier informel offrait un contraste total avec les constructions ultra-modernes du secteur, comme le centre de congrès du Sava Centar, l'hôtel de luxe Hyatt Regency Belgrade et l'Hôtel International CG, le complexe futuriste de la tour Genex (dans le quartier de Savograd), de Park Apartments et de l'Avenue 19. La municipalité de Novi Beograd est en fait l'une des plus dynamiques de la capitale serbe, accueillant le siège social de nombreuses entreprises, de nombreux centres commerciaux et d'importants secteurs résidentiels. Des quartiers entiers sortent de terre, comme Airport City Beograd, la zone commerciale de Delta City ou le quartier de Belville, également connu sous le nom de Univerzitetsko selo, le « village universitaire ».

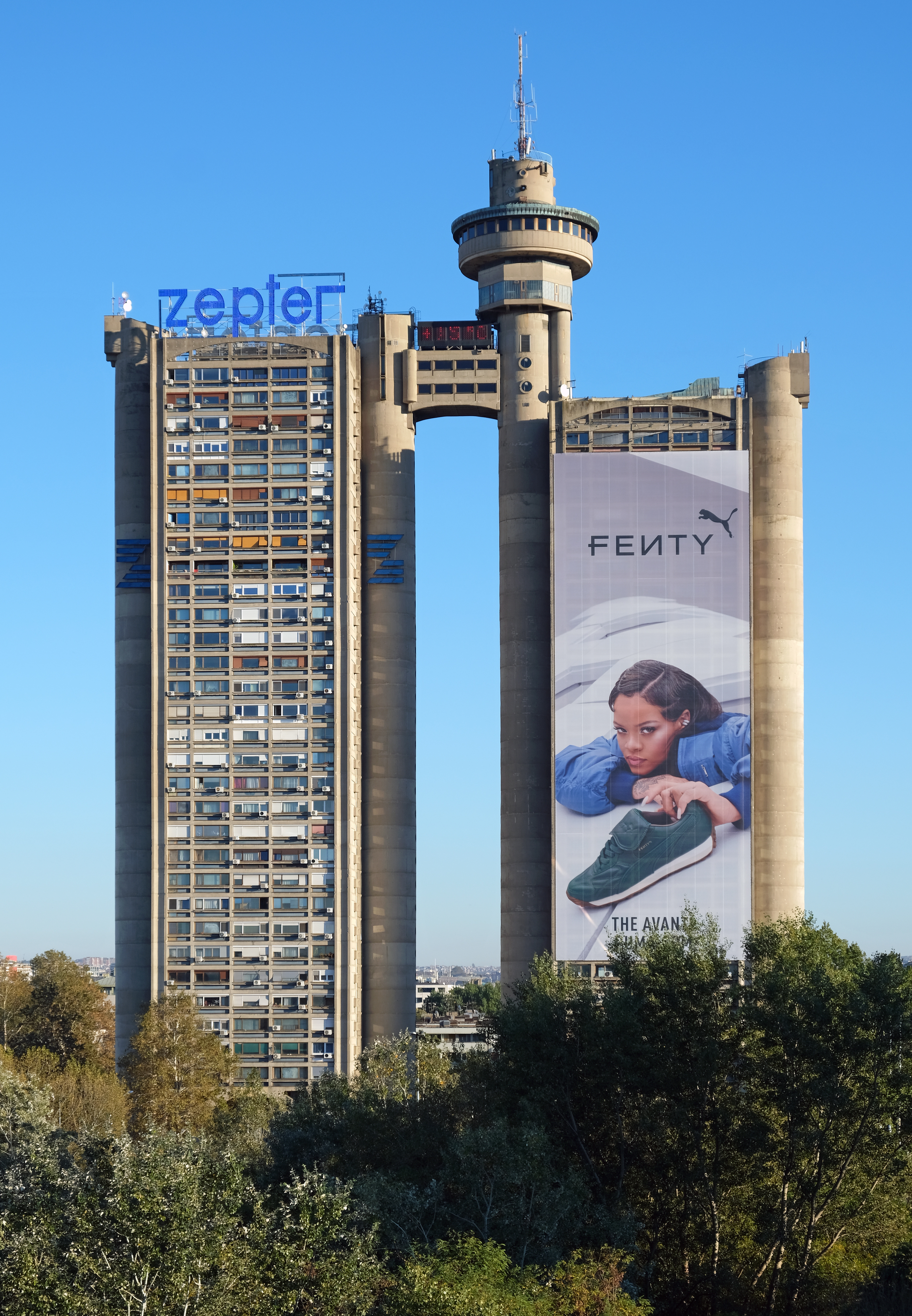
La tour Genex à Novi Beograd.
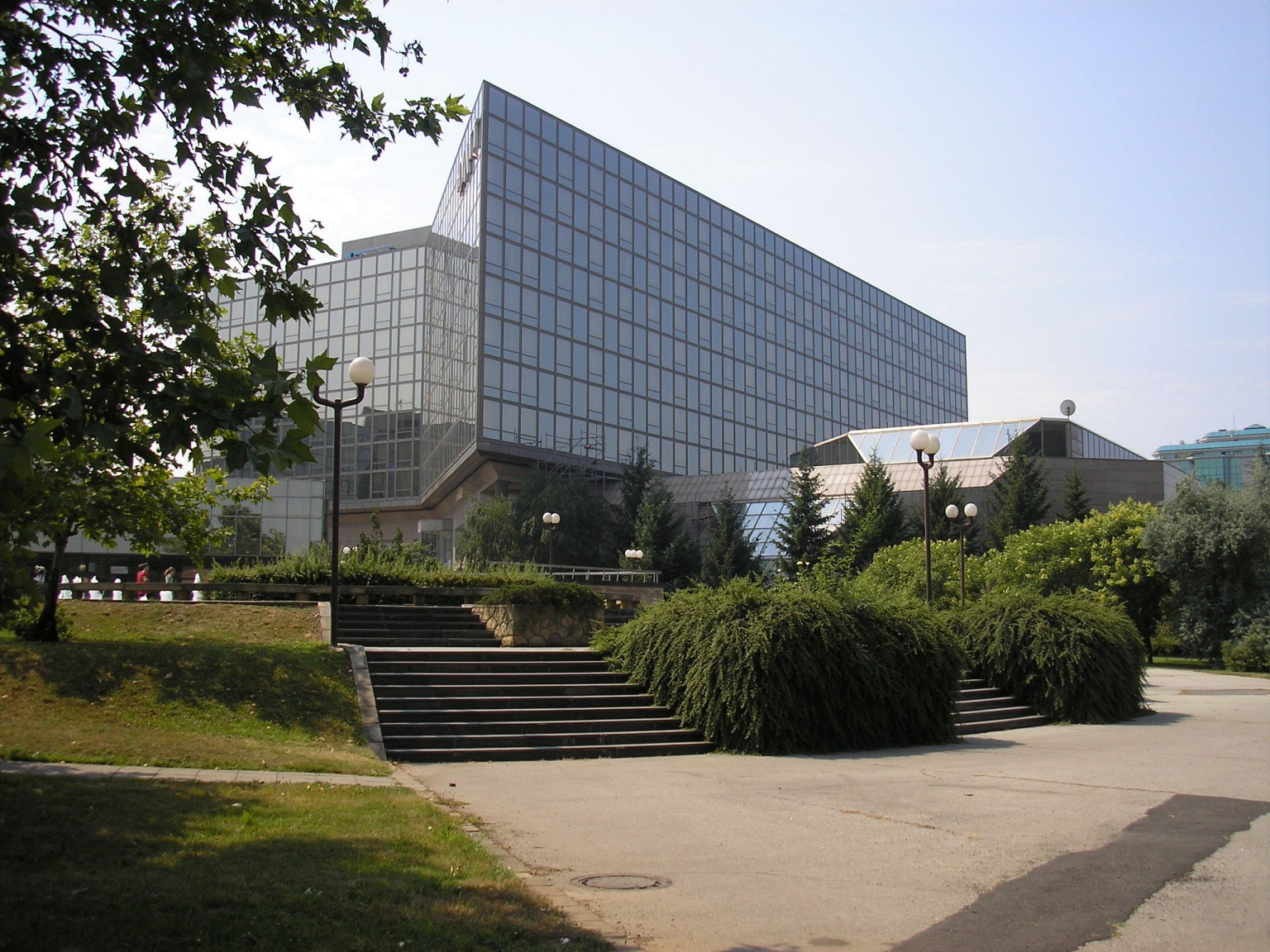
L'hôtel Hyatt Regency Belgrade à Novi Beograd.
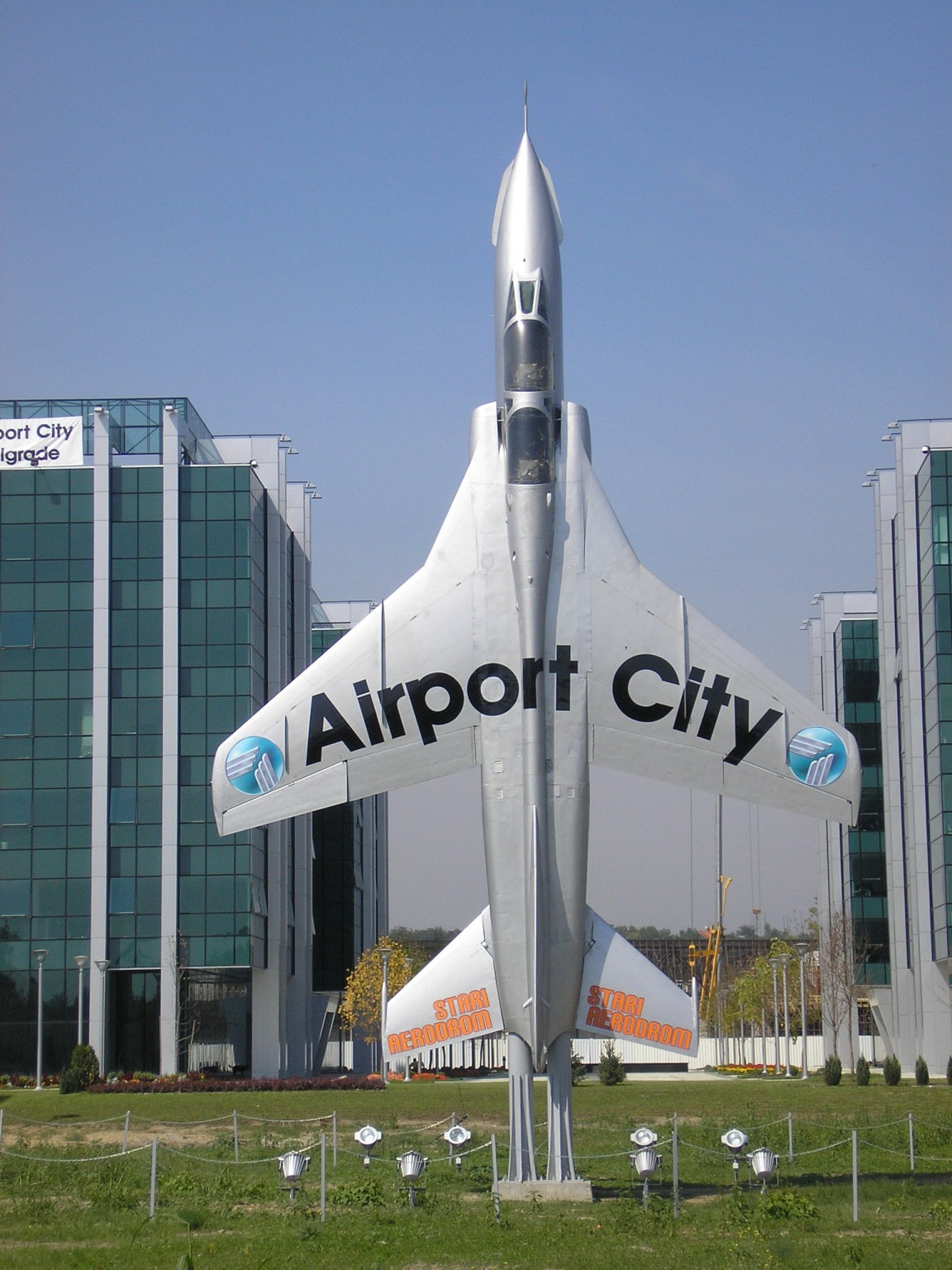
Airport City Beograd à Novi Beograd.
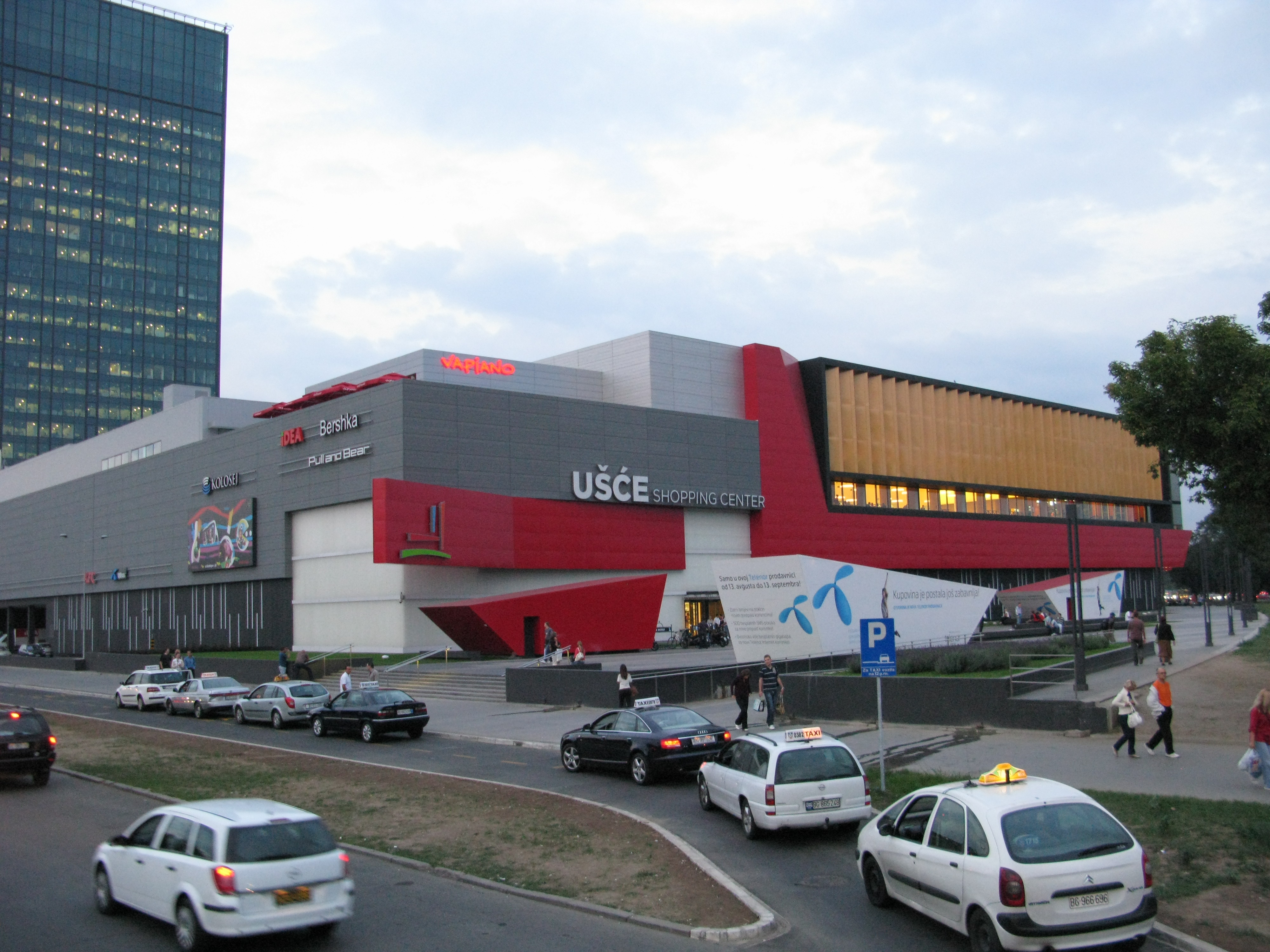
Ušće Shopping Center à Novi Beograd.
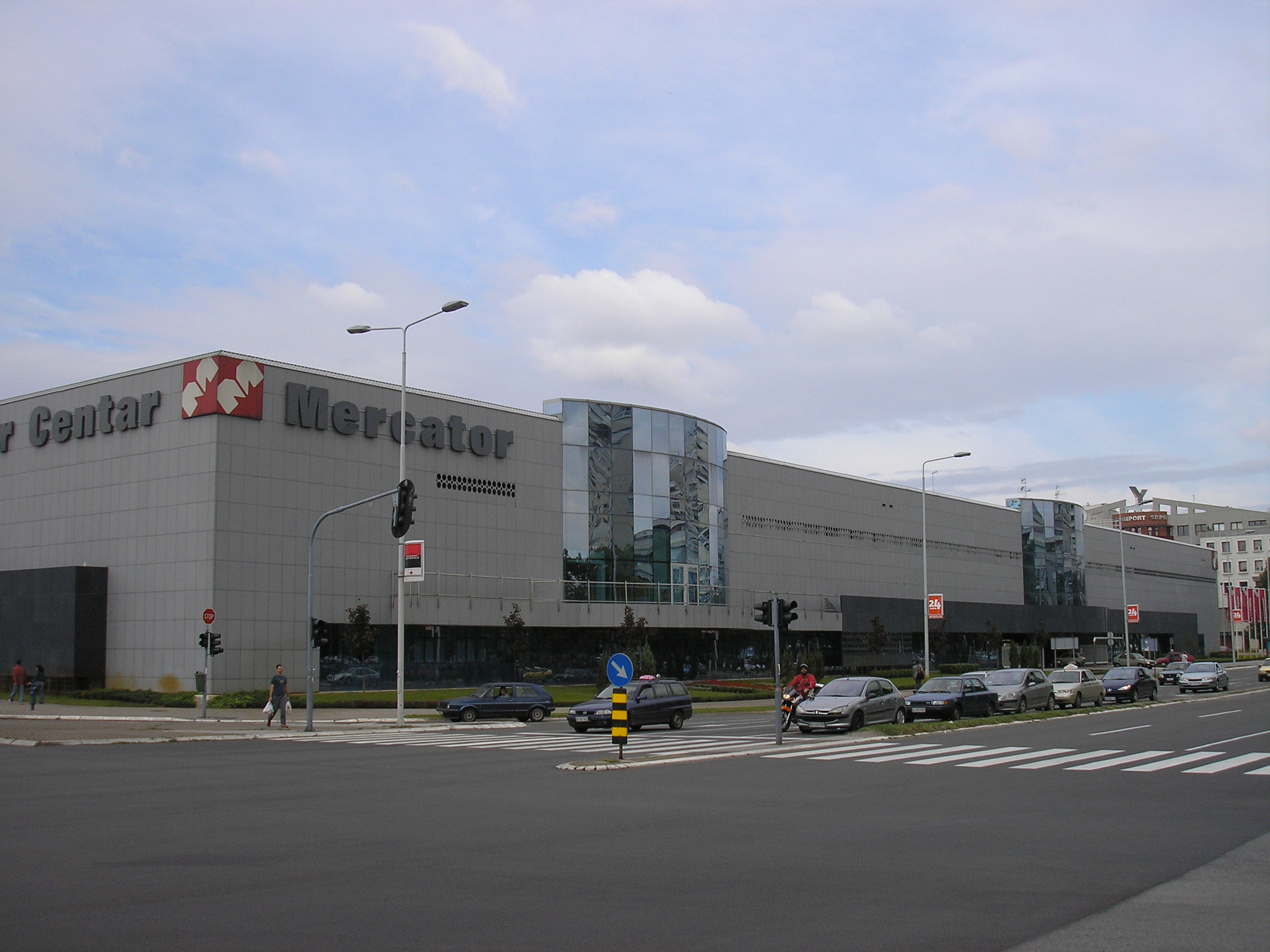
Un supermarché Mercator à Novi Beograd.
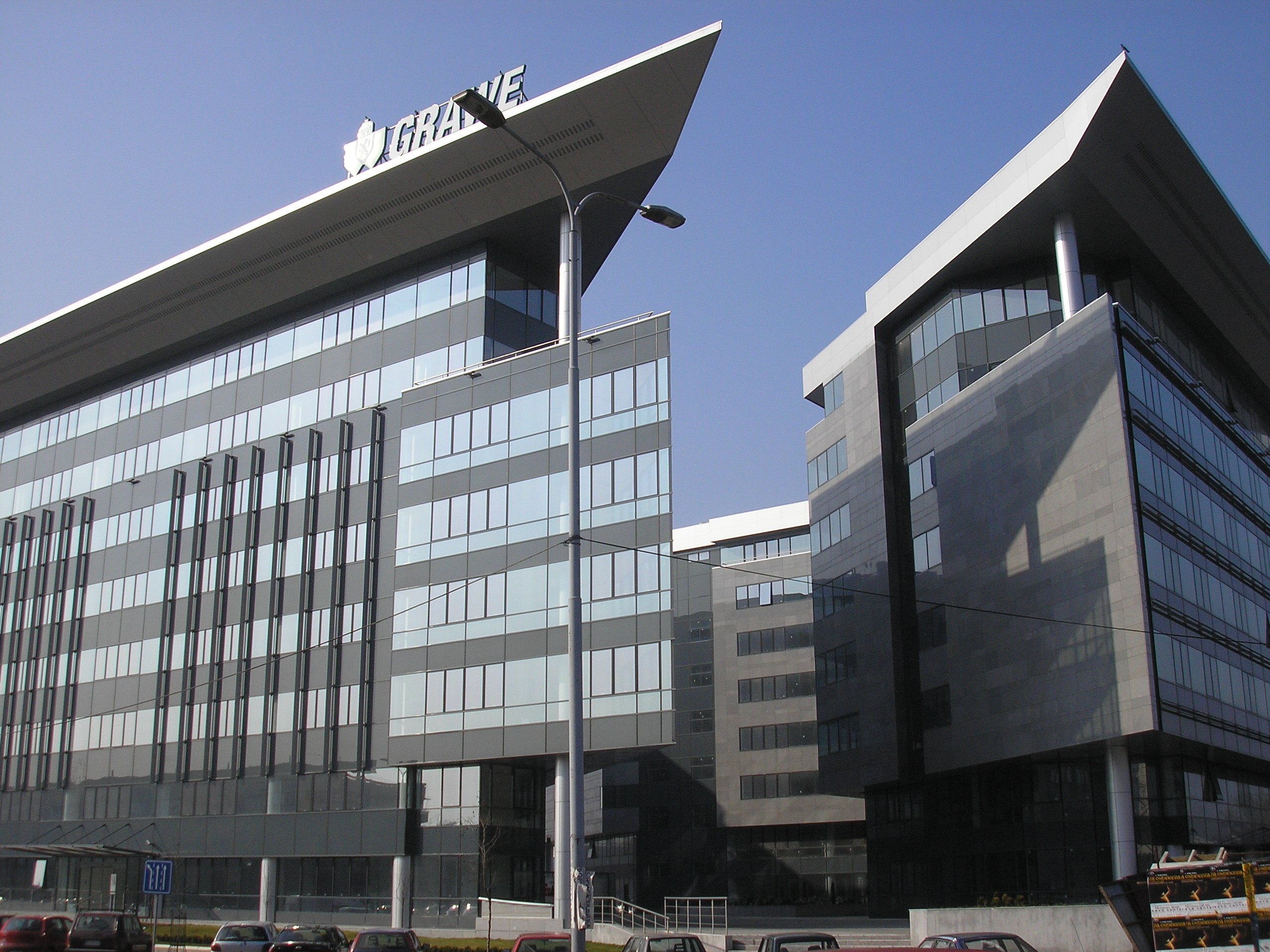
Un immeuble d'affaires, dans le Blok 25 à Novi Beograd.
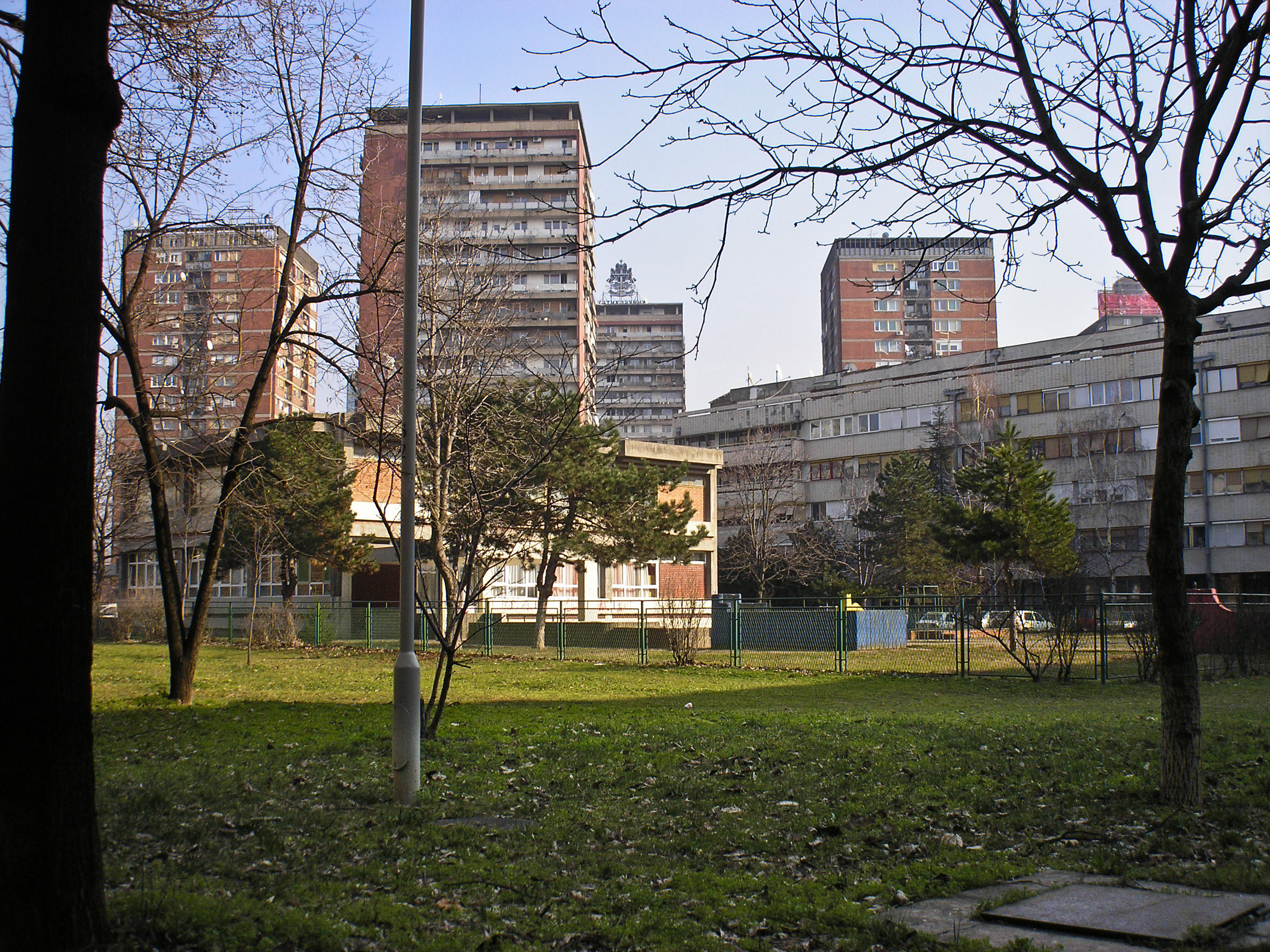
Immeubles dans le Blok 21 à Novi Beograd.

#### Faubourgs de Belgrade

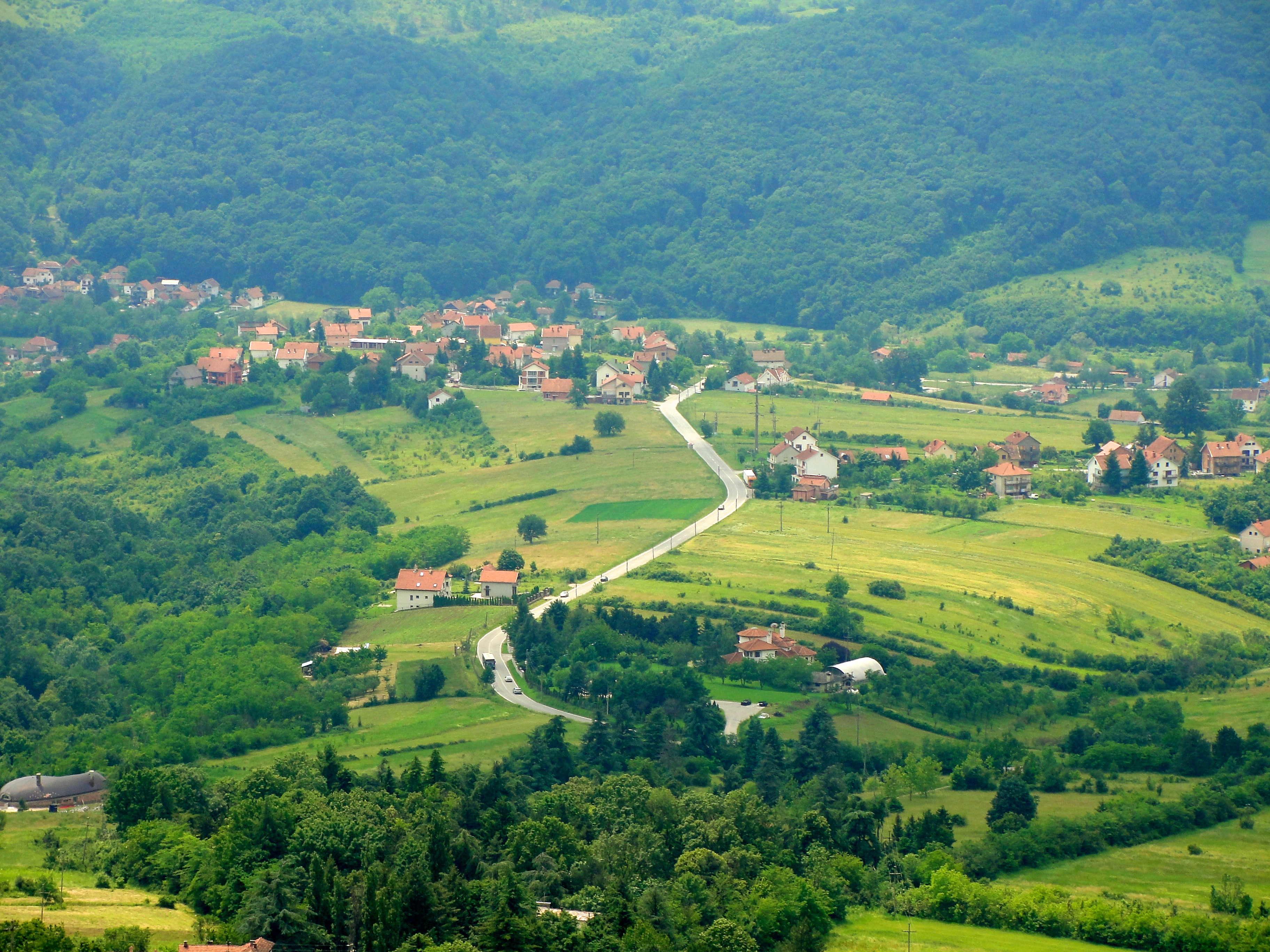
Vue de Ripanj.

En raison des découpages administratifs, certaines municipalités urbaines de Belgrade, comme Palilua, englobent des faubourgs de la capitale, villes ou villages. C'est le cas de la municipalité de Čukarica, qui, outre une partie de la ville de Belgrade proprement dite, comprend des « localités urbaines » (en serbe : Градска насеља et Gradska naselja, communément appelées « villes ») comme Ostružnica (4 132 hab.), Pećani (559 hab.), Rucka (316 hab.) et Umka (5 103 hab.). Ce statut leur a été accordé au cours de l'histoire, indépendamment de leur peuplement ; c'est ainsi que la localité de Sremčica, qui, avec 20 343 habitants, est la plus peuplée de la municipalité, est officiellement classée parmi les « villages » de Serbie (en serbe : село et selo, au pluriel : села et sela). C'est également le cas de la municipalité de Voždovac, avec les villes de Beli Potok (3 574 hab.) et Pinosava (3 136 hab.), la localité la plus importante du secteur étant le village de Ripanj qui, en 2011, comptait 10 918 habitants.
D'autres municipalités, intégrées au grand ensemble de la ville de Belgrade, sont entièrement situées dans les faubourgs de la capitale. La ville de Grocka, siège d'une municipalité éponyme, compte 83 398 habitants ; formant en partie une continuité urbaine avec Belgrade, elle est aussi une zone rurale, dont la production de fruits a donné naissance à une importante industrie agro-alimentaire, principalement développée à Grocka, Vinča et Boleč (PKB Beograd). Parmi les municipalités « périurbaines » de Belgrade, on peut aussi citer celle de Lazarevac, au sud de la ville de Belgrade (58 224 hab.) et celles de Mladenovac (53 050 hab.), Obrenovac (71 419 hab.), Sopot (20 199 hab.) et Surčin (42 012 hab.).

## Démographie

### Belgrade

#### Évolution historique de la population
| 1948    | 1951    | 1961    | 1971    | 1981      | 1991      | 2002      |
| ------- | ------- | ------- | ------- | --------- | --------- | --------- |
| 368 000 | 470 000 | 587 900 | 741 600 | 1 087 900 | 1 168 500 | 1 281 801 |

#### Personnalités liées à la ville
- Radovan Miletić (1844-1919), colonel et géographe de l'armée serbe, y est mort.
- Oumou Armand Diarra (née en 1967), écrivaine malienne, y est née.
- Novak Djokovic (1987-), joueur de tennis.
- Bojana Živković (1988-), joueuse de volley-ball.
- Nenad Džodić (1977-), joueur de football.
- Gordana Vunjak-Novakovic (1948-), ingénieure biomédicale, décorée de l'ordre Sretenje.

### District de Belgrade (ville de Belgrade)

#### Évolution historique de la population

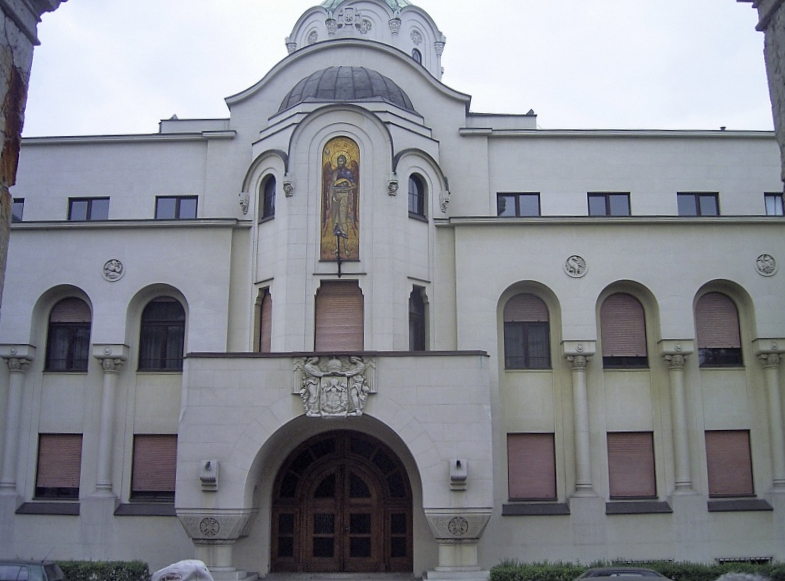
Le siège du Patriarcat de l’Église orthodoxe serbe, à Belgrade.

À la fin des années 1990, Belgrade et sa région ont accueilli de nombreux Serbes venus des diverses régions de l’ancienne Yougoslavie, notamment ceux qui fuyaient les guerres et leurs conséquences. Si l’on tient compte des réfugiés venus de Croatie et de Bosnie-Herzégovine, de ceux du Kosovo, si l’on tient compte aussi des étudiants, la population de Belgrade et de sa zone urbaine (la ville de Belgrade) pourrait dépasser les deux millions d’habitants ; dans la ville de Belgrade, un sondage réalisé en 2007 indiquait un accroissement d'environ 400 000 habitants par rapport au recensement de 2002 qui en comptabilisait 1 576 124 ; le 2 août 2008, l'Institut d'informatique et de statistiques de la capitale enregistrait officiellement 1 542 773 électeurs inscrits, soit autant que la population totale recensée en 2002.
| 1921    | 1931    | 1961    | 1971      | 1981      | 1991      | 2002      | 2011      |
| ------- | ------- | ------- | --------- | --------- | --------- | --------- | --------- |
| 111 700 | 266 800 | 843 200 | 1 204 300 | 1 470 100 | 1 544 800 | 1 576 124 | 1 659 440 |

#### Nationalités (2002)
Avec 1 417 187 personnes, les Serbes constituent la majeure partie de la population de la ville de Belgrade (89,92 %), mais on y rencontre également toutes les nationalités officiellement reconnues dans l'ancienne Yougoslavie, comme les Yougoslaves (22 161), les Monténégrins (21 190), les Roms (19 191), Croates (10 381) ou encore des Musulmans de nationalité, des Hongrois et bien d'autres,. La capitale serbe accueille également plusieurs milliers de Chinois, venus s’installer dans le milieu des années 1990 ; c’est ainsi que le Blok 70, un quartier situé dans la municipalité de Novi Beograd, est devenu le « quartier chinois » de Belgrade,. Belgrade possède également des habitants venus du Moyen-Orient, principalement de Syrie, d’Iran, de Jordanie et d’Irak ; beaucoup sont arrivés dans les années 1970 et 1980 pour effectuer leurs études, puis se sont installés dans la capitale et y ont fondé des familles,.

#### Religions (2002)
Les chrétiens serbes orthodoxes constituent la plus importante communauté religieuse de la ville de Belgrade, avec 1 429 170 fidèles. Il y a aussi 20 366 musulmans, 16 305 catholiques et 3 796 protestants. Il y avait autrefois une importante communauté juive, mais après l’occupation de la ville par les nazis et l’émigration de nombreux Juifs en Israël, la communauté ne comptait officiellement que 415 membres en 2002.
Belgrade est le siège de l'archevêché de Belgrade-Karlovci, une subdivision de l'église orthodoxe serbe ; elle est également le siège d'un archidiocèse catholique. La communauté islamique de Serbie (Islamska zajednica Srbije) a également son siège à Belgrade.

## Culture

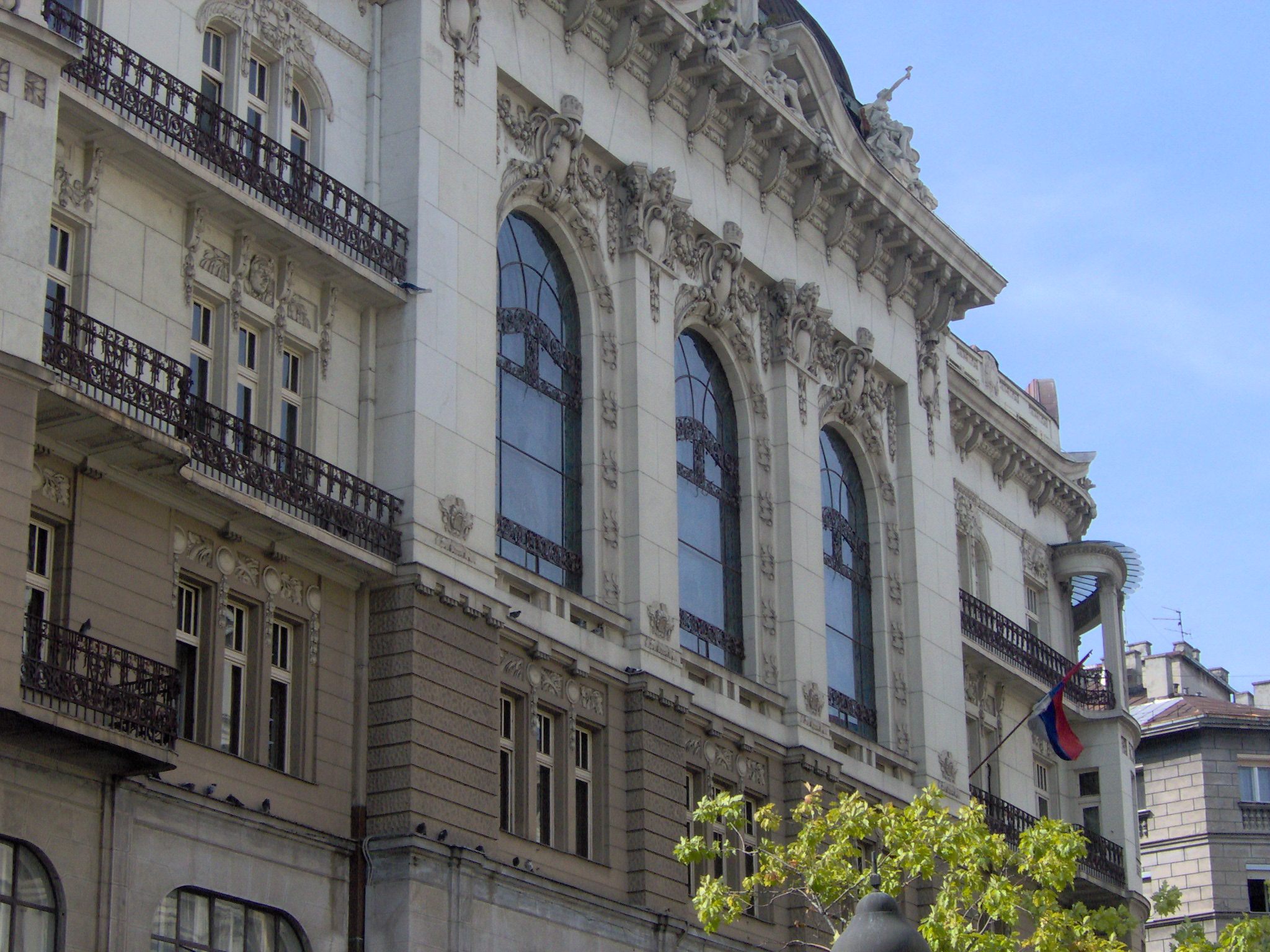
L’Académie serbe des sciences et des arts.

De nombreux événements culturels se déroulent dans la capitale : le Festival international du film de Belgrade (FEST), le Festival international de théâtre de Belgrade (BITEF), le Festival d'été de Belgrade (BELEF), le Festival international de musique de Belgrade (BEMUS), la Foire internationale du livre de Belgrade ou encore le Festival de la bière de Belgrade. En 1973, Belgrade a accueilli le 58e congrès mondial d’espéranto, dont le thème était « Les droits à l’égalité linguistique en théorie et dans la pratique ».
Belgrade est également une ville marquée par la littérature. L’écrivain Ivo Andrić, lauréat du prix Nobel de littérature en 1961, a écrit à Belgrade son œuvre la plus célèbre, Le Pont sur la Drina. D’autres auteurs de premier plan sont associés à la ville de Belgrade : Branislav Nušić, Miloš Crnjanski, Borislav Pekić, Milorad Pavić et Meša Selimović.
L’essentiel de l’industrie du cinéma serbe est située à Belgrade, notamment dans le quartier de Filmski Grad. En 1995, Emir Kusturica a remporté la Palme d'or pour son film Underground. Un autre grand film a été tourné à Belgrade, entièrement de nuit, du 12 mars au 15 mai 1998 : Baril de poudre (Bure baruta), de Goran Paskaljevic.

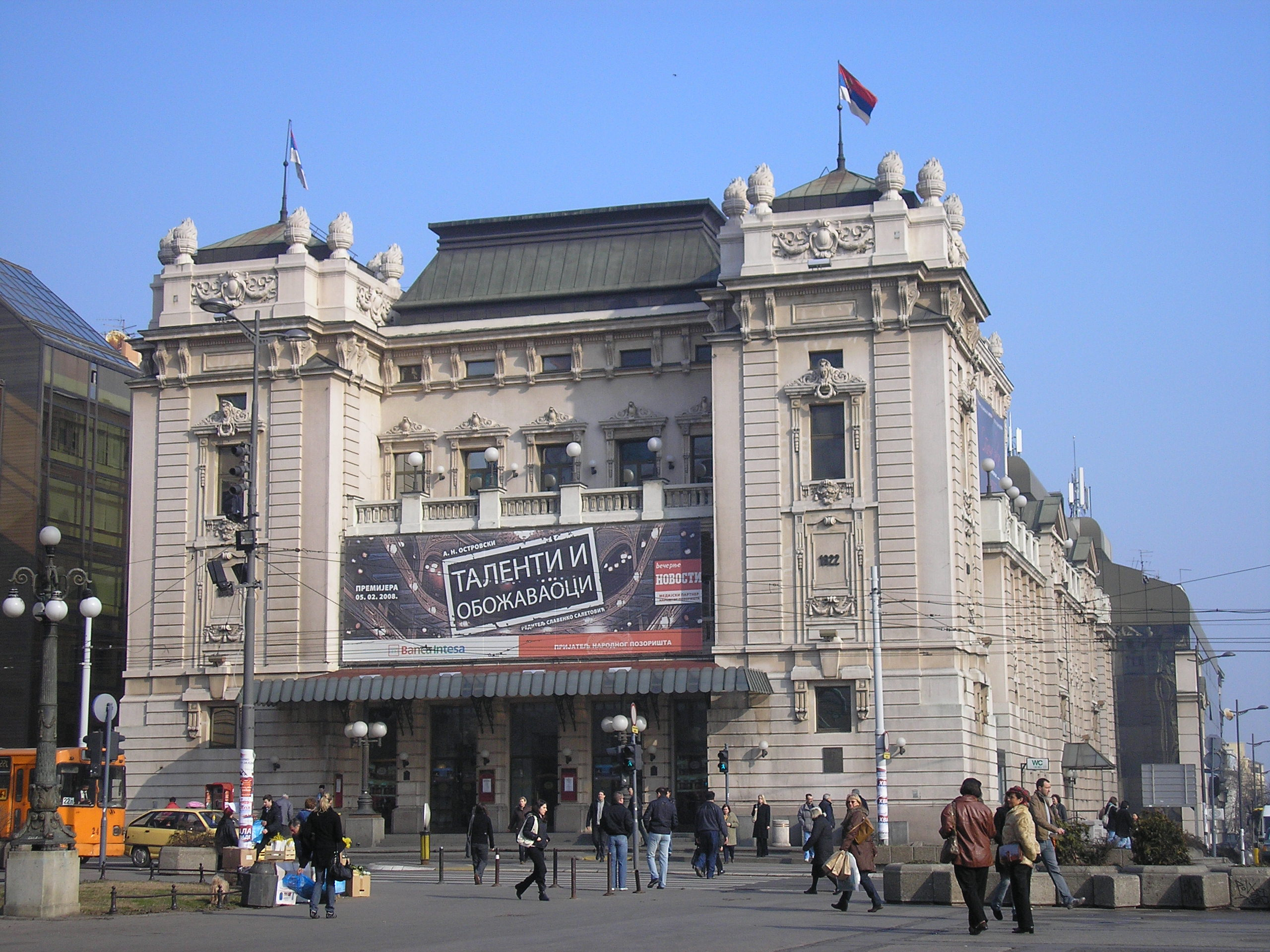
Le Théâtre national de Belgrade, place de la République.

Dans les années 1980, sur le plan musical, Belgrade fut un des centres de la Nouvelle vague yougoslave, avec des groupes comme VIS Idoli, Ekatarina Velika et Šarlo Akrobata, qui étaient tous originaires de la capitale. Parmi les autres groupes de rock célèbres, on peut citer Riblja Čorba et Bajaga i instruktori. La ville est le centre d’un style musical connu sous le nom de turbo-folk, dont la chanteuse Ceca Ražnatović est l’une des représentantes les plus célèbres. Belgrade joue un rôle important sur la scène du hip-hop serbe, avec le groupe Beogradski Sindikat, avec des rappeurs comme Škabo et Marčelo et surtout avec le label Bassivity Music. À la suite de la victoire de la représentante serbe Marija Šerifović au Concours Eurovision de la chanson 2007, Belgrade a organisé le Concours Eurovision de la chanson 2008.
Belgrade compte de nombreux théâtres, parmi lesquels on peut citer le Théâtre National, le Théâtre dramatique yougoslave, le Théâtre Zvezdara et l’Atelier 212.
La ville de Belgrade est également le siège de l’Académie serbe des sciences et des arts, de la Bibliothèque nationale de Serbie, Bibliothèque universitaire Svetozar Marković, et du musée national ainsi que de nombreuses institutions culturelles étrangères, comme l'Institut Cervantes, le Goethe-Institut et le Centre culturel français, qui sont tous trois situés rue Knez Mihailova. On y trouve aussi l’American Corner, le Forum culturel autrichien (Österreichisches Kulturforum), le British Council, le Centre russe pour la science et la culture (Российский центр науки и культуры), l’Institut Confucius, le Centre culturel canadien, l’Istituto Italiano di Cultura, la Fondation hellénique pour la culture et le Centre culturel de la république islamique d’Iran.
Depuis 2014, Belgrade accueille annuellement une marche des fiertés.

### Musées

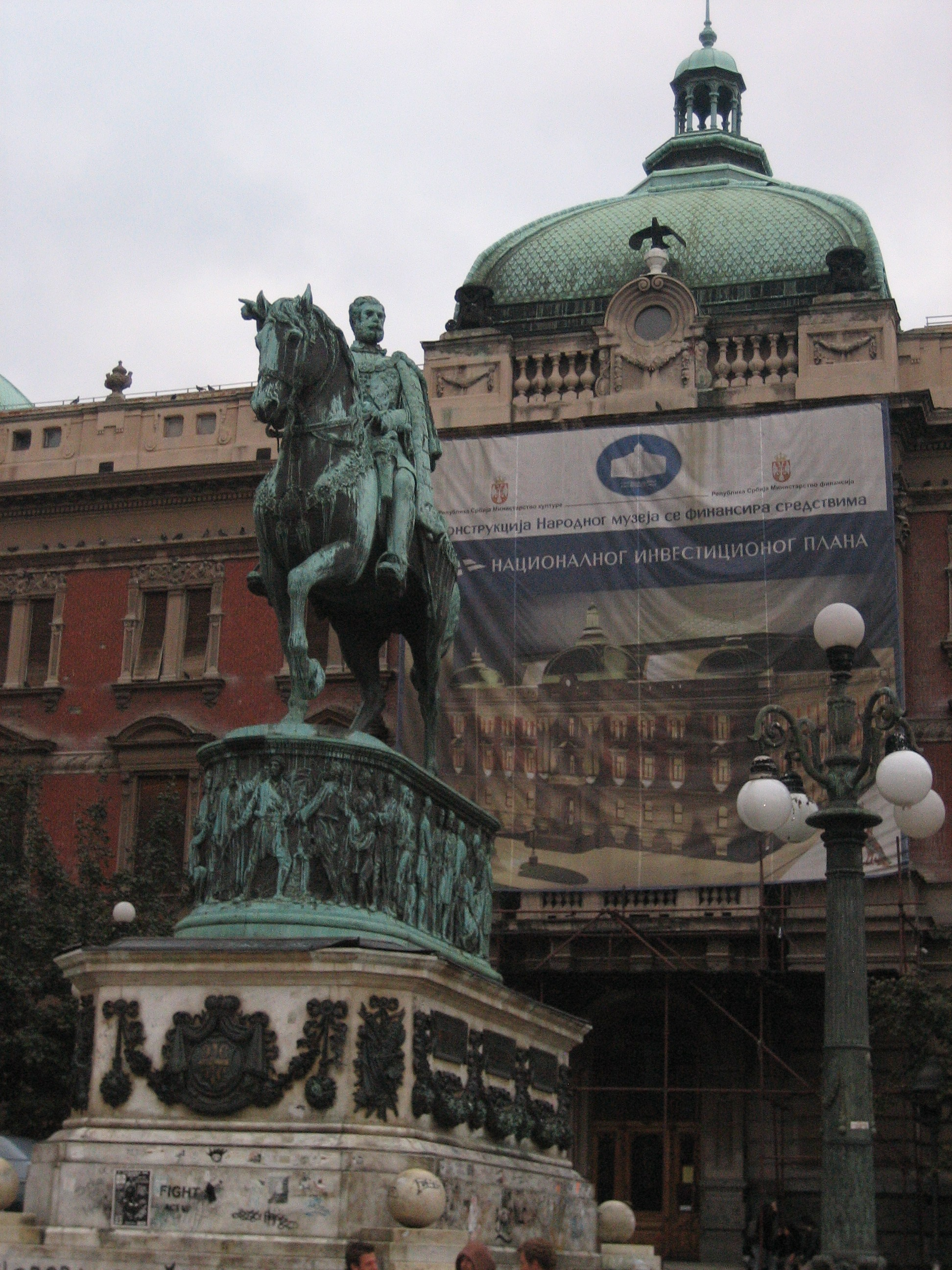
Le Musée National et la statue de Michel II

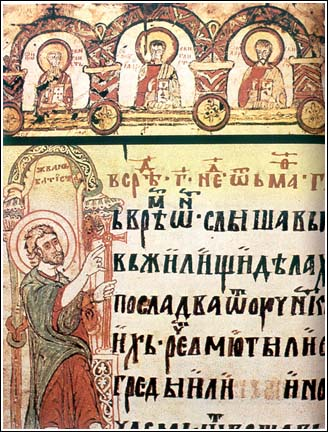
L’Évangile de Miroslav, Musée national.

Le musée le plus important de Belgrade est le Musée national, créé en 1844 ; il abrite une collection de plus de 400 000 pièces, parmi lesquelles figure le célèbre Évangile de Miroslav (Miroslavljevo Jevanđelje) qui date de 1180 et qui a été inscrit en 2005 sur la liste Mémoire du monde de l’UNESCO, ; le musée présente également d’importantes collections de peintures. Le musée d'art contemporain de Belgrade rassemble environ 8 540 œuvres créées en Yougoslavie depuis 1900. Avec environ 95 000 copies de films nationaux et internationaux, les Archives du film yougoslave de Belgrade figurent parmi les dix archives cinématographiques les plus riches du monde ; cette institution fonctionne aussi comme un musée, avec sa salle de cinéma et son hall d’exposition ; en 2007, un dépôt rénové a été inauguré.
Le musée militaire présente plus de 25 000 pièces, dont les plus anciennes datent de la Préhistoire, de la Grèce antique et de la période romaine. Le musée de l'aviation possède plus de 200 appareils, dont une cinquantaine sont exposés ; certains d’entre eux sont l’unique exemplaire de leur type subsistant au monde, comme le Fiat G.50. Le musée présente également les épaves d’avions américains de l’OTAN abattus dans les années 1990 ; on peut y voir, notamment, un avion furtif d’attaque au sol F-117 abattu par les forces yougoslaves.
Le musée ethnographique, créé en 1901, abrite plus de 150 000 pièces présentant au public la vie quotidienne dans les campagnes et les villes des Balkans et notamment dans les pays de l’ex-Yougoslavie. Le musée Nikola-Tesla, créé en 1952, conserve des objets et des documents ayant appartenu à Nikola Tesla, l’inventeur qui a donné son nom à l'unité de mesure du tesla ; la collection est riche d’environ 160 000 documents originaux et de 5 700 autres pièces. On peut encore citer le Musée de Vuk et Dositej, qui présente la vie, l’œuvre et l’héritage de Vuk Stefanović Karadžić, le grand réformateur de la langue serbe au XIXe siècle, ainsi que ceux de Dositej Obradović, un écrivain qui fut le premier ministre de l'Éducation du pays.
Belgrade possède également un musée d'Art africain, créé à l'époque où Tito pratiquait une politique d'ouverture en direction du Tiers Monde.

### Architecture

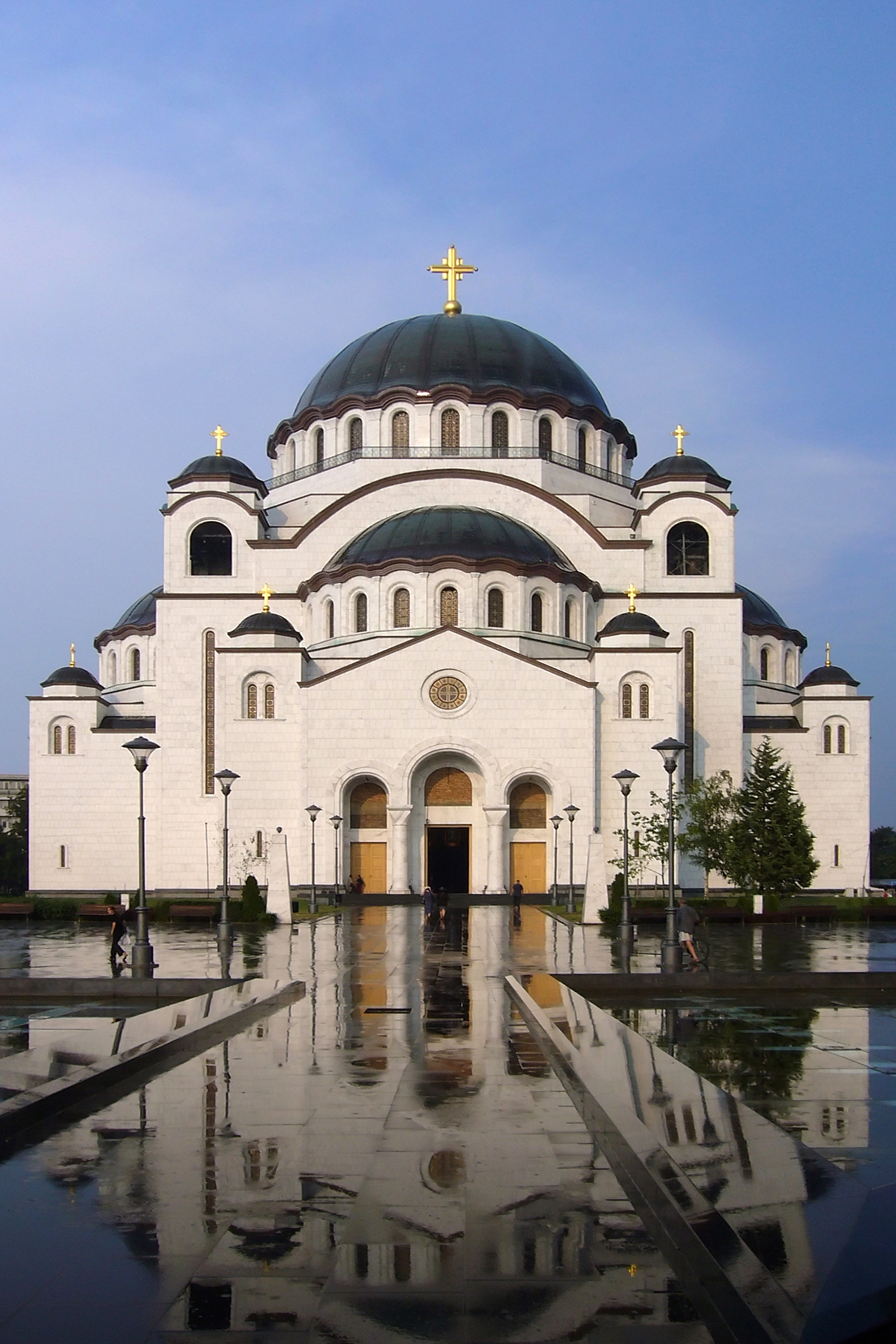
L'église Saint-Sava se trouve à l'extrémité de la ligne que forment Kalemegdan - la place de la République - Terazije - Beograđanka - Église Saint-Sava.

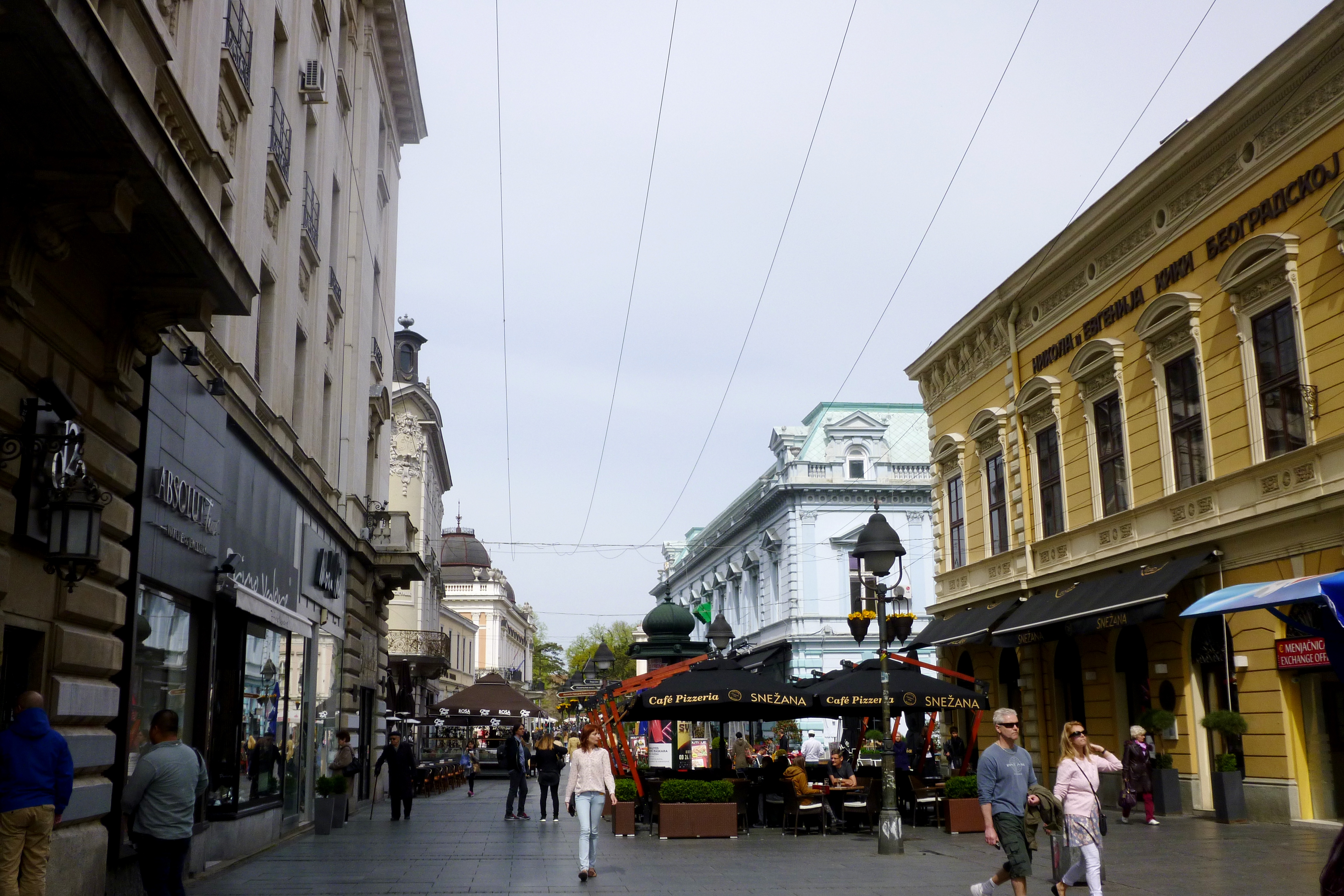
La rue Knez Mihailova au cœur de Belgrade, marquée par l'urbanisme européen du XIXe siècle.

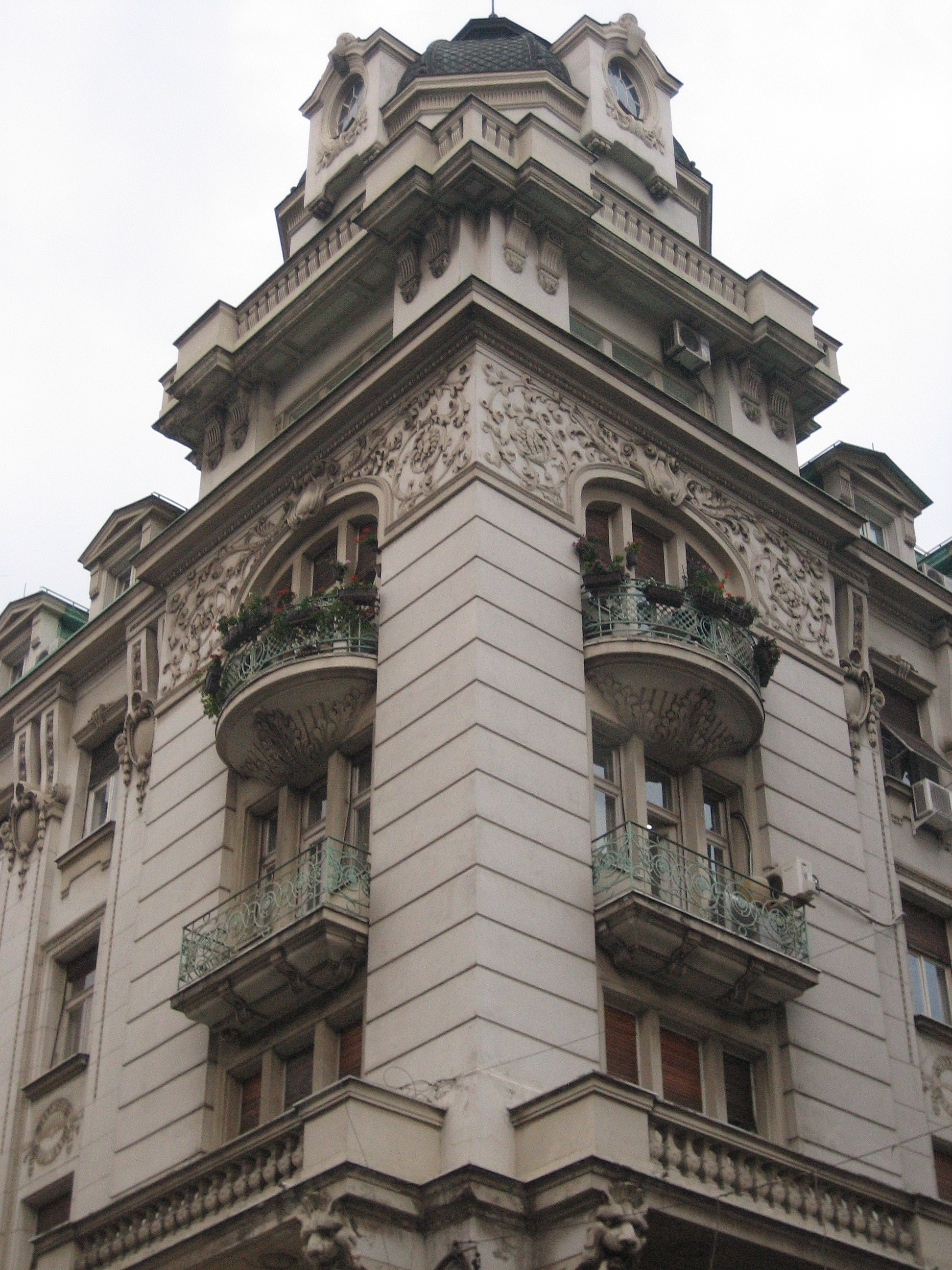
Architecture du centre de Belgrade.

L'architecture de Belgrade présente des constructions très variées, du quartier de Zemun, qui, longtemps sous domination autrichienne, offre l'aspect typique d'une ville d'Europe centrale, jusqu'à l'architecture la plus moderniste, telle qu'on peut la trouver à Novi Beograd. Si la forteresse de Belgrade abrite les édifices les plus anciens de la capitale, en raison des nombreuses destructions que la ville a connues, les bâtiments les plus anciens du centre remontent pour la plupart au XIXe siècle. Le plus ancien édifice public de Belgrade est un turbe (tombeau turc) de forme hexagonale ; il est situé dans le parc de Kalemegdan. La plus ancienne maison privée de la capitale, avec des murs en simple argile séché, date de la fin du XVIIIe siècle ; elle est située dans le quartier de Dorćol. L'influence occidentale commença à s'exercer au début du XIXe siècle, avec des constructions de style néoclassique, romantique et académique. À la fin du XIXe siècle, les architectes serbes créèrent le Théâtre National, le Stari dvor (1882-1884), la cathédrale Saint-Michel et, au début du XXe siècle, le Parlement de Serbie (1907-1936) et le musée national, influencé par l'art nouveau. Le style serbo-byzantin (variante régionale de l'architecture néo-byzantine) est bien représenté dans la capitale : on peut citer la façade de la Fondation Vuk (1912) ou la Poste de la rue Kosovska ; il se retrouve dans l'architecture religieuse, par exemple dans l'église Saint-Marc (1931-1940), inspirée de l'église du monastère de Gračanica, et à l'église Saint-Sava qui est aussi la plus grande église orthodoxe du monde.
Pendant la période communiste, de nombreux immeubles ont été construits, notamment pour loger les réfugiés qui affluèrent après la Seconde Guerre mondiale. Ces constructions, élevées à la hâte et pour le moindre coût, relèvent parfois de l'architecture brutaliste, comme dans le quartier des Blokovi (« les blocs ») à Novi Beograd. Le réalisme socialiste soviétique a inspiré des bâtiments comme ceux de la Maison des syndicats (1955). Parallèlement, dans le milieu des années 1950, un courant moderniste s'est développé, qui, aujourd'hui encore, domine l'architecture belgradoise.

### Tourisme

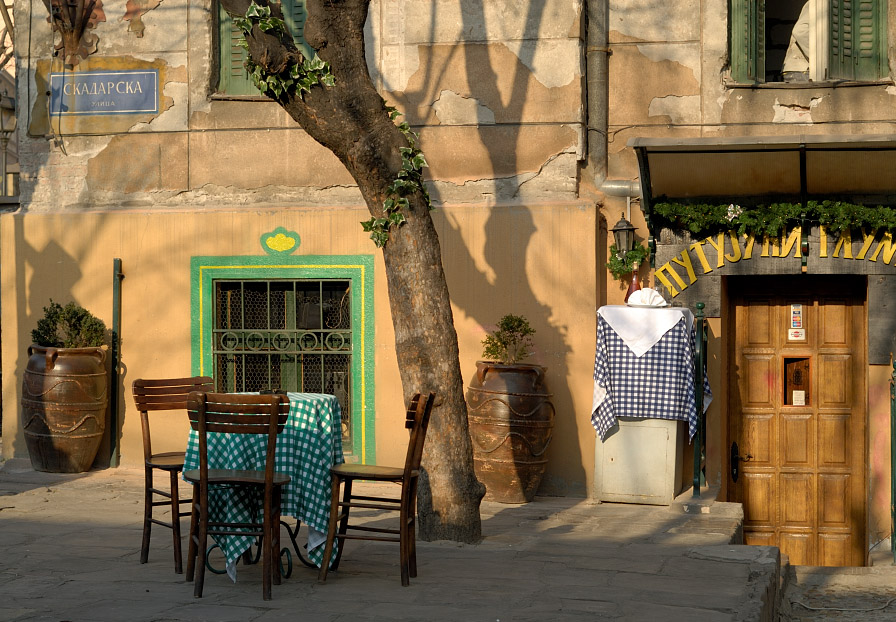
Skadarlija.

En 2018, Belgrade a été visité par 1 111 745 touristes. En 2018, ils venaient, par ordre de pays, de Bosnie-Herzégovine puis de Monténégro, de Chine, de Croatie, de Turquie, de Roumanie, d'Allemagne,
de Bulgarie, de Slovénie et de Russie. Les secteurs historiques et les édifices de Belgrade figurent parmi les premières attractions de la ville. Parmi elles, on peut citer Skadarlija, le musée national, le théâtre national, Zemun, la place Nikola Pašić (Trg Nikole Pašića), Terazije, la place des Étudiants (Studentski trg), le parc de Kalemegdan et la forteresse de Belgrade, la rue du Prince Michel, le Parlement, l'église Saint-Sava et le Stari dvor. Belgrade possède de nombreux parcs, monuments, musées, cafés, restaurants et boutiques sur les deux rives de la Save et du Danube. Le monument au héros inconnu sur le mont Avala offre de belles vues sur la ville. Le mausolée de Tito, appelé Kuća Cveća (la « maison des Fleurs »), et les parcs voisins de Topčider et de Košutnjak sont des endroits fréquentés par les touristes, notamment ceux qui viennent de l'ex-Yougoslavie.
Ada Ciganlija est une ancienne île sur la Save et le plus grand centre de loisirs de la capitale ; l'île est aujourd'hui reliée à la terre ferme par des digues qui ont créé un lac artificiel bordé de plages. Ada Ciganlija est un lieu de promenade qui attire de nombreux Belgradois, notamment pendant les journées chaudes de l'été. On peut y pratiquer le golf, le football, le basket-ball, le volley-ball, le rugby, le baseball et le tennis. On peut aussi y pratiquer les sports extrêmes comme le saut à l'élastique, le ski nautique et le paintball. De nombreuses pistes permettent aussi de pratiquer le vélo ou le jogging.
En plus d'Ada Cingalija, Belgrade possède en tout 16 îles, certaines demeurant inoccupées. La grande Île de la guerre, au confluent même de la Save et du Danube, constitue une réserve pour la vie sauvage (et particulièrement pour les oiseaux). De ce fait, les autorités de la Ville l'ont transformée en réserve naturelle, ainsi que la petite Île de la guerre, située juste à côté.

### Animation et vie nocturne

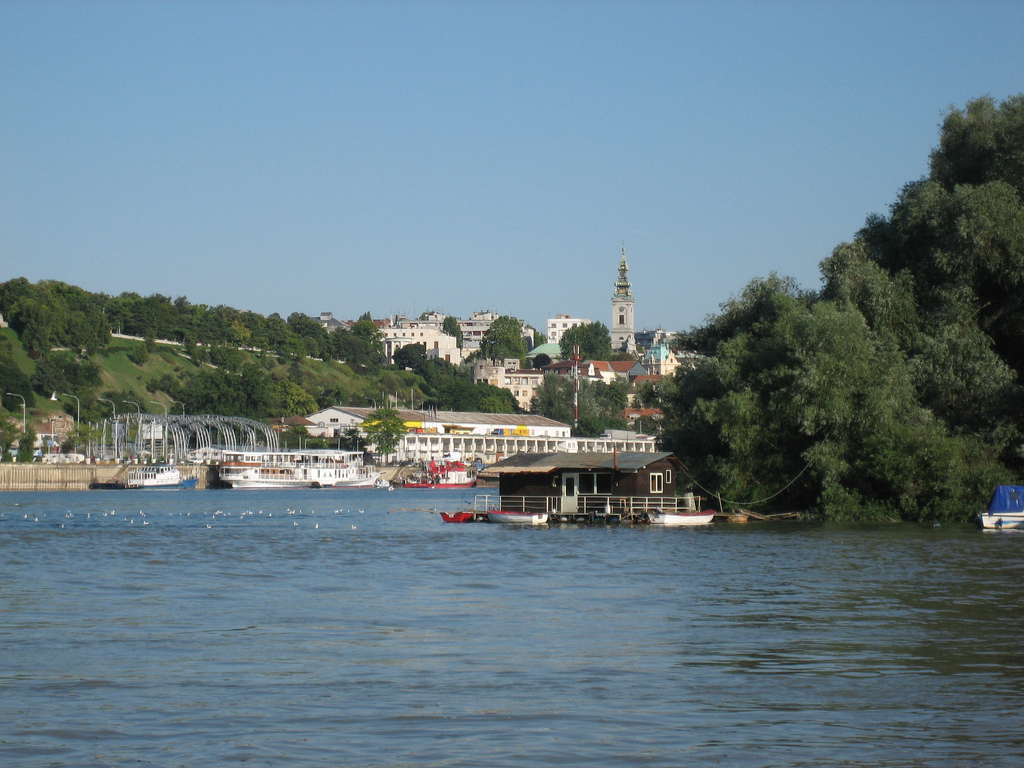
Barges (splavovi) sur le Danube.

Belgrade a la réputation d'offrir une vie nocturne particulièrement animée, avec des clubs ouverts jusqu'à l'aube un peu partout dans la ville. Le long des rives de la Save et du Danube se succèdent de nombreuses barges (splavovi) qui figurent parmi les lieux les plus appréciés des noctambules,,.
De nombreux visiteurs, venant particulièrement de Bosnie-Herzégovine, de Croatie et de Slovénie, viennent passer une nuit à Belgrade en raison de l'atmosphère festive qui règne dans la capitale serbe et pour profiter des grands clubs et des bars.

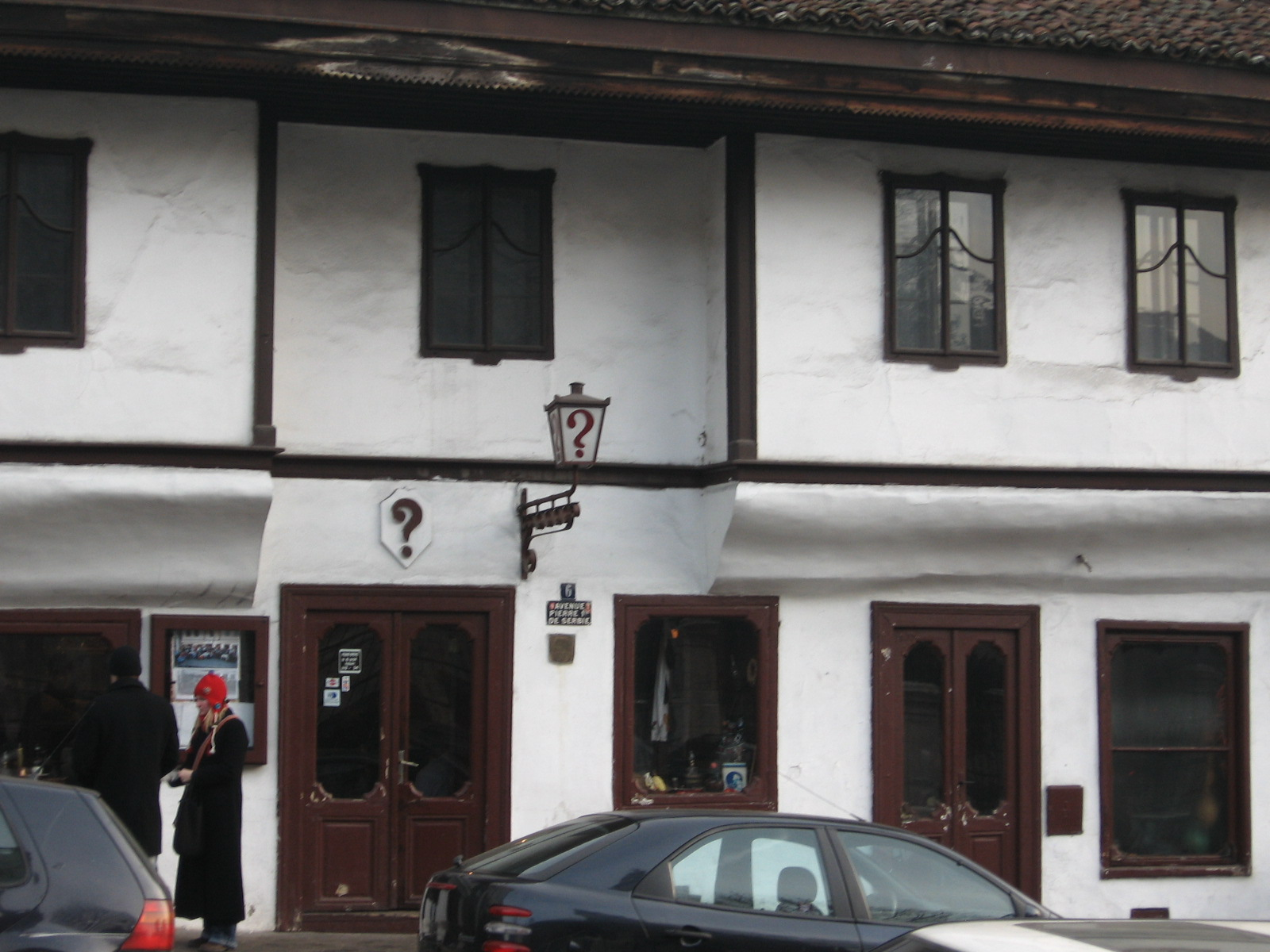
La Taverne « ? », rue Kralja Petra.

On y trouve des clubs alternatifs célèbres comme l'Akademija et le KST (Klub studenata tehnike), situé dans les sous-sols de la Faculté de génie électrique de l'université de Belgrade,,. L'un des lieux les plus célèbres pour les événements culturels alternatifs de la ville est le SKC (Centre Culturel des étudiants), situé juste en face de la tour Beograđanka. Des concerts donnés par des groupes venus de Serbie mais aussi du monde entier sont souvent organisés dans ce centre. Le SKC propose également des expositions d'art, des débats et des discussions.
Les nuits belgradoises peuvent également être rythmées par une musique plus traditionnelle connue sous le nom de Starogradska (la « musique de la vieille ville »), typique des zones urbaines de la Serbie. On l'entend surtout dans le quartier de Skadarlija, le quartier bohème où les poètes et les artistes de la capitale se retrouvaient au XIXe siècle et au début du XXe siècle ; ce quartier est situé autour de la rue de Skadar (Skadarska ou, familièrement, Skadarlija). On y trouve aussi de nombreux restaurants traditionnels appelés kafanas, qui pour la plupart datent de cette époque. L'une des plus anciennes kafanas de la capitale est la Taverne « ? » (Znak pitanja, le « point d'interrogation »), ouverte en 1826,. Dans ce quartier se trouve également la plus ancienne brasserie de Belgrade, la brasserie BIP, créée dans la première moitié du XIXe siècle.
Belgrade possède aussi un embryon de scène gay. En 2008, la ville dispose d’un club gay et de quelques cafés gays ou ouverts aux gays ; ils sont situés dans le centre de la capitale. L'intolérance à l'encontre des minorités sexuelles n'est pas rare, à Belgrade comme dans le reste du pays.

### Sport

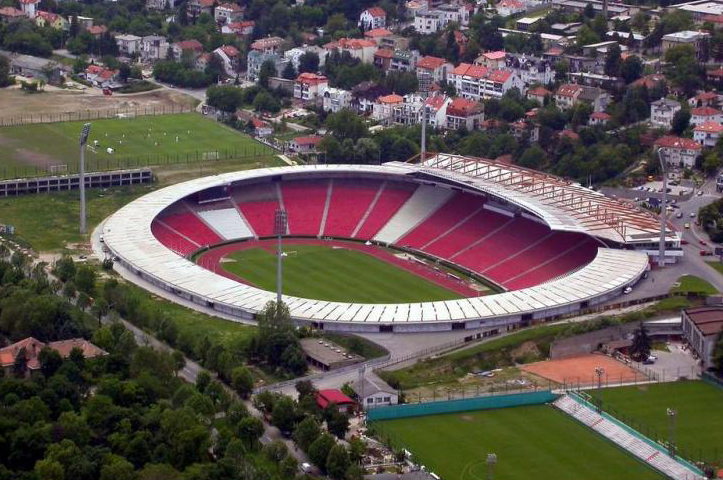
Le stade de l'Étoile rouge de Belgrade.

Il y a un millier d'installations sportives à Belgrade. La capitale a accueilli récemment plusieurs événements sportifs importants, dont le Championnat d'Europe de basket-ball 2005, le Championnat d'Europe de volley-ball masculin 2005 et le Championnat d'Europe de water polo masculin de 2006. Belgrade a accueilli le Festival Olympique de la Jeunesse Européenne en 2007 et l'Universiade à l'été 2009.
La ville a présenté en vain sa candidature pour organiser les Jeux olympiques d'été pour l'année 1992 ; elle a été écartée au troisième tour par le Comité international olympique, au profit de Barcelone. Les Jeux olympiques d'été de 1996 ont finalement eu lieu à Atlanta,.
Belgrade compte deux grands clubs de football, l’Étoile rouge (championne d'Europe en 1991) et le Partizan Belgrade, dont la rivalité donne lieu à de fameux derbies. Les deux stades les plus importants pour cette discipline sportive sont ceux de ces deux clubs, le stade de l'Étoile rouge (surnommé « Marakana » pour sa capacité originelle de 110 000 spectateurs, en référence au Maracanã) et le Stade du Partizan. D'autres clubs professionnels existent dans l'agglomération belgradoise, comme l'OFK Belgrade, le FK Zemun et le FK Rad.
L'Arena de Belgrade et la Hala Pionir accueillent des compétitions de basket-ball, tandis que le Centre de sports et de loisirs de Tašmajdan accueille des compétitions de water polo. C'est dans ce centre que se déroula le premier Championnat du monde de natation, du 31 août au 9 septembre 1973.

## Économie

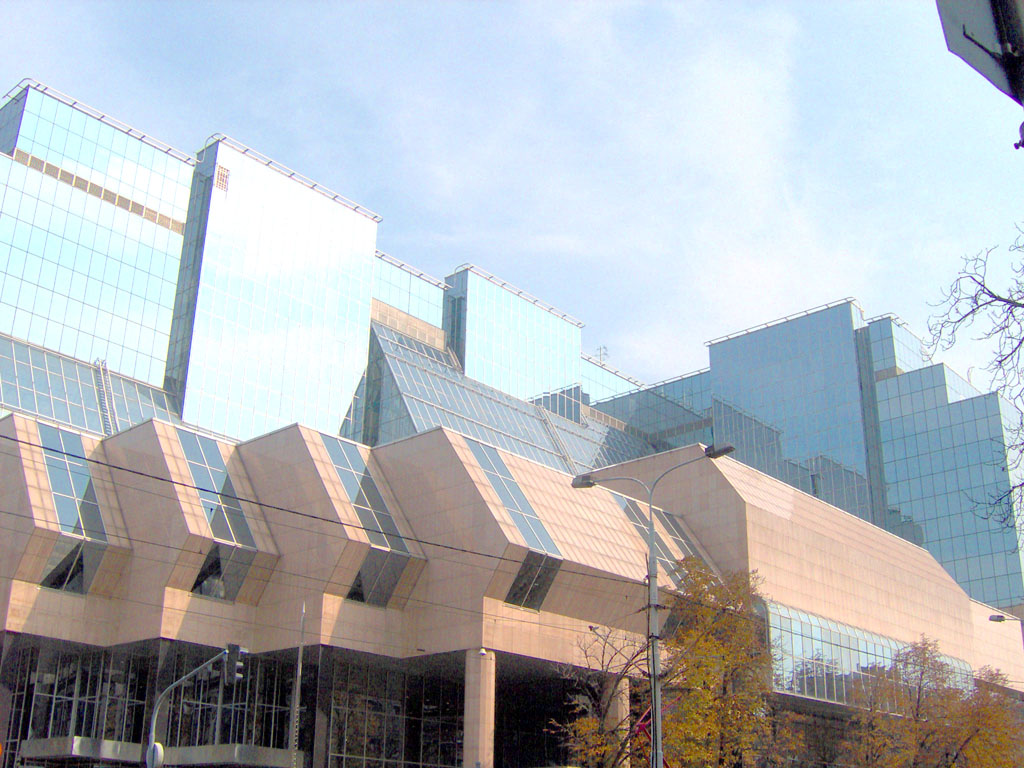
La Banque nationale de Serbie, près de la place Slavija.

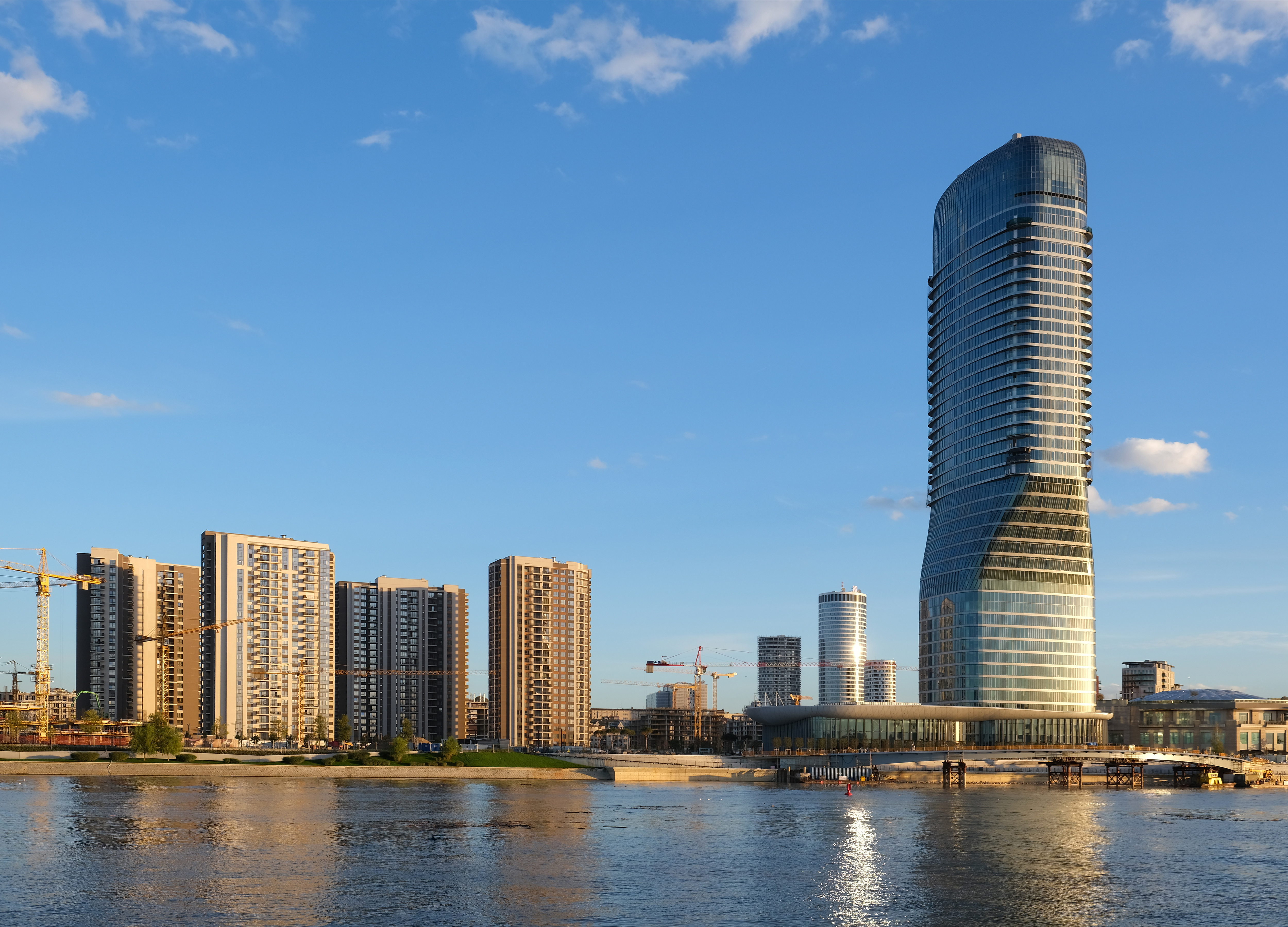
Belgrade Waterfront.

Belgrade est, économiquement, la partie la plus développée de la Serbie. En revanche, dans les années 1990, Belgrade, comme le reste du pays, fut gravement touchée par l'embargo international sur le commerce. L'hyperinflation du dinar yougoslave, le plus haut taux d'inflation jamais enregistré au monde,, ravagea l'économie de la ville. En revanche, depuis 2000, la croissance est de retour et elle se maintient à un rythme élevé ; désormais, plus de 30 % du PNB serbe provient de Belgrade, et la capitale concentre plus de 30 % de la population active du pays.
Belgrade est aujourd'hui le siège d'entreprises importantes comme Jat Airways, Telekom Srbija, Telenor Srbija, Delta Holding et Japan Tobacco.
De nombreuses entreprises privées serbes ont également leur siège social dans la capitale, témoignant de la diversité de son activité économique. Certaines d'entre elles travaillent dans le domaine de la construction, comme Energoprojekt holding, qui réalise des centrales hydroélectriques mais qui a également construit la salle omnisports de l'Arena, Montinvest, qui possède des bureaux à Moscou, Munich et Tripoli, Planum GP, qui construit notamment des aéroports, Energomontaža, spécialisée dans la réalisation d'installations dans les domaines de l'énergie et des télécommunications, en Serbie mais aussi en Russie, au Nigeria, au Togo, en Guinée et en Irak, ou encore Projektomontaža, Napred GP et Ratko Mitrović. Souvent lié à la construction, le secteur des matériaux est représenté par les sociétés Messer Tehnogas, Komgrap et Kopaonik. L'industrie chimique et, notamment, ses applications pharmaceutiques et vétérinaires sont présentes à Belgrade. Dans ce secteur figurent des entreprises comme Rafinerija Nafte Beograd, qui produit des dérivés du pétrole, Jugohemija et Valefarm (produits pharmaceutiques), ou encore Veterinarski zavod Zemun (produits vétérinaires). Dans le domaine des télécommunications, on peut signaler Telefonija, Pupin Telecom et Telefonkabl et, à la jonction de l'électronique et des télécommunications, on peut citer la société Iritel ; Informatika, quant à elle, est spécialisée dans l'ingénierie de systèmes d'information. De nombreuses entreprises de la capitale serbe travaillent également dans le domaine de l'agroalimentaire et des boissons, comme Imlek, pour les produits laitiers, et Bambi Banat, dans le domaine de la pâtisserie et des produits surgelés ou Centroproizvod ; BIP Beograd fabrique de la bière mais vend aussi une eau minérale commercialisée sous la marque Skadarlija, tandis que la société Navip, qui a son siège à Zemun, propose des vins et des spiritueux ; la société Coca Cola HBC-Srbija, qui a son siège à Belgrade, est la filiale serbe de The Coca-Cola Company. D'autres entreprises travaillent dans le domaine de la distribution, comme Centrotextil (vêtements et accessoires de mode), Beogradelektro (équipements électriques et électroniques), Novi Dom (ameublement) etc. ; la société Pekabeta, qui appartient à une des branches du groupe Delta Holding, est spécialisée dans la grande distribution. Toutes ces entreprises du secteur privé sont cotées à la Bourse de Belgrade et la plupart d'entre elles entrent dans la composition des indices BELEX15 ou BELEXline, qui servent à mesurer les performances boursières des entreprises serbes.

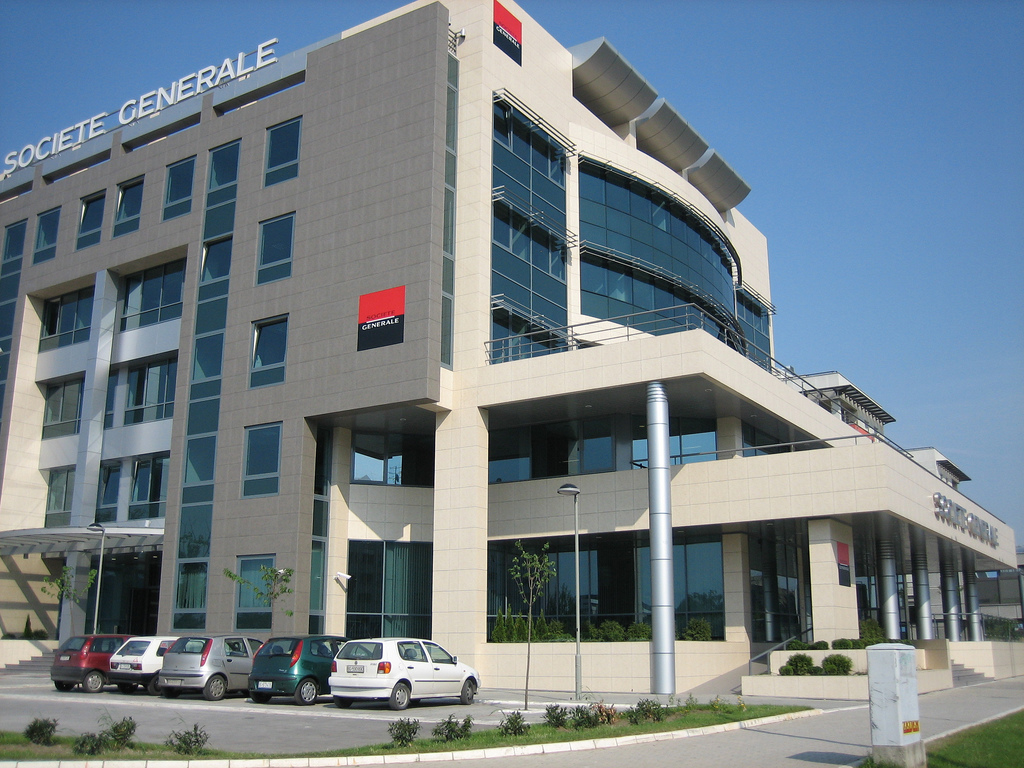
Le bâtiment de la Société générale, à Novi Beograd.

De fait, Belgrade est aussi la capitale financière de la Serbie. En plus de la Bourse, la ville est le siège de la Banque nationale de Serbie, qui veille à la stabilité financière du pays. Des banques internationales, comme la Société générale, sont installées dans la capitale. Parmi les banques serbes qui possèdent leur siège social à Belgrade, on peut citer la Komercijalna banka, l'Univerzal banka, l'Agrobanka, la Privredna banka, qui entrent dans l'indice BELEX15, ainsi que la Jubmes banka, qui fait partie des entreprises du BELEXline. La ville compte aussi des compagnies d'assurance, comme Dunav osiguranje et Globos osiguranje.
En septembre 2008, le salaire mensuel brut à Belgrade s'élevait en moyenne à 56 508 dinars serbes (soit environ 668 € ou 848 US$), contre une moyenne de 46 015 RSD, dans reste du pays, la capitale obtenant ainsi la moyenne la plus élevée de toute la Serbie. Le budget de la ville de Belgrade pour 2007 était d'environ 71,37 milliards,de dinars.
En 2008, selon l'Office de statistiques de la république de Serbie, 53 % des foyers belgradois étaient équipés d'un ordinateur, contre 40,8 % dans l'ensemble de la Serbie, et 47 % des habitants disposaient d'une connexion internet.

## Médias
Belgrade est le plus important centre médiatique de Serbie. La ville abrite les studios de la Radio Télévision de Serbie (RTS), qui est progressivement devenue la chaîne publique du pays. Le label d'enregistrement de la RTS, PGP RTS, est également situé à Belgrade. La chaîne RTV Pink, populaire et commerciale, est connue pour ses programmes de divertissement et ses émissions à sensations. Son principal concurrent s'appelle B92 ; il dispose de sa propre chaîne de télévision, d'une station de radio ; il édite de la musique et des livres et propose le site le plus populaire de l'internet serbe,. D'autres chaînes de télévision diffusent depuis Belgrade, comme TV Košava, TV Avala, ainsi que d'autres chaînes qui ne couvrent que Belgrade et sa région, comme Studio B et RTV Politika. De nombreuses chaînes spécialisées sont également proposées aux téléspectateurs, comme SOS Kanal (sport), TV Metropolis (musique), Art TV (art), TV Sinemanija (cinéma) et Happy TV (programmes pour les enfants).
Parmi les quotidiens à gros tirages publiés à Belgrade, on peut citer Politika, Večernje novosti, Blic, Glas javnosti et le Sportski žurnal. D'autres quotidiens sont également publiés dans la capitale, comme Press, Danas et Kurir. Un nouveau quotidien distribué gratuitement, 24 sata, a été créé en octobre 2006. Les magazines NIN et Vreme sont également imprimés à Belgrade.

## Éducation

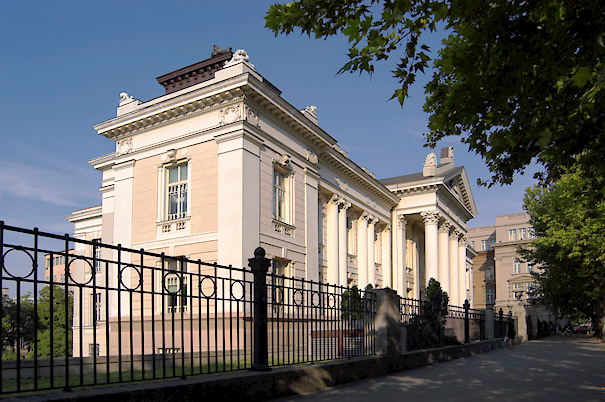
La bibliothèque de l'université de Belgrade.

Belgrade possède deux universités publiques et plusieurs institutions privées d'enseignement supérieur. La « Haute École », fondée à Belgrade en 1808, fut le premier établissement d'enseignement supérieur en Serbie. Vint ensuite le lycée en 1841, qui fut déplacé de Kragujevac à Belgrade. En 1905, il devint l'université de Belgrade, l'une des plus anciennes institutions éducatives du pays (le « Collège des professeurs », à Subotica, date de 1689). Environ 60 000 étudiants suivent des cours dans cette université.
La capitale compte en outre 195 écoles primaires (élémentaires) et 85 établissements d'enseignement secondaire. Parmi les écoles élémentaires, quinze sont spécialisées dans les arts et quatre sont réservées aux adultes. Le système d'enseignement secondaire compte 51 écoles professionnelles, 21 lycées d'enseignement général, huit écoles d'art et cinq écoles spécialisées. 230 000 élèves sont encadrés par 22 000 adultes, répartis dans plus de 500 bâtiments.
Selon le recensement de 2002, la ville de Belgrade (c'est-à-dire le district de Belgrade) comptait 1,34 % d'illettrés et Belgrade intramuros 0,77 %, la moyenne nationale s'établissant à 3,45 % dans la population âgée de 10 ans et plus ; 27,2 % des habitants de plus de 15 ans avaient effectué des études supérieures dans la zone urbaine de Belgrade et 35,1 % de la population de la ville au sens restreint du terme, contre 15,9 % en moyenne pour la population de la Serbie dans la même classe d'âge.

## Transports

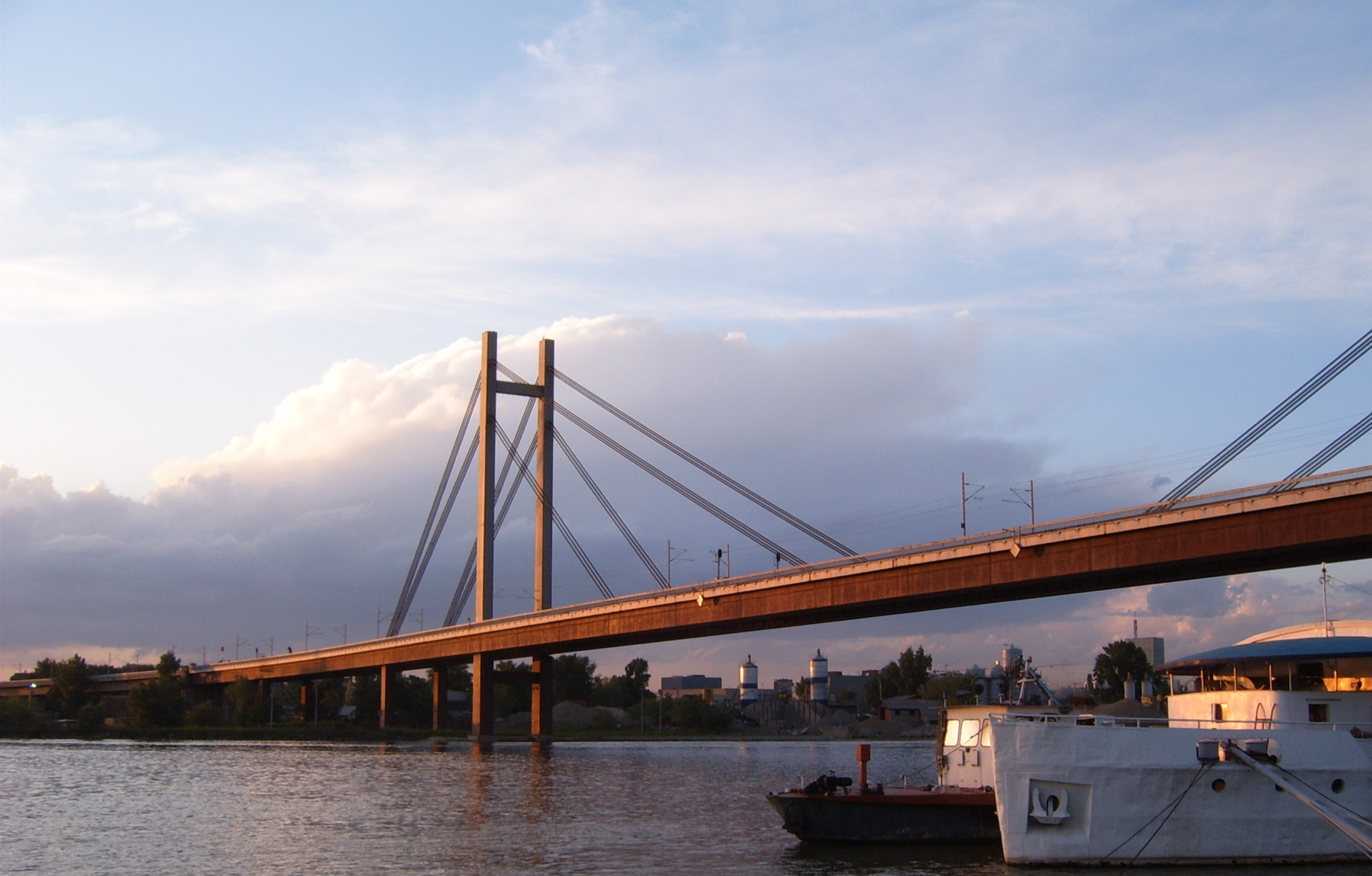
Le nouveau pont ferroviaire.

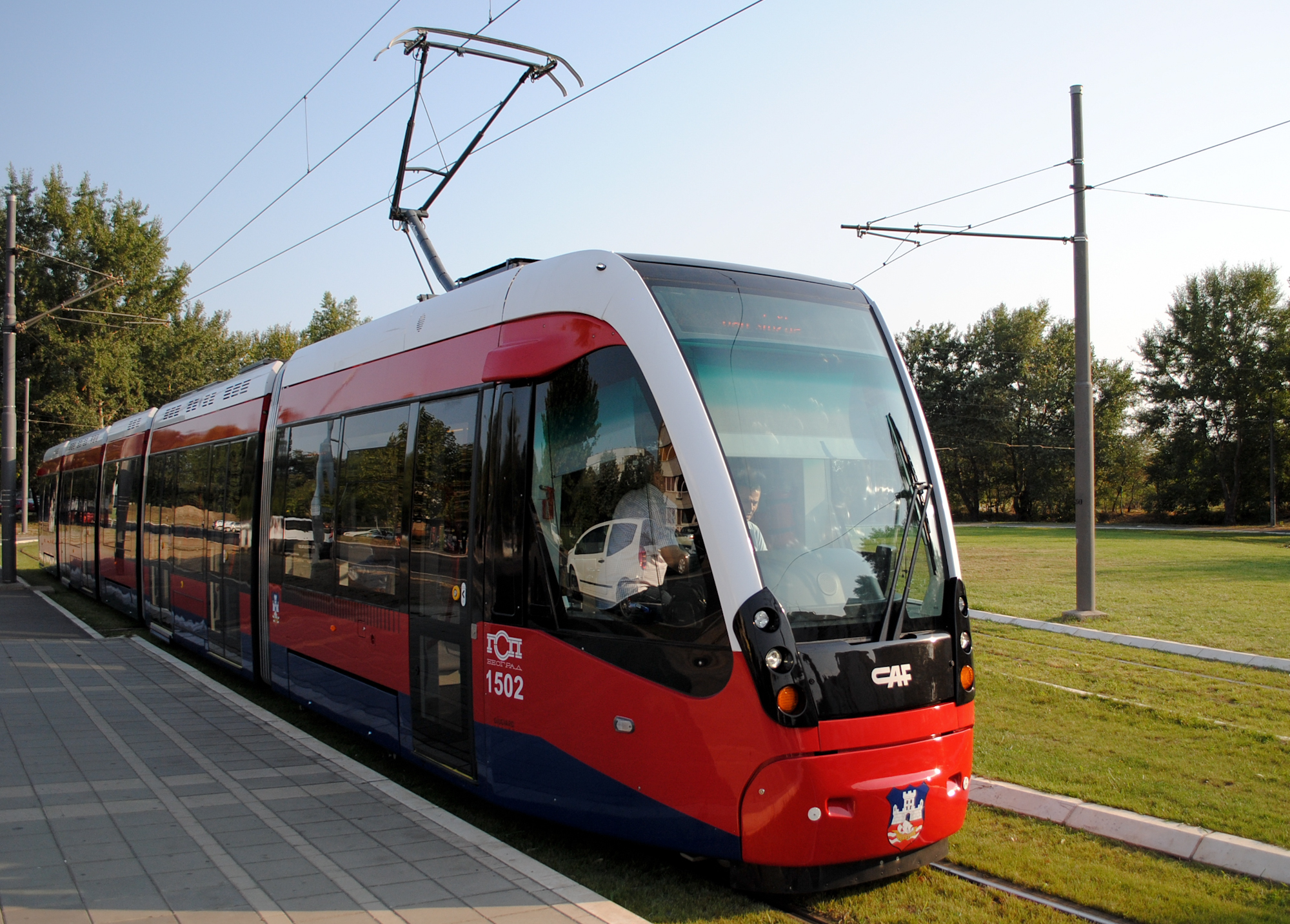
Le tramway belgradois, modèle Urbos 3 de la société espagnole CAF.

Belgrade possède un dense réseau de transports, fondé sur les autobus (118 lignes urbaines et plus de 300 lignes de banlieue), les tramways (12 lignes) et les trolleybus (huit lignes). Il est principalement géré par la société publique GSP Beograd, en coopération avec plusieurs sociétés privées dont la plus importante est SP Lasta. Belgrade possède également un réseau de trains de banlieue et de métro, Beovoz, géré par les Chemins de fer de Serbie ; un réseau de métro léger appelé BELAM est en cours de construction, avec trois lignes prévues à l'horizon 2021. La gare de la ville la relie aux autres capitales européennes et à de nombreuses villes de Serbie. Le voyage par autocars est aussi un moyen rapide et efficace de se rendre dans chaque ville du pays.
En novembre 2011, Dragan Djilas, maire de Belgrade, et Gian-Luca Erbacci directeur d'Alstom Transport pour l'Europe du Sud, ont signé, devant le président de la république de Serbie, Boris Tadic et du secrétaire d'État français chargé du commerce extérieur Pierre Lellouche, un accord sur la construction de la ligne L1 du métro de Belgrade, pour un coût d'un milliard d'euros. Cette ligne comportera 25 stations et sera aussi suivie par la conctruction de deux autres lignes, la L2 et L3. La ligne L1 aura la forme d'un Y et sera construite sur la rive sud du Danube,.
La ville est située le long du corridor paneuropéen X. Un réseau d'autoroutes permet de rejoindre facilement Novi Sad et Budapest (capitale de la Hongrie) (au nord) (Autoroute A1), Čačak, Podgorica (capitale du Monténégro) et Sarajevo (capitale de la Bosnie-Herzégovine) (au sud-ouest) (Autoroute A2), Niš, Skopje (capitale de la Macédoine du Nord) et Sofia (capitale de la Bulgarie) (au sud-est) (Autoroute A1), et Sremska Mitrovica et Zagreb (capitale de la Croatie) (à l'ouest) (Autoroute A3). Située au confluent de cours d'eau importants, la Save et le Danube, Belgrade possède de nombreux ponts, dont les deux principaux sont le pont de Branko et le pont de Gazela, qui relient tous deux le centre à Novi Beograd.
Le port de Belgrade, situé sur le Danube, permet l'approvisionnement en marchandises de la ville.

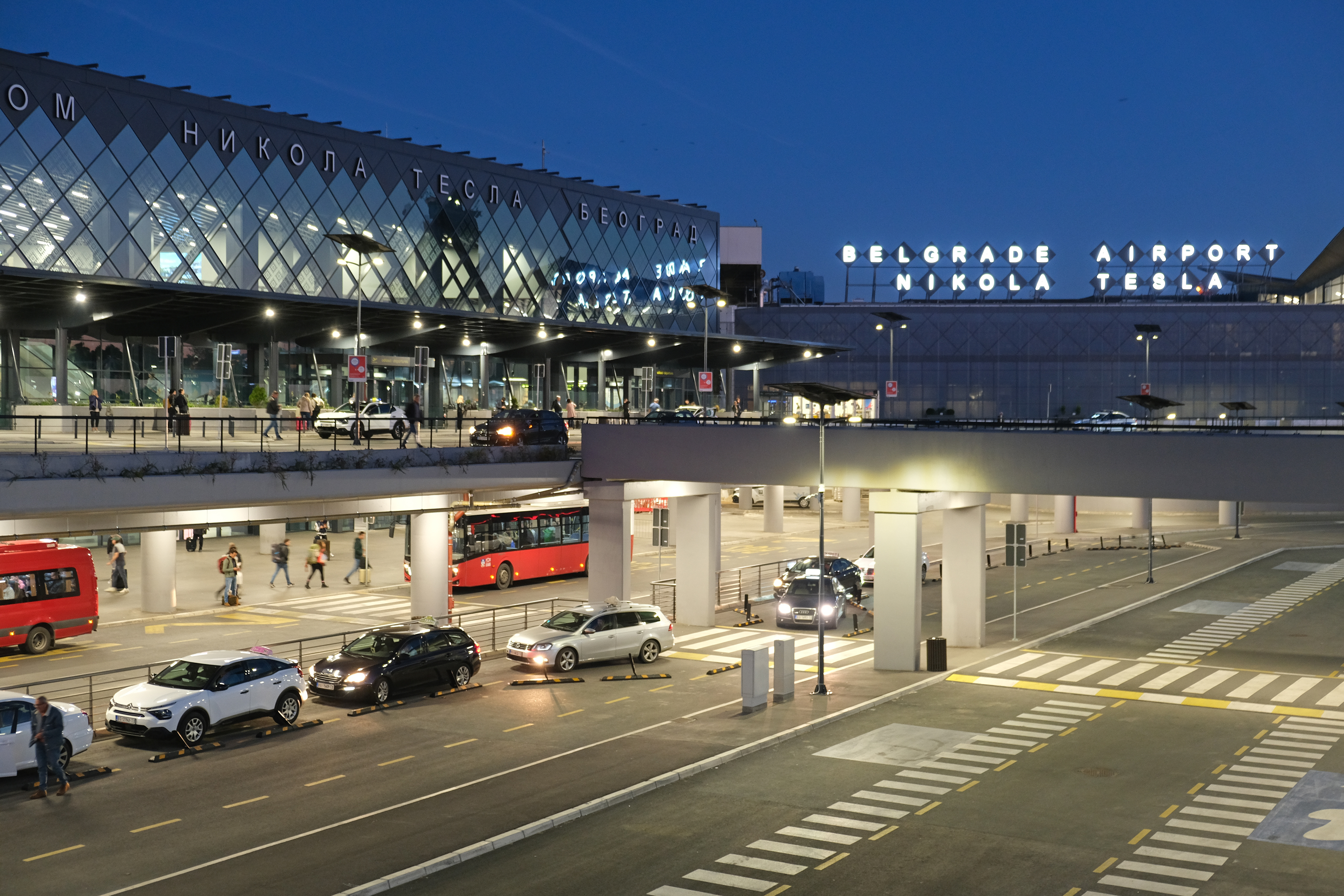
l'Aéroport Nikola Tesla qui est le point principal d’entrée du pays.

La ville est desservie par l'aéroport Nikola Tesla, situé à 12 km à l'ouest du centre, sur le territoire de la municipalité de Surčin. En 1986, il a accueilli près de 3 millions de passagers, nombre qui s'est considérablement réduit dans les années 1990 ; à partir de 2000, le nombre de voyageurs a de nouveau augmenté pour frôler le chiffre de 2 millions en 2004 et 2005 et le dépasser en 2006 ; en 2009, l'aéroport a accueilli 2,4 millions de voyageurs et, en 2010, 2,7 millions.
Avec l'expansion de la ville et l'accroissement important du nombre de véhicules, les encombrements sont devenus un des problèmes majeurs de la capitale serbe ; pour pallier cela, un périphérique est en cours de construction, qui reliera les routes européennes E70, E75 et E763. Une rocade intérieure est en projet, impliquant la construction d'un nouveau pont sur la Save, le pont d'Ada Ciganlija, qui soulagera le trafic sur les ponts de Branko et de Gazela,. Un nouveau pont sur le Danube a également été achevé en 2014, le Pupinov most (anciennement dénommé Pont de l’amitié sino-serbe) : il relie Zemun à Borča, dans la banlieue de Belgrade,.

## Coopération internationale

### Jumelages
Belgrade est jumelée avec les villes suivantes,, :
- Chicago (États-Unis) - ville sœur depuis juin 2005
- Coventry (Royaume-Uni) - ville jumelle depuis 1957
- Lahore (Pakistan) - ville sœur depuis 2007
- Tel-Aviv-Jaffa (Israël) - ville sœur depuis 1990
- New Delhi (Inde)
- Belgrade (Belgique) - ville jumelle depuis 1973[216]

### Autres formes de coopération et d’amitié
- Athènes (Grèce) (Accord d’amitié et de coopération - novembre 1966)
- Banja Luka (Bosnie-Herzégovine) (Accord de coopération - 2005)
- Berlin (Allemagne) (Accord de coopération et d’amitié - novembre 1978)
- Düsseldorf (Allemagne) (Accord de coopération - février 2004)
- Kiev (Ukraine) (Accord de coopération - mai 2002)
- Madrid (Espagne) (Accord de coopération - mai 2001)
- Milan (Italie) (mémorandum pour un accord ville à ville - novembre 2000)
- Moscou (Russie) (Programme de coopération 2003/2004 - décembre 2002)
- Pékin (Chine) (Accord de coopération - octobre 1980)
- Rome (Italie) (Accord d’amitié et de coopération - octobre 1971)

Lettres d’intention signées avec des capitales de l’ex-Yougoslavie
- Ljubljana (Slovénie) (octobre 2003)
- Skopje (Macédoine) (juin 2006)
- Zagreb (Croatie) (octobre 2003)

### Honneurs nationaux et internationaux
La ville de Belgrade a reçu plusieurs honneurs nationaux et internationaux, notamment la Légion d'honneur française en 1920, la Croix de Guerre de Tchécoslovaquie, l'Étoile de Karađorđe et l'Ordre du héros national de l'ex-Yougoslavie. Cette dernière récompense lui a été attribuée le 10 octobre 1974, pour l'anniversaire de la fin de l'occupation nazie lors de la Seconde Guerre mondiale. En 2006, le magazine Foreign Direct Investment du Financial Times lui a décerné le titre de Ville de l'Avenir en Europe du Sud.